# شرم الشيخ
شرم الشيخ هي مدينة سياحية مصرية، تقع عند ملتقى خليجي العقبة والسويس على ساحل البحر الأحمر. تبلغ مساحتها 480 كم، ويصل عدد سكانها إلى 35 ألف نسمة، وتعد أكبر مدن محافظة جنوب سيناء. تضم المدينة منتجعات سياحية يرتادها الزائرون من جميع أنحاء العالم، وتشتهر بأنها أحد مراكز الغوص العالمية التي تجتذب هواة ومحترفي هذه الرياضة، كما تشتمل على مطار دولي، وأمام ساحلها تقع جزيرتا تيران وصنافير، ومن أهم مناطقها رأس نصراني، رأس أم سيد، رأس جميلة، رأس كنيسة، شرم المية، نخلة التبل إلى جانب محمية رأس محمد الواقعة جنوبها ومحمية نبق بينها وبين دهب، وخليج نعمة عند ملتقى قارتي آسيا وأفريقيا، وتحتوي على أكثر من 200 فندق ومنتجع بخلاف المطاعم والمقاهي والأسواق التجارية والمدن الترفيهية والملاهي الليلية والكازينوهات.

## التاريخ
شيدت مدينة شرم الشيخ عام 1968، وتشتهر باسم مدينة السلام. وتطورت المدينة منذ ذلك التاريخ بشكل سريع حتى أصبحت من أشهر المدن السياحية في سيناء والعالم، وتعد واحدة من أجمل أربع مدن في العالم طبقاً لتصنيف البي بي سي لعام 2005. كما أدى تحول المدينة إلى النظم الحديثة في المعمار والترفيه والأمان والخدمة الفندقية لتأهيلها للفوز بجائزة منظمة اليونسكو لاختيارها ضمن أفضل خمس مدن سلام على مستوى العالم من بين 400 مدينة عالمية.

### عوفيرا
عوفيرا هي مستعمرة عسكرية شيدتها القوات الإسرائيلية على أرض شرم الشيخ عام 1968 كمقر لقواتها الجوية أثناء احتلالها لسيناء. وعقب حرب أكتوبر وهزيمة العدو الإسرائيلي تسلمت مصر المستعمرة عام 1979 خلال مراحل التفاوض وسُميت مساكن اليهود وتحولت إلى مساكن للموظفين الحكوميين في شرم الشيخ. تضم المستعمرة 500 وحدة سكنية بنيت على شكل مدرج، حتى يسهل القفز من دور لآخر، ومن مبنى إلى آخر، تفاديا للهجمات، وأسفلها بنى الكثير من الخنادق، التي تحولت إلى ثكنات للعمال الذين كانوا يعملون في بناء المنشآت الحكومية في شرم الشيخ، بعدما عادت شرم الشيخ وسيناء كاملة إلى الأيدي المصرية عام 1982.

### تفجيرات شرم الشيخ

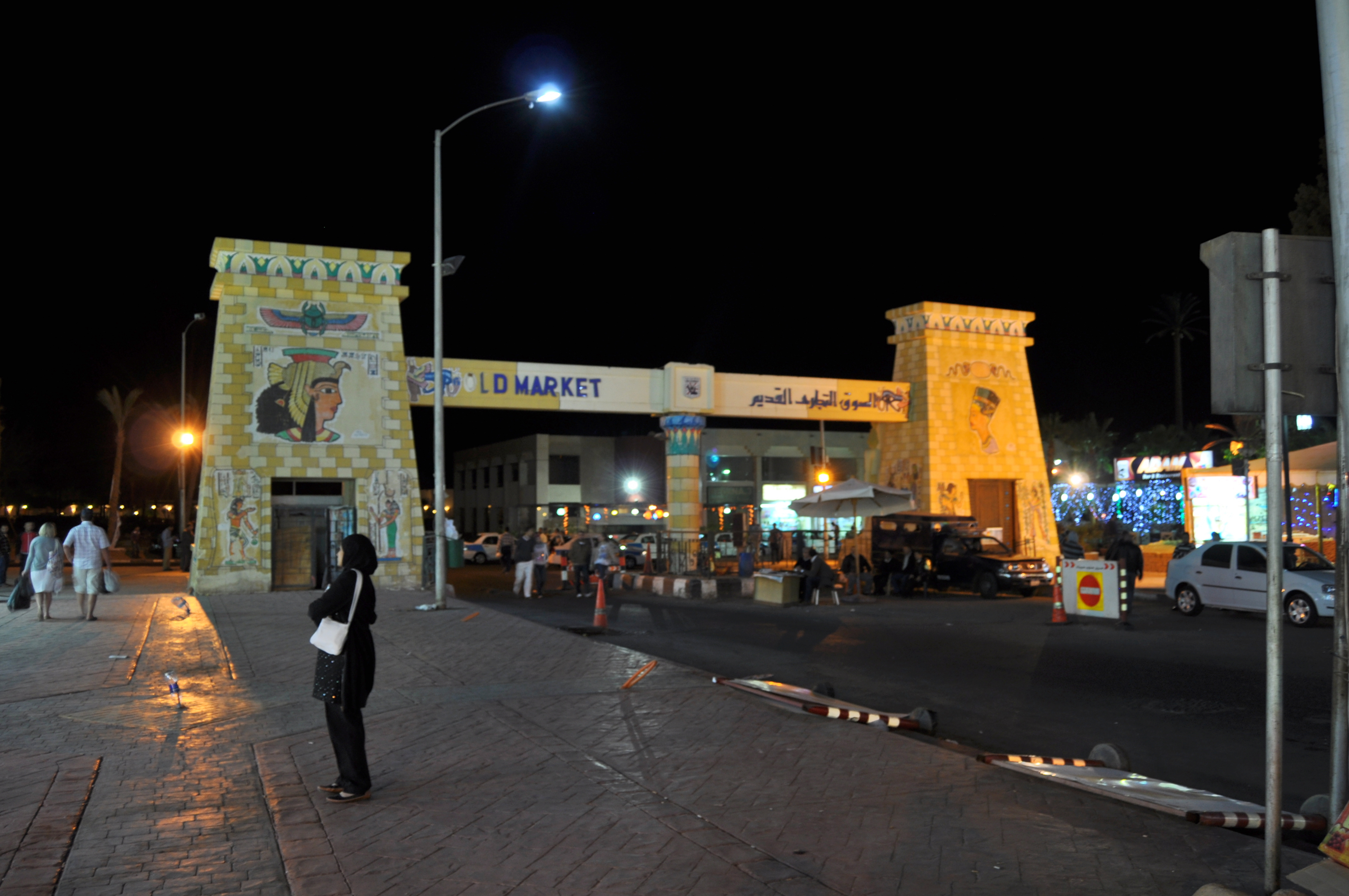
السوق التجاري القديم.

هي مجموعة من العمليات الإرهابية المتزامنة التي وقعت يوم 23 يوليو 2005، وتمثلت في ثلاث انفجارات متتالية ضربت مدينة شرم الشيخ. بدأت العمليات الإرهابية بتفجير سيارة مفخخة استهدفت منطقة السوق التجاري القديم، تلاها الانفجار الثاني بعد نحو 5 دقائق، واستهدف أحد المنتجعات السياحية على خليج نعمة، ثم وقع الانفجار الثالث بعد ثلاث أو أربع دقائق، عن طريق عبوة ناسفة شديدة الانفجار داخل مرآب خاص بمنطقة خليج نعمة أمام المراكز التجارية. أسفرت الانفجارات الثلاث عن وقوع ضحايا تراوح عددهم ما بين 64 إلى 85 قتيل، و110 إلى 200 مصاب، وتحطم نحو 80 سيارة بين ملاكي وأجرة، وأكثر من 50 محل تجاري. وأتت هذه التفجيرات الإجرامية لتضرب أحد أهم المناطق السياحية في مصر، وذلك على غرار عدة تفجيرات عالمية ضربت كل من لندن، وبيروت، وتركيا.

### هجمات أسماك القرش
في ديسمبر 2010 وقعت عدة هجمات لأسماك القرش داخل شواطئ مدينة شرم الشيخ، مما أسفر عن مقتل سائحة ألمانية وبتر أطراف لأربع سائحات روسيات وسائح أوكراني. أدت تلك الهجمات إلى حدوث حالة من الغموض والارتباك بقطاع السياحة على الشاطئ والغوص في المدينة، الأمر الذي أدى إلى اتخاذ عدة إجراءات احترازية، كان منها منع الغوص الشاطئي في مناطق التجمعات السياحية، باستثناء ست مناطق هي خليج نعمة وشرم المية ومحمية نبق ورأس أم السيد وخليج القرش ورأس جميلة، وهي التي سمح فيها فقط بدخول البحر عن طريق الشاطئ، مع إبقاء جميع مواقع الغوص التي يتم الوصول إليها باستخدام مراكب الغوص مفتوحة أمام الغواصين.

## الجغرافيا
تكمن أهمية المدينة في موقعها الذي يربط بين قارتي آسيا وأفريقيا على رأس مثلث شبه جزيرة سيناء عند رأس البحر الأحمر بين خليجي السويس والعقبة مما أدى إلى وجود بيئة طبيعية ومناخية متميزة تعتبر العنصر الأساسي في الجذب السياحي.

### المناخ
| البيانات المناخية لـشرم الشيخ                                       | البيانات المناخية لـشرم الشيخ | البيانات المناخية لـشرم الشيخ | البيانات المناخية لـشرم الشيخ | البيانات المناخية لـشرم الشيخ | البيانات المناخية لـشرم الشيخ | البيانات المناخية لـشرم الشيخ | البيانات المناخية لـشرم الشيخ | البيانات المناخية لـشرم الشيخ | البيانات المناخية لـشرم الشيخ | البيانات المناخية لـشرم الشيخ | البيانات المناخية لـشرم الشيخ | البيانات المناخية لـشرم الشيخ | البيانات المناخية لـشرم الشيخ |
| الشهر                                                               | يناير                         | فبراير                        | مارس                          | أبريل                         | مايو                          | يونيو                         | يوليو                         | أغسطس                         | سبتمبر                        | أكتوبر                        | نوفمبر                        | ديسمبر                        | المعدل السنوي                 |
| ------------------------------------------------------------------- | ----------------------------- | ----------------------------- | ----------------------------- | ----------------------------- | ----------------------------- | ----------------------------- | ----------------------------- | ----------------------------- | ----------------------------- | ----------------------------- | ----------------------------- | ----------------------------- | ----------------------------- |
| الدرجة القصوى °م (°ف)                                               | 31 (88)                       | 34 (93)                       | 37 (99)                       | 41 (106)                      | 44 (111)                      | 46 (115)                      | 46 (115)                      | 45 (113)                      | 43 (109)                      | 41 (106)                      | 37 (99)                       | 32 (90)                       | 46 (115)                      |
| متوسط درجة الحرارة الكبرى °م (°ف)                                   | 21.7 (71.1)                   | 22.4 (72.3)                   | 25.1 (77.2)                   | 29.8 (85.6)                   | 33.9 (93.0)                   | 37 (99)                       | 37.5 (99.5)                   | 37.5 (99.5)                   | 35.4 (95.7)                   | 31.5 (88.7)                   | 27 (81)                       | 23.2 (73.8)                   | 30.17 (86.31)                 |
| المتوسط اليومي °م (°ف)                                              | 17.5 (63.5)                   | 18.1 (64.6)                   | 20.6 (69.1)                   | 25.0 (77.0)                   | 28.9 (84.0)                   | 31.8 (89.2)                   | 32.1 (89.8)                   | 32.8 (91.0)                   | 31.0 (87.8)                   | 27.5 (81.5)                   | 23.0 (73.4)                   | 19.1 (66.4)                   | 25.62 (78.12)                 |
| متوسط درجة الحرارة الصغرى °م (°ف)                                   | 13.3 (55.9)                   | 13.7 (56.7)                   | 16.1 (61.0)                   | 20.1 (68.2)                   | 23.8 (74.8)                   | 26.5 (79.7)                   | 26.7 (80.1)                   | 28 (82)                       | 26.5 (79.7)                   | 23.4 (74.1)                   | 18.9 (66.0)                   | 15 (59)                       | 21 (70)                       |
| أدنى درجة حرارة °م (°ف)                                             | 7 (45)                        | 5 (41)                        | 10 (50)                       | 12 (54)                       | 17 (63)                       | 23 (73)                       | 20 (68)                       | 23 (73)                       | 22 (72)                       | 17 (63)                       | 14 (57)                       | 8 (46)                        | 5 (41)                        |
| الهطول مم (إنش)                                                     | 0.5 (0.02)                    | 0.2 (0.01)                    | 1.2 (0.05)                    | 0.2 (0.01)                    | 0.5 (0.02)                    | 0 (0)                         | 0 (0)                         | 0 (0)                         | 0.04 (0.00)                   | 0.8 (0.03)                    | 3.3 (0.13)                    | 0.5 (0.02)                    | 7.24 (0.29)                   |
| متوسط أيام هطول الأمطار (≥ 0.01 mm)                                 | 0.3                           | 0.1                           | 0.5                           | 0.1                           | 0                             | 0                             | 0                             | 0                             | 0.1                           | 0.4                           | 0.4                           | 0.3                           | 2.2                           |
| ساعات سطوع الشمس الشهرية                                            | 279                           | 251                           | 310                           | 300                           | 341                           | 390                           | 403                           | 372                           | 330                           | 310                           | 270                           | 248                           | 3٬804                         |
| المصدر #1: المنظمة العالمية للأرصاد الجوية,                         |                               |                               |                               |                               |                               |                               |                               |                               |                               |                               |                               |                               |                               |
| المصدر #2: Danish Meteorological Institute for sunshine (1931–1960) |                               |                               |                               |                               |                               |                               |                               |                               |                               |                               |                               |                               |                               |

## المعالم الطبيعية والسياحية

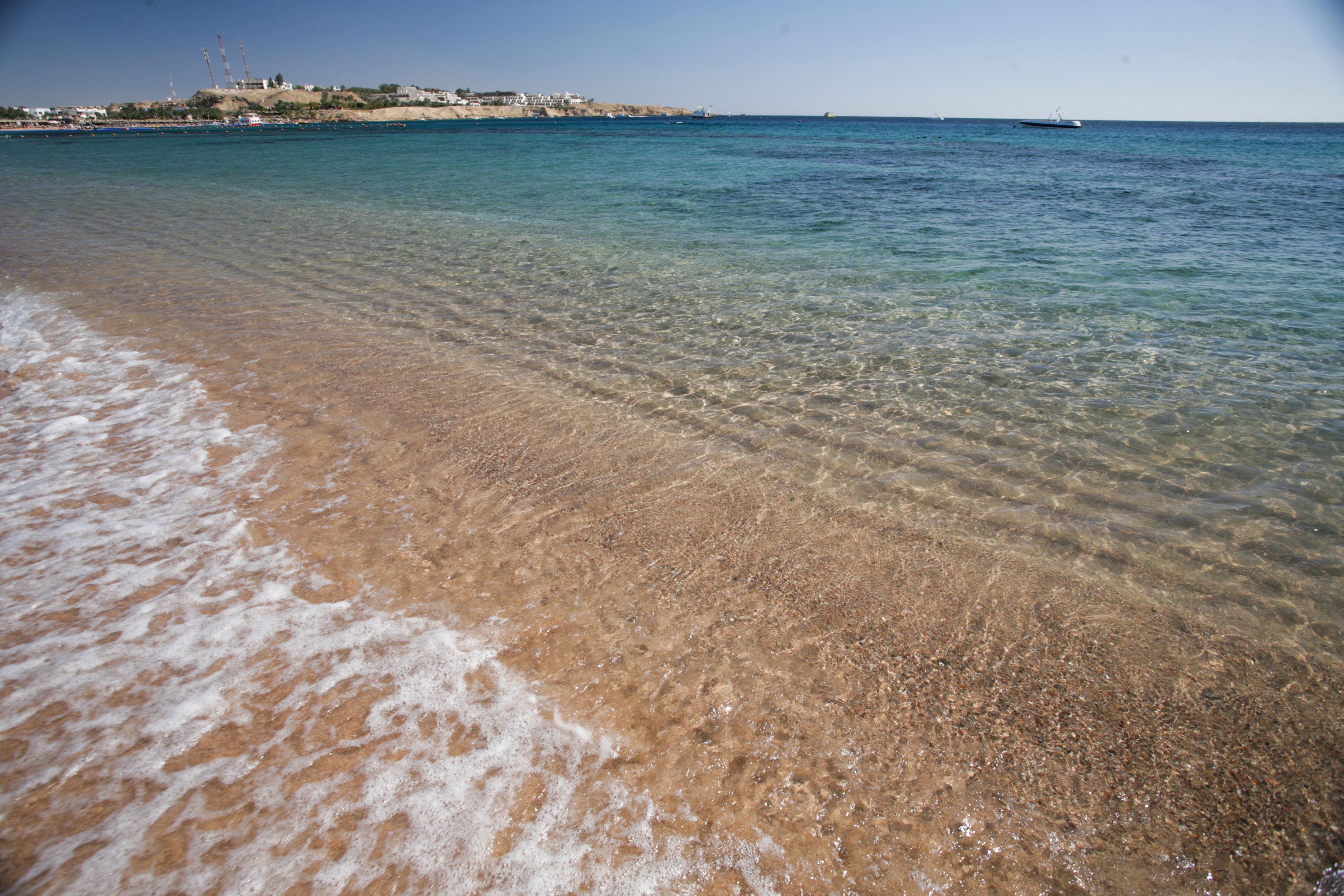
شاطئ خليج نعمة.

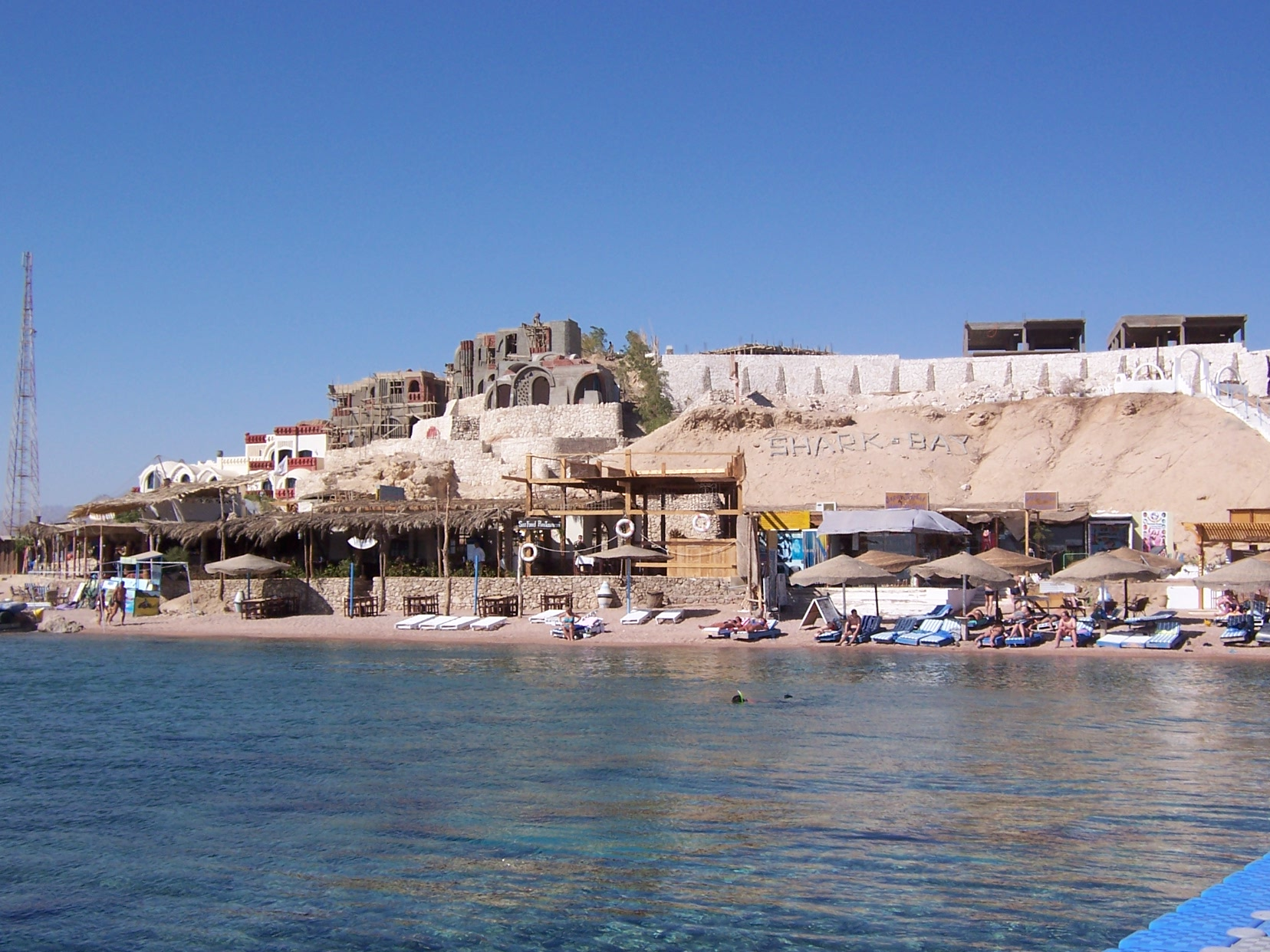
خليج القرش.

### خليج نعمة
يقع خليج نعمة عند ملتقى قارتي آسيا وأفريقيا في قلب مدينة شرم الشيخ، ويعد من المناطق الجاذبة للسائحين لتمتعه بمميزات بيئية وسياحية ممتازة، مثل مياه البحر الأحمر الغنية بالشعاب المرجانية، والرمال الناعمة والجو الدافئ طوال العام. كما يشتهر الخليج بممارسة السباحة مع الأسماك الملونة، ومشاهدة الشعاب المرجانية من خلال المراكب الزجاجية وممارسة الغوص والإبحار بالقوارب الشراعية والتزلج على الماء. ويتميز خليج نعمة بشوارعه التي تحمل أسماء الزعماء والملوك العرب، وتعدد المطاعم والمقاهي والأسواق التجارية، وسلاسل الفنادق والمنتجعات العالمية.

### خليج القرش
خليج القرش هو أحد المناطق الواقعة بمدينة شرم الشيخ والمعروف بمناظره الطبيعية الخلابة ومنتجعاته السياحية العالمية. وعن سبب تسميته بهذا الاسم انتشرت عدة روايات مختلفة، منها أن أسماك القرش كانت تعيش بالفعل في هذا الخليج حتى 12 عاماً سبقت، فيما روي أن التباس حصل لدى بعض السياح الذين اعتقدوا أن أسماك المانتا راي (شيطان البحر) هي من أسماك القرش، في حين تروي قصة أخرى أن الصيادين المحليين اعتادوا على تفريغ أسماك القرش التي اصطادوها في هذا الخليج تحديداً. إلا أنه من المعروف اليوم خلو هذا الخليج من أسماك القرش أياً كان نوعها.

### محمية رأس محمد

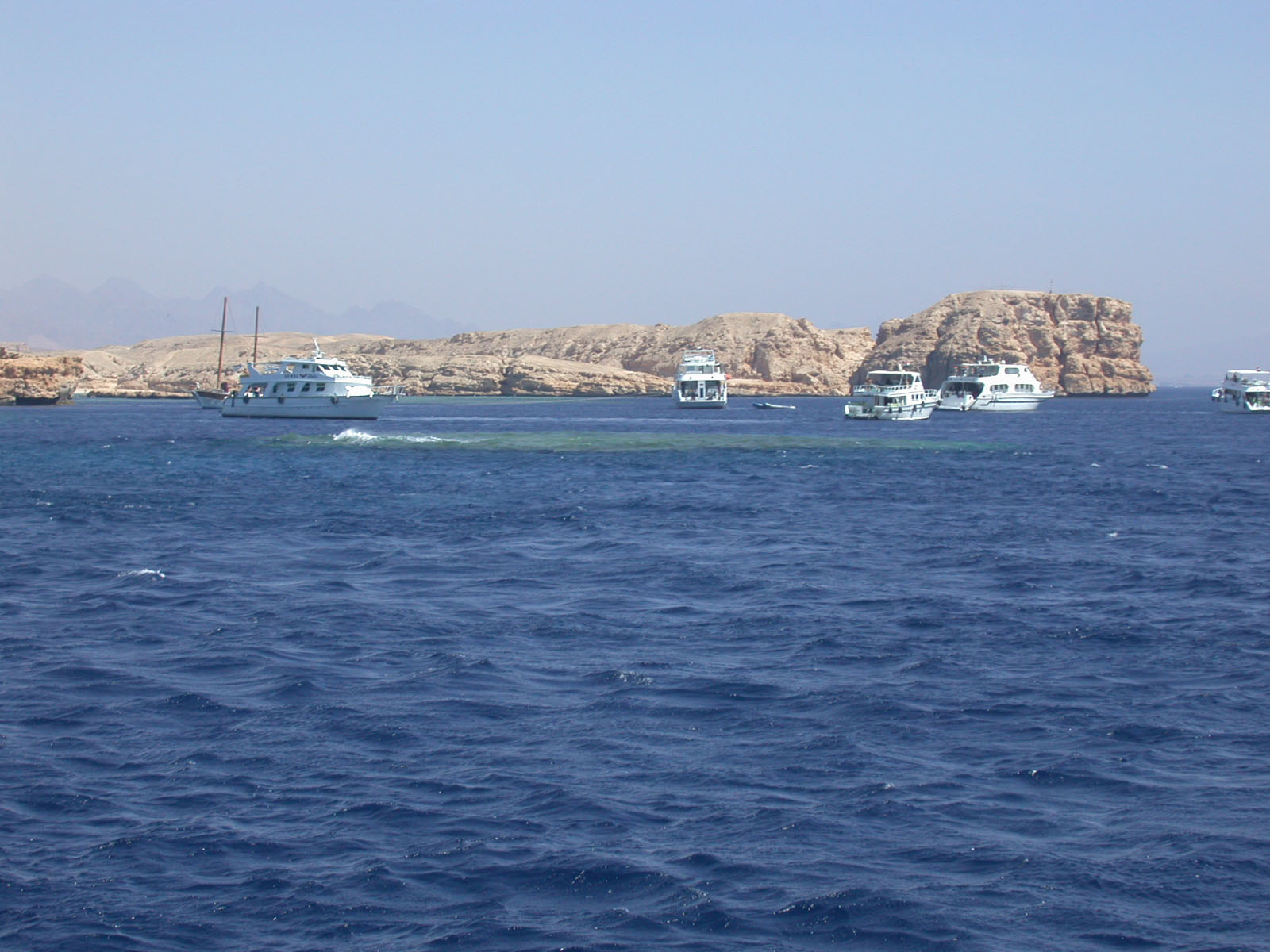
محمية رأس محمد.

تقع محمية شبه جزيرة رأس محمد عند التقاء خليج السويس وخليج العقبة في جنوب سيناء على بعد نحو 12 كم من مدينة شرم الشيخ. تعتبر المحمية من أشهر معالم سيناء على الإطلاق، وتم إعلانها محمية طبيعية في عام 1983 وهي مصنفة كمحمية تراث عالمي وتبلغ مساحتها 850 كم، وتضم جزيرتي تيران وصنافير، وتمثل الحافة الشرقية للمحمية حائطاً صخرياً مع مياه الخليج الذي توجد به الشعاب المرجانية، وتفصل قناة المانجروف بين شبه جزيرة رأس محمد وبين جزيرة البعيرة بطول حوالي 250 متر.
تتميز منطقة رأس محمد بالشواطئ المرجانية الموجودة في أعماق المحيط المائي لرأس محمد والأسماك الملونة والسلاحف البحرية المهددة بالانقراض والأحياء المائية النادرة، وتحيط الشعاب المرجانية برأس محمد من جميع جوانبها البحرية، ويوجد أسفل شبه الجزيرة العديد من الكهوف المائية. وتعتبر المحمية موطناً للعديد من الطيور والحيوانات والحشرات، كما يوجد بها أنواع عديدة من الحيوانات البحرية فضلاً عن نحو 150 نوع من الشعاب المرجانية ويوجد في المحمية أيضاً العديد من الحفريات التي تتراوح أعمارها بين 75 ألف سنة و20 مليون سنة. وتعد المحمية من أجمل أماكن الغطس في العالم ومن أهم المزارات بها: منطقة البركة المسحورة والتي تعتمد على حركة المد والجزر، منطقة الزلازل القديمة، منطقة المانجروف، نقاط مشاهدة الشعاب المرجانية والطيور بالإضافة إلى المنطقة الشاطئية المخصصة للسباحة.

### جزيرة تيران
تقع جزيرة تيران على مساحة 61 كم عند قاعدة ساحل خليج العقبة تجاه منطقة رأس محمد، وتبعد حوالي 6 كم من ساحل سيناء الشرقي، وهي من الجزر والشعاب المرجانية العائمة، وتتكون من صخور القاعدة الجرانيتية القديمة، وتختفى تحت أغطية صخور رسوبية، وتنحصر مصادر الماء في الجزيرة من مياه الأمطار والسيول الشتوية التي تتجمع في الحفر الصخرية التي تكونت عن طريق نحت المياه المتساقطة لها. أطلق على الجزيرة قديماً اسم (منطقة إيتاب)، حيث كانت محطة الجمرك الامبراطوري في العهد البيزنطي خلال القرن السادس الميلادي لتحصيل الضرائب من القوافل التجارية القادمة من الهند إلى الموانئ البيزنطية، كما كانت السفن البيزنطية الكبيرة والمراكب الصغيرة الحجم التي تتاجر في التوابل بكافة أنواعها تمر بها على الشاطئ الشرقي للبحر الأحمر ومن جزيرة تيران تبحر السفن إلى ميناء العقبة (أيله قديماً) وإلى ميناء السويس البحري (القلزم قديماً) ومنه براً إلى الإسكندرية وإلى نهر النيل وهناك كان يتم توزيع منتجات الشرق لكل دول حوض البحر المتوسط.

#### جزيرة صنافير
تقع جزيرة صنافير على بعد حوالي 2,5 كم غرب جزيرة تيران. ويوجد بها خليج جنوبي مفتوح يصلح كملجأ للسفن عند الطوارئ. عقب احتلال إسرائيل لميناء إيلات، اتخذت مصر عدة إجراءات لتقوية موقفها في خليج العقبة، فقامت باحتلال جزيرتي تيران وصنافير في يناير 1950، اللتين تتحكمان في الخليج ونصبت المدافع الساحلية على مدخل الخليج، وأغلقت مضيق تيران في وجه الملاحة الإسرائيلية، وكانت جزيرة صنافير تقع في ذلك الوقت تحت سيادة المملكة العربية السعودية حتى عام 1952، حين تنازلت المملكة عن الجزيرة لمصر حتي يمكن لمصر إعلان سيادتها الكاملة والمنفردة على خليج العقبة ومضيق تيران.

تصوير جوي لشاطئ محمية نبق.

### محمية نبق
تقع محمية نبق على مساحة 600 كم في المنطقة ما بين شرم الشيخ ودهب ووادي أم عدوي في جنوب سيناء، وتبعد 500 كم عن القاهرة، ونحو 35 كم عن شرم الشيخ، وأعلنت كمحمية طبيعية عام 1992. تبلغ مساحة المحمية نحو 600 كم 440 كم في اليابسة إلى جانب 160 كم داخل النطاق المائي. تتميز المحمية باحتوائها على عدة أنظمة بيئية (الجبلية والصحراوية والبحرية)، ويوجد بها عدد كبير من الحيوانات والطيور إلى جانب العديد من أنواع اللافقاريات والقوارض والزواحف النادرة والأسماك الملونة والمحاريات. وتضم المحمية نظام نباتي متفرد، حيث تضم أرضها نحو 134 نوع من النباتات، منها نحو 86 نوع على الأقل اندثرت تماماً في الأماكن الأخرى. تعتبر المحمية إحدى وجهات الجذب السياحي المميّزة في سيناء، حيث تستقطب هواة الغوص والتخييم في الصحراء ومراقبة الحيوانات والطيور وتتميز بقربها من العديد من المقاصد والأماكن السياحية مثل طابا ودهب بالإضافة إلى اثنان من أكثر الأماكن السياحية شهرة حول العالم وهما دير وجبل سانت كاترين.

### الغرقانة
الغرقانة هي منطقة سياحية تقع أمام جزيرة تيران على بعد 30 كم من مدينة شرم الشيخ داخل نطاق محمية نبق، والتي يفد إليها أكثر من 3 ملايين سائح لممارسة رياضة الغوص ومشاهدة الشعاب المرجانية والأسماك الملونة نادرة الوجود حول مستوي العالم. سميت المنطقة بهذا الاسم نتيجة لاصطدام سفينة تجارية ألمانية اسمها ماريا شرودر بالشعاب المرجانية المتحجرة عام 1956، مما أدى لغرقها على الفور أمام غابات نبق لينقسم جسمها إلى جزأين، جزء أعلى البحر وجزء كبير منها تحت البحر على عمق 24 متر دخل المياه، ولا تزال السفينة في قاع البحر محتفظة بكل ما فيها من الأدوات التي كان يستعملها البحارة، وتعتبر هذه السفينة مقصداً هاماً لهواة الغوص ومزار للسائحين.

### المعالم الدينية
تضم شرم الشيخ عدة مساجد إسلامية مبنية على طرز معمارية مميزة أشهرها مسجد السلام الذي افتتح في 12 ديسمبر 2001، ومسجد المصطفى الذي افتتح في 26 أكتوبر 2007، ومسجد الصحابة الذي افتتح في 24 مارس 2017.
وتضم المدينة أيضاً كنيسة السمائيين التي تعد أكبر كنائس سيناء، ويقع مقرها في منطقة حي النور بمدينة شرم الشيخ. وضع أساس الكنيسة البابا شنودة الثالث بابا الإسكندرية وبطريرك الكرازة المرقسية في 22 مارس 2002، وقام بافتتاحها في 5 ديسمبر 2010 بتكلفة إجمالية بلغت 100 مليون جنيه مصري، لتقوم بخدمة أكثر من 12 ألف مسيحي بالمدينة.

### متحف شرم الشيخ الدولي
متحف شرم الشيخ هو متحف قيد الإنشاء مقام على مساحة 52 فدان تمثل نسبة البناء فيها 14%، والباقي مساحات خضراء، وأماكن لانتظار السيارات، وساحات عرض مفتوحة. يلقي المتحف الضوء على المدينة السيناوية، ويبرز دورها من الناحية الأثرية والتاريخية ويعرض 7000 قطعة أثرية تبدأ من العصر الفرعوني وحتى العصر الحديث، كما يضم 7 قاعات عرض ومسرح وسينما، بالإضافة إلى قاعة مؤتمرات تتسع لـ 1000 فرد، واستراحات ومحلات تجارية وبازارات، بالإضافة لمكتبة الطفل والأسرة، ومزود بمحطة تحلية مياه بطاقة 800 متر مكعب، ومحطة أخرى لمعالجة مياه البحر لاستخدامها في ري الزراعات التي ستقام بالمتحف، فضلاً عن غرف لمولدات الكهرباء، ومخازن للقطع الأثرية. ويأتي إنشاء المتحف بهدف تنويع المنتج السياحي لرواد مدينة شرم الشيخ، وتوفير عناء سفرهم لزيارة المتاحف بالقاهرة، خاصة وأن معظم رواد المدينة يعودون إلى بلادهم فور انتهاء رحلاتهم دون زيارة المناطق الأثرية.

### حديقة السلام

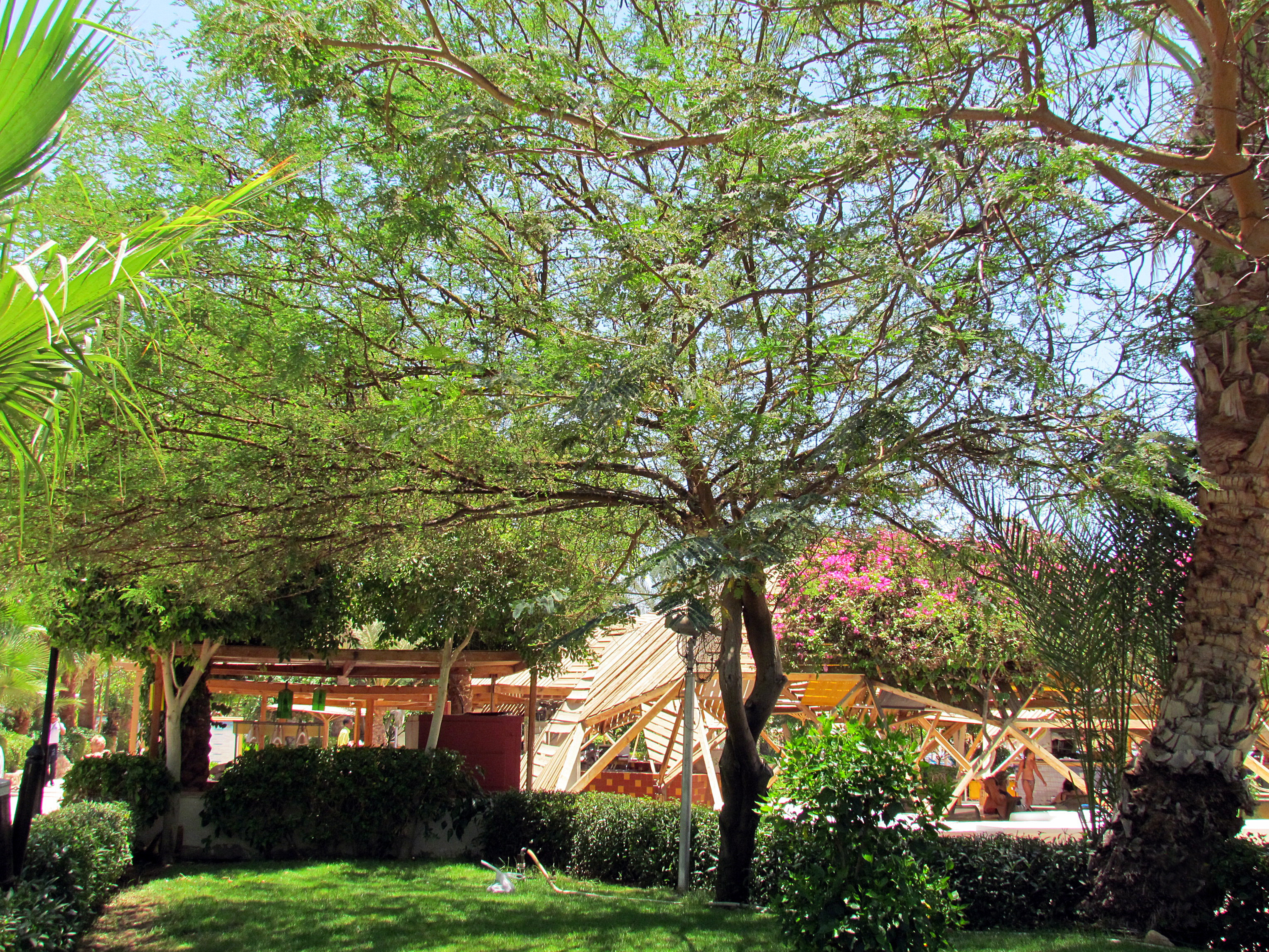
النباتات في شرم الشيخ.

تقع حديقة السلام أو حديقة النباتات الدولية بمدينة شرم الشيخ على مساحة 33 فدان، وتحتوي على 37 نوع من النباتات الطبية النادرة وتضم 3 مواقع رئيسية هي:
- مركز معلومات التنوع البيولوجي: الذي يقوم بدعم المجتمعات المحلية من خلال تسويق المنتجات لزائري مدينة شرم الشيخ بما يساعد على تنمية هذه المجتمعات اقتصادياً واجتماعياً.
- متحف السلام والبيئة: الذي يضم قاعة صنّاع السلام لعرض الأفلام التسجيلية البيئية. وجناح رئيس الجمهورية الذي يحتوي على صور ووثائق لاتفاقية طابا عام 1989، ومعاهدة كامب ديفيد.
- ديوراما سيناء للتنوع البيولوجي.[30]

### أيقونة السلام

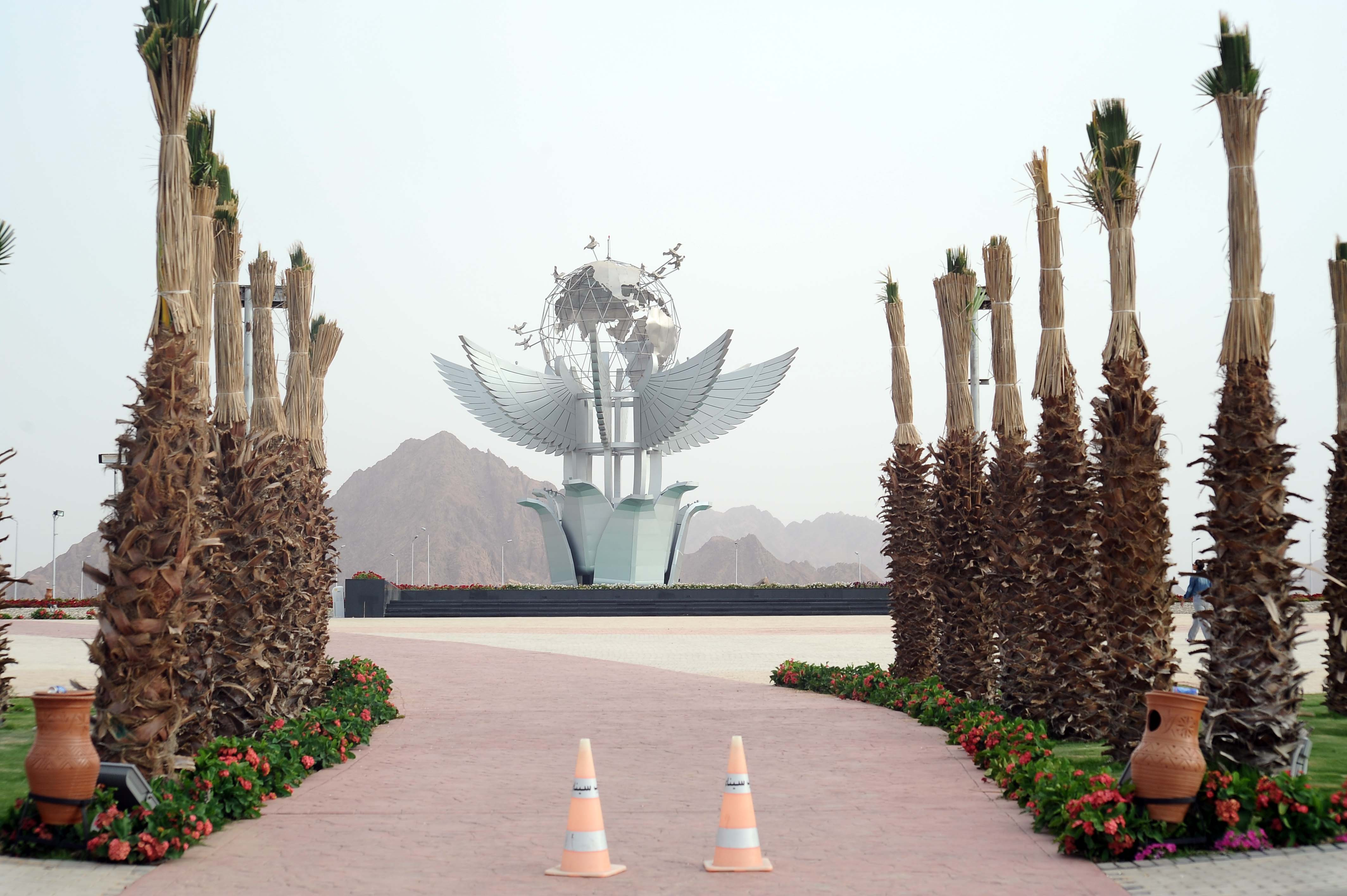
أيقونة السلام.

أيقونة السلام هي نصب تذكاري يتوسط ساحة ميدان السلام البالغة 36 ألف متر في مدخل مطار شرم الشيخ الدولي وطريق دهب والطريق الدائري لمدينة شرم الشيخ. صممت الأيقونة على شكل عناقيد من الجرانيت الأسود تحمل أوراق اللوتس يعلوها ثمانية أجنحة مستوحاة من أجنحة رع تحمل الكرة الأرضية بقطر 10 أمتار عليها خريطة العالم من الصلب الذي لا يصدأ، محدد عليها موقع مصر باللون الذهبي ويطير فوقها الحمام الذي يحمل غصن الزيتون رمزاً للسلام، وتشير الأجنحة الثمانية إلى الاتجاهات الرئيسية، الشمال والجنوب والشرق والغرب والشمال الشرقي والشمال الغربي والجنوب الشرقي والجنوب الغربي.
يبلغ ارتفاع الأيقونة نحو 34,5 متر، والارتفاع الصافي 26,5 متر، وعرض الأجنحة 24 متر، ويحيط بالأيقونة نافورة بقطر 35 متر، بها نحو 47 فوهة خروج مياه بارتفاعات مختلفة يصل ارتفاعها إلى 16 متر بشكل حلزوني، كما تم تنسيق موقع الأيقونة باستخدام خليط من الدوائر حول النافورة، التي يشكلها مزيج من الزراعات والأزهار الملونة وكذلك الحجارة والتبليطات، وتم مراعاة عمل منطقة انتظار للسيارات يتوسطها مدخل للساحة أمام الأيقونة محاط بالنخيل وصمم بانحناء خفيف يوجه الزائرين إلى الممشى حول النافورة. أنشأت الأيقونة وصممت بأيدي مصرية كرمز للسلام وتم تسجيلها في موسوعة جينيس كأكبر وأطول عمل معدني فني في العالم.

### النصب التذكاري لضحايا طائرة شرم الشيخ

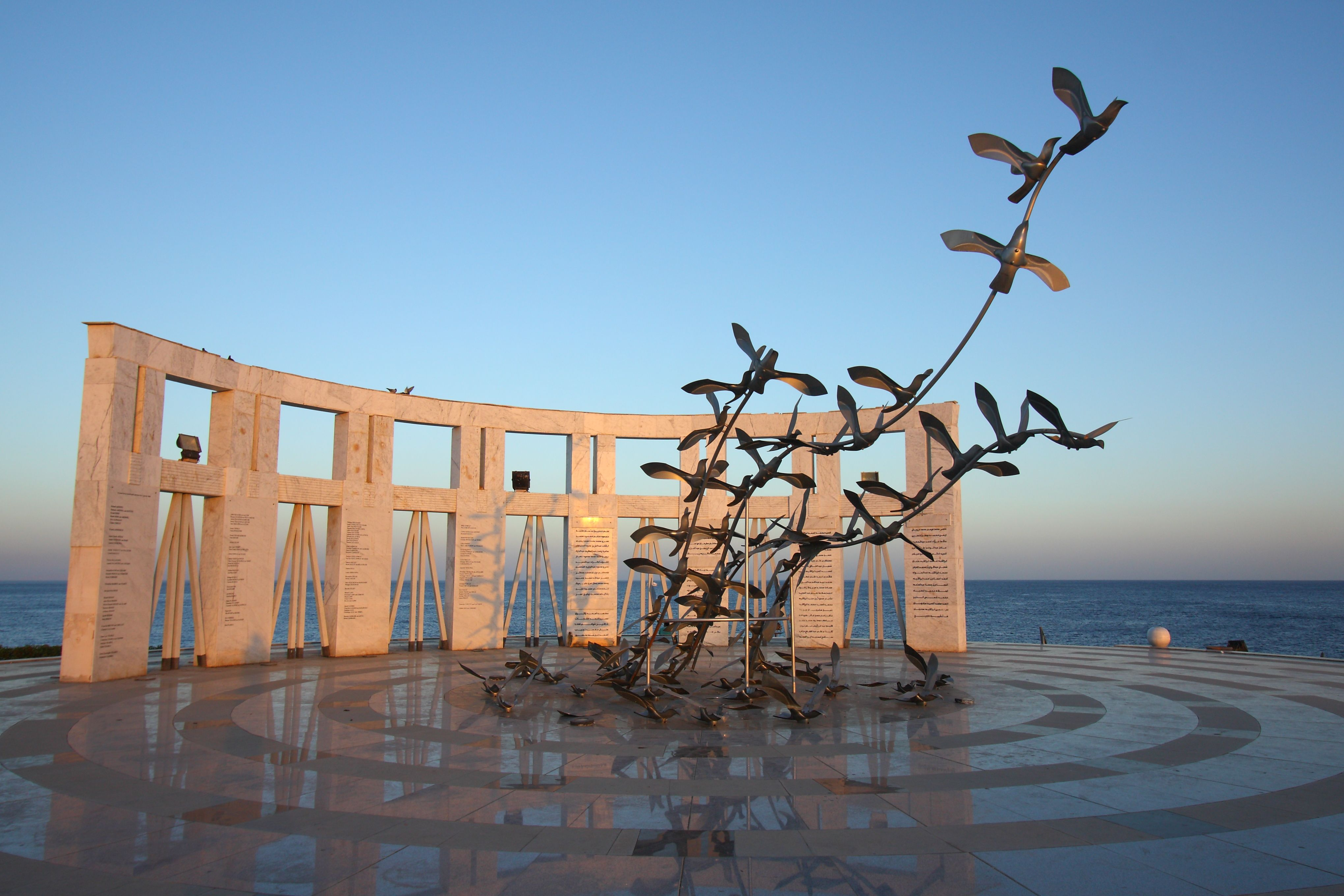
النصب التذكاري لضحايا طائرة شرم الشيخ.

في 3 يناير 2004 وقعت كارثة جوية للرحلة رقم 604 على الطائرة بوينغ 737 التابعة لشركة خطوط فلاش الجوية إحدى شركات الطيران المصرية لقي على إثرها 148 شخصا مصرعهم بينهم 133 سائح فرنسي، ومغربي، وياباني، و13 من أفراد الطاقم. وتحطمت الطائرة فوق مياه خليج العقبة على بعد 10 كم من شاطئ خليج نعمة، وذلك بعد عشر دقائق فقط من إقلاعها من مطار شرم الشيخ الدولي في طريقها إلى القاهرة ومنها إلى باريس. عقب الحادث شيدت الحكومة المصرية نصب تذكاري في شرم الشيخ لضحايا الطائرة المنكوبة، وتم افتتاحه في مايو 2006. صمم النصب التذكاري كرمز لحادث سقوط الطائرة، وتمت معالجته فنياً على أن يتحرك كلما عصفت به الريح ويهدأ بهدوئها، تعبيرا عن فكرة السكون والحركة بين الحياة والموت.

### النشاطات السياحية

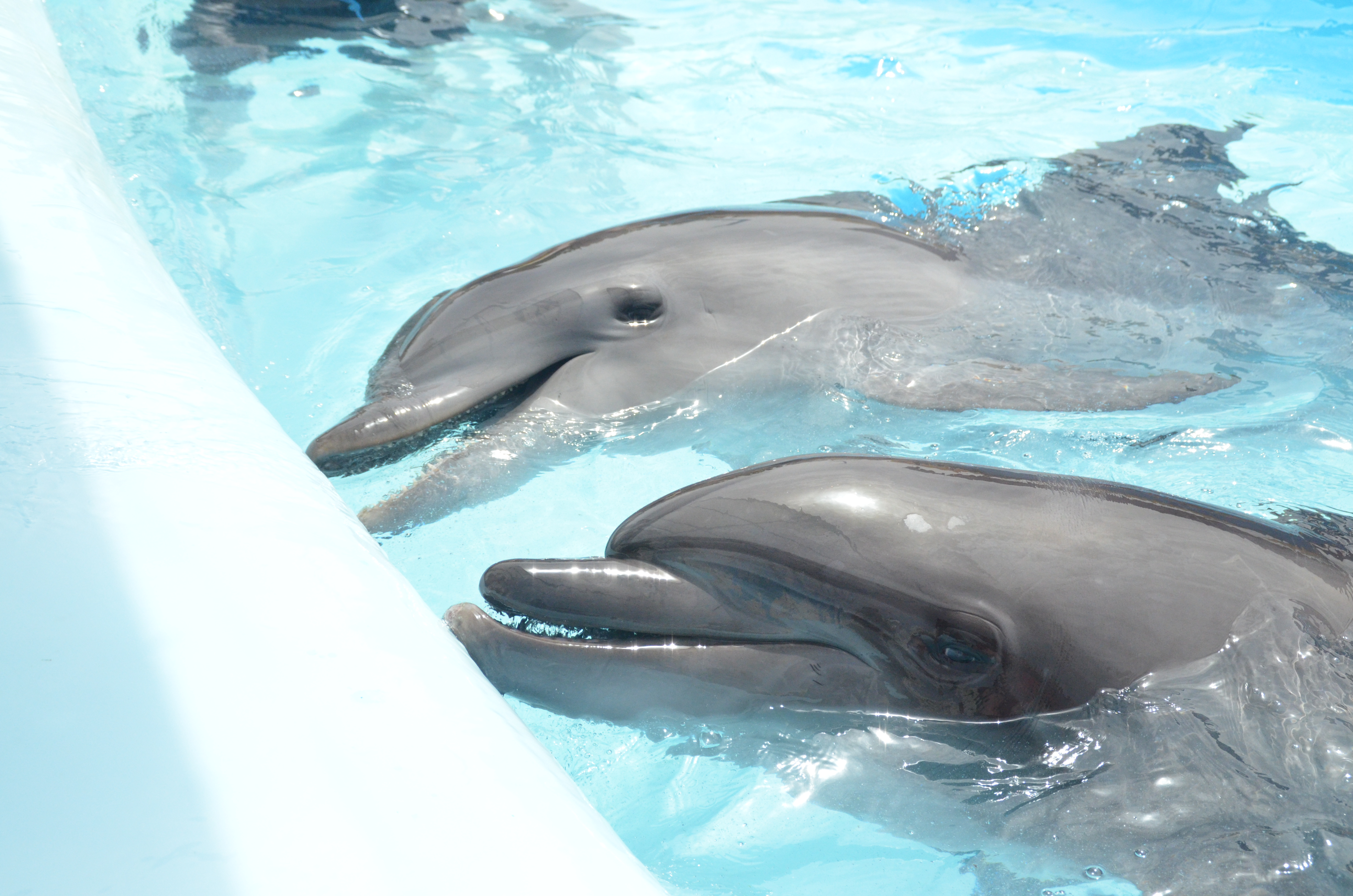
عروض الدلفين.

تشتمل مدينة شرم الشيخ على العديد من أماكن الجذب السياحي مثل منطقة السوق القديمة التي تقع على أطراف المدينة وتتميز بأسعار البضائع المنخفضة بعيداً عن الأسعار السياحية، وبجد بها السائحون كل متطلباتهم. وقرية التراث البدوي التي تقع على مساحة 20 ألف متر، وأقيمت بهدف الحفاظ على الموروث الثقافي البدوي وتضم 100 محل ومسرح مكشوف وبرجولات وأماكن أسرية وعائلية. وميدان سوهو أو سوهو سكوير المضاء بأحدث وسائل تكنولوجيا الإضاءة الجمالية والترفيهية على غرار إضاءة الميادين والشوارع العالمية السياحية مثل الشانزليزيه في باريس وأكسفورد في لندن وهو ما يشكل نقطة جذب سياحية كبيرة. كما تعتبر المدينة موطن لشتى أنواع النشاطات السياحية ومنها عروض الدلفين التي تعد واحدة من أكثر النشاطات السياحية جذباً للزائرين، بالإضافة إلى ركوب الخيل والجمال، والدراجات الهوائية، التزلج على الماء، الغطس، الغوص، رحلات السفاري بالصحراء، الألعاب المائية المختلفة، التزلج الهوائي باستخدام المظلات، الملاحة بالقوارب الشراعية، التزلج على الرمال، وبسبب رياحها المعتدلة يفضلها هواة الطائرات الورقية، فضلاً عن أنها تحتوي ما يربو على مائتي فندق ومنتجع، بالإضافة إلى المطاعم المختلفة، والمقاهي والمدن الترفيهية، والأسواق التجارية، والملاهي الليلية، والكازينوهات.

## الأحداث الهامة المستضافة

### قمة صانعي السلام 1996
استضافت مصر يوم 13 مارس 1996 القمة الدولية لصانعي السلام في الشرق الأوسط، والتي عقدت بمدينة شرم الشيخ تحت الرئاسة المشتركة لكل من الرئيسين المصري حسني مبارك، والأمريكي بيل كلينتون. ناقشت القمة ثلاث قضايا رئيسية هي إنقاذ عملية السلام وتوفير الأمن في المنطقة، ومكافحة العنف والإرهاب. وجاء انعقاد القمة في ظرف بالغ الأهمية بالنسبة لمسارات المفاوضات بين العرب وإسرائيل، حيث ربطت القمة بين استمرار مفاوضات السلام وضرورة توقف أعمال العنف، كما أنها عكست تزايد الاهتمام الدولي بوضع أساس لتحرك عالمي في مواجهة الإرهاب واعتباره خطرا على السلام في العالم. ضمت القمة عدداً كبيراً من المشاركين بلغ 29 دولة بجانب الدولتين الراعيتين لعملية السلام بالمنطقة وهما الولايات المتحدة، وروسيا، وشاركت في القمة أطراف مباشرة في الصراع هي إسرائيل، والسلطة الفلسطينية، والأردن، و 12 دولة عربية أخرى هي مصر، والمغرب، وموريتانيا، وتونس، والجزائر، واليمن ودول مجلس التعاون الخليجي الست، فيما رفضت كل من سوريا، ولبنان المشاركة في هذه القمة.

### اتفاقية واي ريفر 1999
عقب عقد اتفاقية واي ريفر 1 نفذ رئيس الوزراء الإسرائيلي بنيامين نتانياهو بعض ما في الاتفاق ولم ينفذه بالكامل، وفيما بعد خسر انتخابات مايو 1999، واستلم الحكم حزب الليكود بزعامة إيهود باراك، الذي استأنف عملية السلام على الأساس نفسه الذي عقدت عليه اتفاقية واي ريفر 1، فكانت مفاوضات شرم الشيخ يوم 4 سبتمبر 1999، وسميت واي ريفر 2. وكان من ضمن الممثلين لأطراف الاتفاقية، حكومة إسرائيل، ومنظمة التحرير الفلسطينية، وبصفة شاهد الولايات المتحدة الأميركية، والمملكة الأردنية الهاشمية. جاء الاتفاق لتوضيح بعض النقاط في واي ريفر 1، خاصة فيما يخص إعادة الانتشار، وإطلاق السجناء والممر الآمن وميناء غزة والترتيبات الأمنية وسواها.

### القمة العربية 2003
انطلقت فعاليات القمة العربية العاجلة العادية في دورتها الخامسة عشرة يوم 1 مارس 2003 في شرم الشيخ بحضور 14 من الملوك والرؤساء العرب، حيث انتقلت رئاسة القمة من لبنان إلى البحرين، وألقي الرئيس اللبناني إميل لحود كلمة بداية الجلسة الافتتاحية، ثم ألقى ملك البحرين الشيخ حمد بن عيسى آل خليفة رئيس الدورة الجديدة كلمته، ثم قام الرئيس حسني مبارك بإلقاء كلمته باعتبار مصر الدولة المضيفة، وبعد ذلك قدم الأمين العام لجامعة الدول العربية عمرو موسى تقريره إلى القمة. ناقشت القمة التهديدات ضد العراق واحتمالات تطور الموقف لمواجهة عسكرية وتداعياتها، والحالة بين العراق والكويت في ضوء ما صدر عن قمة بيروت في هذا الشأن، كما ناقشت القضية الفلسطينية والنزاع العربي الإسرائيلي.

### قمة شرم الشيخ 2005
هي قمة رباعية عقدت في فبراير 2005 بمدينة شرم الشيخ ضمت كل من الرئيس حسني مبارك، والعاهل الأردني الملك عبد الله الثاني، والرئيس الفلسطيني محمود عباس، ورئيس الوزراء الإسرائيلي أرئيل شارون. جاءت هذه القمة بعد أربع سنوات ونصف من العنف المتبادل والتدمير والتخريب، وإقدام قوات الاحتلال الإسرائيلي على اجتياح الأراضي الفلسطينية. وشهدت هذه القمة اهتماماً إقليمياً ودولياً ورغبة من الجانبين الفلسطيني والإسرائيلي في الخروج من دوامة العنف، وإعطاء المفاوضات فرصة جديدة. استهدفت القمة إعلان فلسطيني إسرائيلي متبادل بوقف العنف، وتخفيف معاناة الشعب الفلسطيني، بالإفراج عن الأسري والمعتقلين، وإعادة المبعدين، وفتح المعابر وبدء عملية حقيقية لإعادة بناء البنية التحتية الفلسطينية لإرساء أساس قوي للدولة المستقلة، والإقرار بإجراء تنفيذ الانسحاب من قطاع غزة، وتفكيك مستعمرات يهودية من شمال الضفة الغربية، بالتنسيق مع السلطة الفلسطينية، وأن يكون هذا الانسحاب جزء من خطة خارطة الطريق وليس بديلاً عنها، وتأكيد شمولية عملية التسوية السياسية للمسارين السوري واللبناني، وأن مرجعية التسوية هي قرارات الشرعية الدولية، ومبدأ الأرض مقابل السلام.

### قمة حركة عدم الانحياز 2009
بدأت فعاليات القمة الخامسة عشر لحركة عدم الانحياز يوم السبت الموافق 11 يوليو 2009 في مدينة شرم الشيخ بمشاركة 118 دولة السواد الأعظم منها على مستوى الرؤساء، ويضم وفد كل دولة ما بين عشرة أعضاء ومائتي عضو، بالإضافة إلى وفود بعض الدول التي طلبت الانضمام إلى الحركة في هذا العام ومنها الأرجنتين. ووصل عدد أعضاء الوفود الرسمية والإعلامية إلى أكثر من 1500 شخص، مما يمثل أكبر تجمع في مؤتمر دولي شهدته مصر في ذلك الوقت. وترجع أهمية هذه القمة إلى أهمية وحساسية القضايا التي أدرجت على أجندتها، ومنها الأزمة المالية العالمية بأسبابها وجذورها وكيفية التعامل معها، والإجراءات الواجبة لضمان عدم تكرارها مرة أخرى، ومناقشة دور الأمم المتحدة، وتوسيع مجلس الأمن، ودور المنظمات الدولية المالية. كما بحثت القمة عدة قضايا تتصل بدولها ومنها قضية فلسطين، وأزمة دارفور، ومشكلة السودان مع المحكمة الجنائية الدولية، وغير ذلك من مشكلات آسيا وأفريقيا، فيما أثارت الدول الأعضاء من أمريكا اللاتينية القضايا الخاصة بها وفي مقدمتها الانقلاب العسكري في هندوراس، والمطالبة بعدم التدخل الخارجي في شئونها. فيما ناقشت القمة اتخاذ خطوات إيجابية فعالة وتنفيذية لتعميق وتنمية التبادل التجاري بين الدول الأعضاء وتأسيس مشروعات مشتركة بينها والتعاون في مجالات التعليم والبحث العلمي والتكنولوجيا.

### مؤتمر دعم وتنمية الاقتصاد المصري 2015

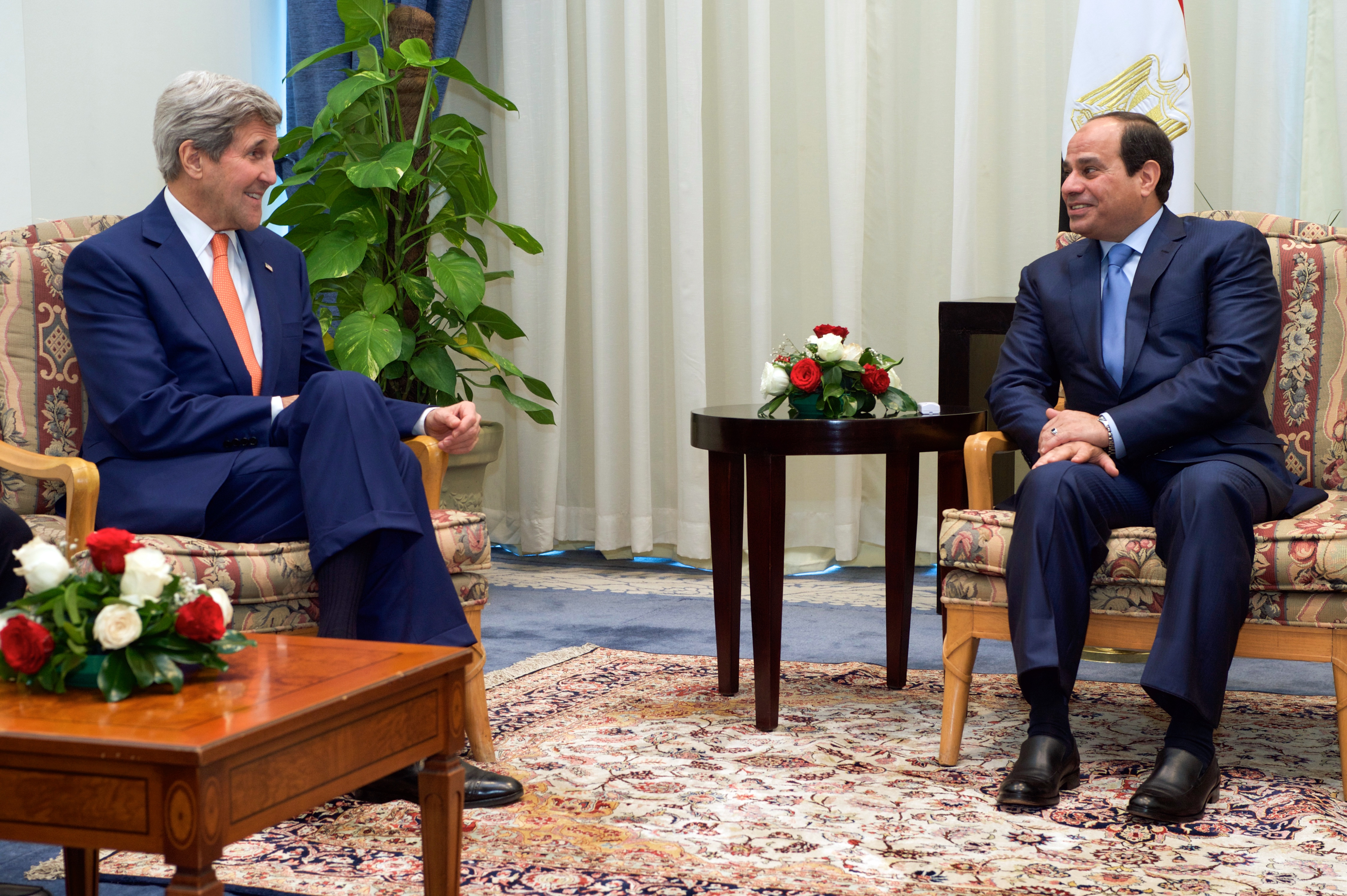
عبد الفتاح السيسي وجون كيري على هامش مؤتمر دعم الاقتصاد المصري

مؤتمر دعم وتنمية الاقتصاد المصري هو مؤتمر عالمي دعا إليه الملك السعودي عبد الله بن عبد العزيز، لمساعدة مصر في تجاوز أزمتها الاقتصادية عقب الأحداث السياسية المتعاقبة التي مرت بها جرت فعاليات المؤتمر على أرض مدينة شرم الشيخ، خلال الفترة من 13 إلى 15 مارس 2015، وشارك فيه أكثر من 2000 مندوب من 112 دولة مختلفة. أُعلن في المؤتمر عن عدة مشروعات ضخمة مستقبلية منها ما دخل بالفعل حيز التنفيذ ومنها ما جرى الاتفاق على التخطيط له وتنفيذه، كما وقعت الحكومة المصرية مذكرات تفاهم مع شركات ومستثمرين بشأن مشروعات سيتم الاتفاق عليها لاحقاً، وذلك بهدف دعم اقتصاد مصر من خلال طرح فرص استثمارية متنوعة في مجالات الطاقة والنقل والشحن والنفط والعقارات. فيما قدمت بعض الدول مثل الكويت والمملكة العربية السعودية والإمارات العربية المتحدة مساعدة مالية مباشرة لمصر تمثلت في مبلغ 4 مليار دولار لكل منهم، في حين صرحت عمان بأنها ستقدم 500 مليون دولار.

### القمة العربية 2015
انطلقت فعاليات القمة العربية العادية في دورتها السادسة والعشرين بمدينة شرم الشيخ بحضور الملوك والرؤساء العرب. قرر القادة العرب خلال القمة اعتماد مبدأ إنشاء قوة عسكرية مشتركة تشارك فيها الدول اختيارياً، على أن يتم تشكيل فريق رفيع المستوى تحت إشراف رؤساء أركان القوات المسلحة بالدول الأعضاء، لدراسة الجوانب المتعلقة بإنشائها وتشكيلها. وفيما يتعلق بالأوضاع في اليمن أعلن الزعماء العرب تأييدهم الإجراءات العسكرية التي يقوم بها التحالف الذي تقوده السعودية ضمن عملية عاصفة الحزم، وطالبوا الحوثيين بالانسحاب الفوري من العاصمة صنعاء والمؤسسات الحكومية وتسليم سلاحهم للسلطات الشرعية. وبخصوص ليبيا طالبوا بتقديم الدعم السياسي والمادي الكامل للحكومة الشرعية والجيش الوطني. ودعوا مجلس الأمن للإسراع برفع الحظر عن واردات السلاح إلى الحكومة الليبية باعتبارها الجهة الشرعية، وتحمل مسئولياته في منع تدفق السلاح إلى الجماعات الإرهابية. وفي الشأن السوري أكدت القمة ضرورة تحمل مجلس الأمن مسئولياته الكاملة إزاء التعامل مع مجريات الأزمة السورية.

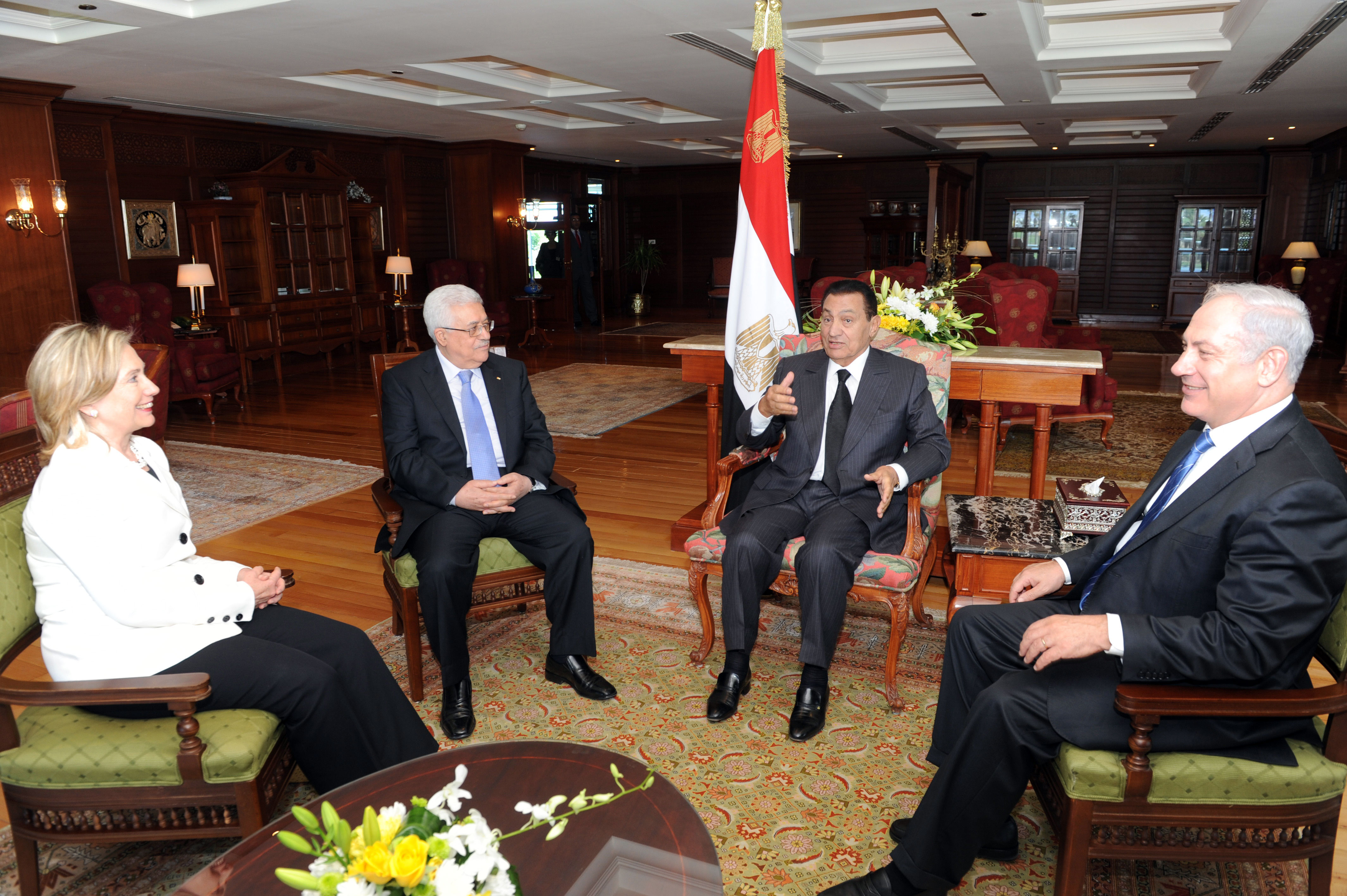
حسني مبارك ومحمود عباس وبنيامين نتنياهو وهيلاري كلينتون خلال مباحثات في شرم الشيخ.

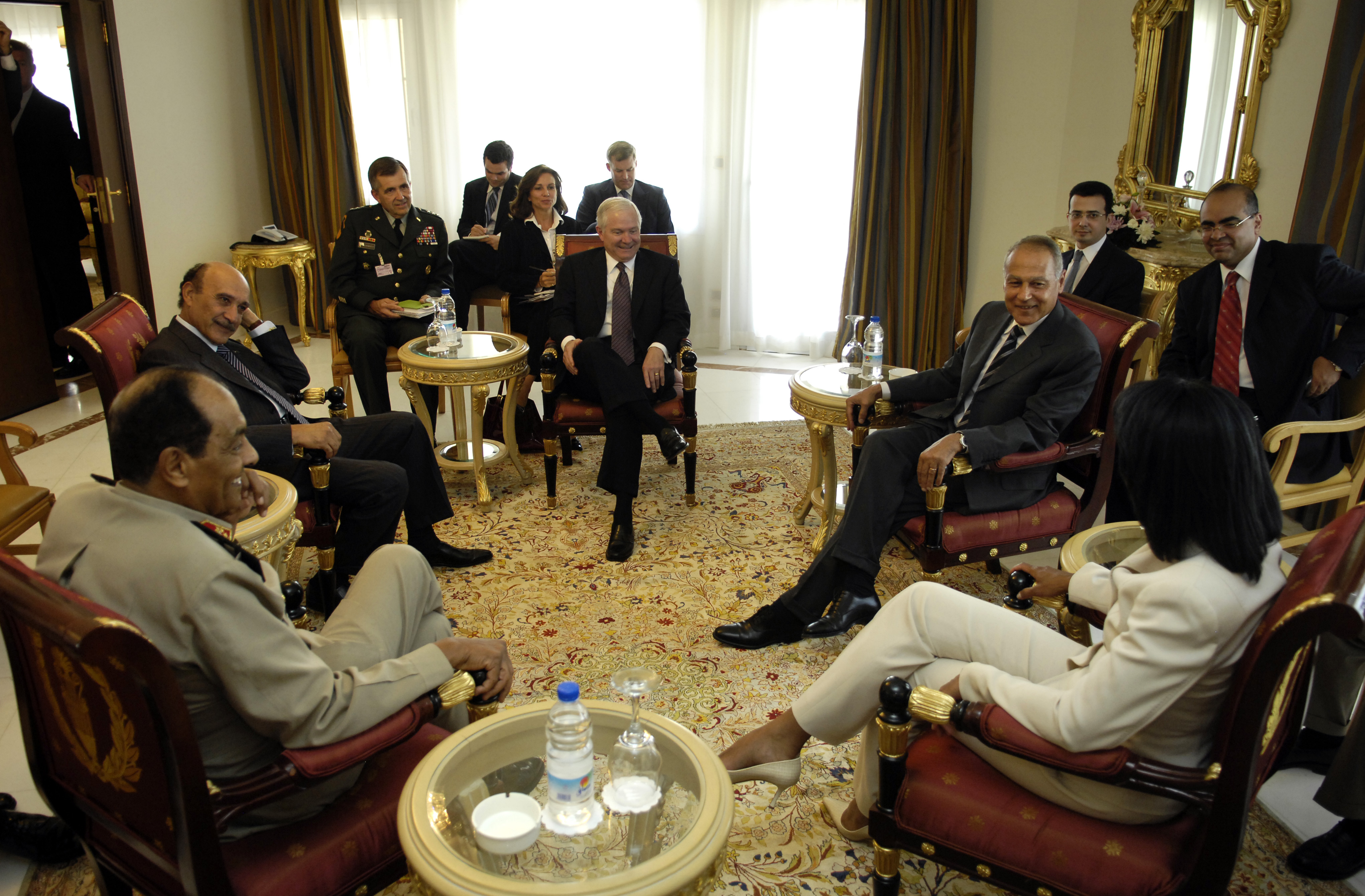
عمر سليمان ومحمد حسين طنطاوي وأحمد أبو الغيط وروبرت غيتس وكونداليزا رايز خلال اجتماع في شرم الشيخ.

### أحداث أخرى
- قمة مجموعة الخمسة عشر، والتي عقدت لأول مرة في مصر عام 1998.[53][54]
- قمة شرم الشيخ الثلاثية، وحضرها الرئيس حسني مبارك، والرئيس الفلسطيني ياسر عرفات، ورئيس الوزراء الإسرائيلي.[53][54]
- قمة السلام والتعاون الثنائي، لاستعراض الموقف العربي بين مصر والسعودية.[53][54]
- قمة بين مصر وسوريا عام 1998، لرصد المستجدات على المستوى السوري التركي، بخصوص «اتفاقية أضنا» الأمنية بين البلدين، وتناولت القمة استئناف المفاوضات على المسارين اللبناني والسوري.[53][54]
- القمة الثلاثية بين حسني مبارك وولي العهد السعودي آنذاك الأمير عبد الله وبشار الأسد، لمناقشة العملية المستمرة للسلام في الشرق الأوسط.[53][54]
- قمة ثنائية بين مصر والأردن، لمناقشة موقف الأراضي المحتلة والتدهور الذي تشهده، والتمهيد لعقد قمة عربية.[53][54]
- قمة 2000 التي دعا لها الرئيس حسني مبارك لمناقشة أعمال العنف من قبل إسرائيل في فلسطين، وحضرها الرئيس الأمريكي بيل كلينتون، وملك الأردن عبد الله بن الحسين، والرئيس الفلسطيني ياسر عرفات، ورئيس وزراء إسرائيل وأمين عام الأمم المتحدة كوفي عنان.[53][54]
- الملتقى الاستراتيجي لمنظمة التجارة العالمية في سبتمبر 2000.[53][54]
- مؤتمر الدول المانحة الاقتصادي، الذي عقد في 2002.[53][54]
- القمة العربية الأمريكية في يونيو 2003، والتي تطرقت لعملية السلام في الشرق الأوسط وأحوال العراق.[53][54]
- منتدي دافوس الاقتصادي في مايو 2006، والذي عقد في شرم الشيخ على مدى ثلاثة أيام من المناقشات المستفيضة للقضايا السياسية والاقتصادية والثقافية والاجتماعية العديدة التي تموج بها منطقة الشرق الأوسط.[53][54]
- مؤتمرا «العهد الدولي العراق» و«أمن واستقرار العراق» في 3 و4 مايو 2007 تحت رعاية الأمم المتحدة ومشاركة نحو 60 دولة، وهدف إلى مساعدة العراق على تجاوز محنته.[53][54]
- المنتدى الاقتصادي العالمي الذي عقد تحت شعار «التعلم من المستقبل» خلال الفترة من 18 إلى 20 مايو 2008، بمشاركة أكثر من 1500 مشارك من 55 دولة، من بينهم كبار رجال الأعمال وأصحاب الشركات العالمية ووزراء وشخصيات اقتصادية وقادة المجتمع المدني.[53][54]
- القمة الدولية الطارئة في شرم الشيخ 2009، بدعوة من حسني مبارك لبحث الأوضاع في غزة مع الدول الإقليمية والأوروبية، وعقدت هذه القمة قبل يوم من قمة الكويت الاقتصادية.[53][54]
- الدورة الثانية للقمة العربية الاقتصادية والتنموية والاجتماعية يوم 19 يناير 2011 بمشاركة عربية واسعة، بهدف تأسيس شراكة تنموية حقيقية بين الدول العربية.[53][54]
- قمة حركة عدم الانحياز بشرم الشيخ عام 2012.[53][54]
- مؤتمر وزراء دفاع دول الساحل والصحراء في مارس 2016.[55]
- في نهاية شهر أبريل عام 2016 قام الملك حمد بن عيسى بن سلمان آل خليفة، ملك البحرين، بجولة ميدانية بمنطقة خليج نعمة السياحية بشرم الشيخ.[56]
- المؤتمر الوطني للشباب في 25 أكتوبر 2016 تحت رعاية الرئيس المصري عبد الفتاح السيسي، وبمشاركة نحو 3 آلاف شاب ومجموعة كبيرة من رجال الحكومة والصحفيين والإعلاميين.[57]
- منتدى شباب العالم في نسختيه الأولى والثانية في نوفمبر 2017 ونوفمبر 2018 تحت رعاية الرئيس المصري عبد الفتاح السيسي.

## النقل والمواصلات

### ميناء شرم الشيخ الجوي

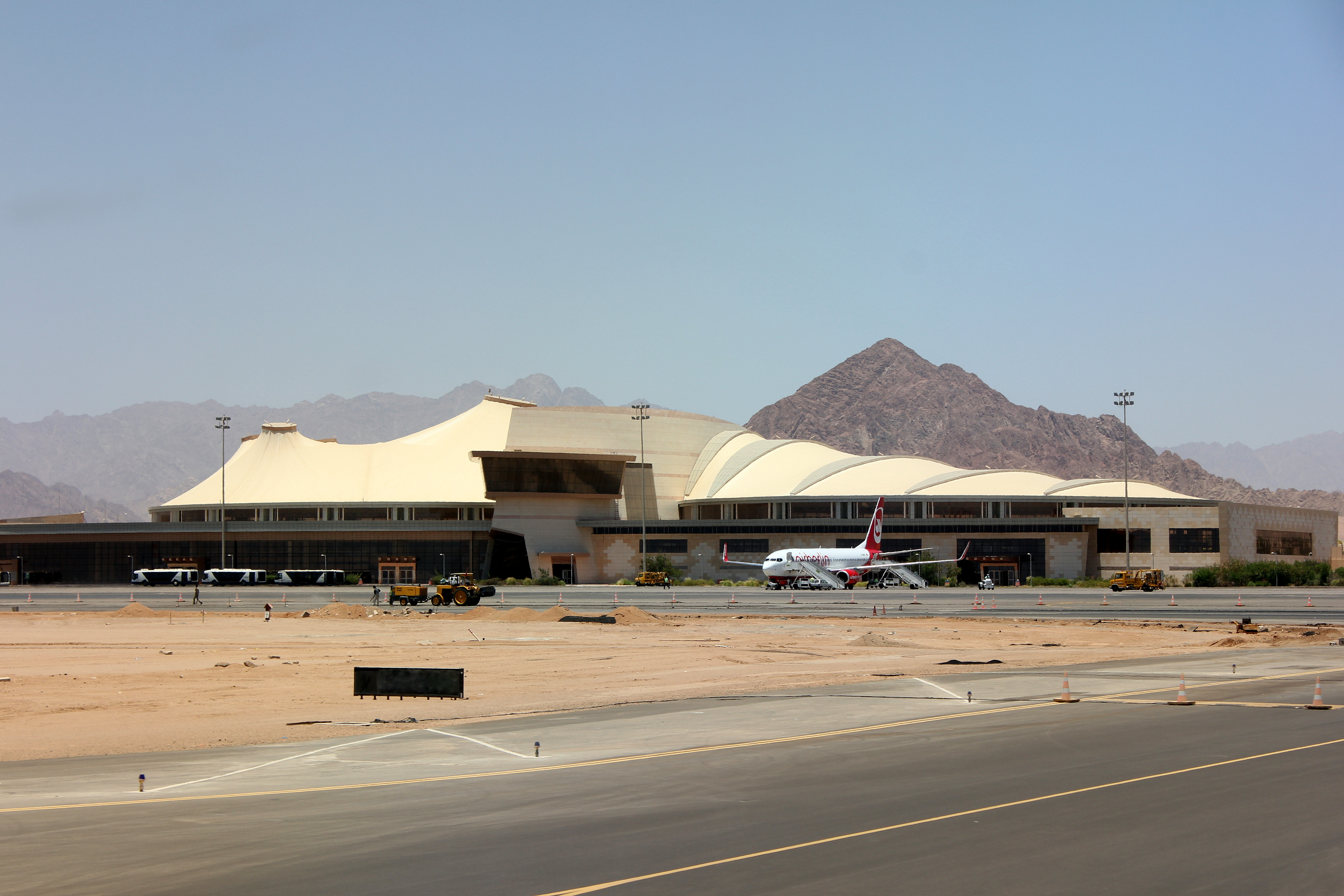
مبنى الركاب الجديد بمطار شرم الشيخ الدولي.

تأسس مطار شرم الشيخ في عام 1982 تحت اسم مطار رأس نصراني، وكان يستقبل طائرتين فقط أسبوعياً، ثم توالت مراحل تطويره وتغير اسمه عام 1993 إلى ميناء شرم الشيخ الجوي، وزادت طاقته الاستيعابية إلى 5164 حركة إقلاع وهبوط، وفي عام 2006 ارتفعت إلى 40 ألف حركة، كما ارتفعت حركة الركاب من 250 ألف راكب إلى 5 ملايين راكب، وزاد عدد مواقف الطائرات من 3 أماكن انتظار إلى 39 موقف، ومثلت حركة الطيران في مطار شرم الشيخ 20% من حركة المطارات المصرية مقابل 2,5% عام 1993، وتمثل نسبة الرحلات الدولية في مطار شرم الشيخ 88% من حركة الطائرات بالمطار. في عام 2007 تم افتتاح مبنى الركاب الجديد بالمطار والذي أقيم على مساحة 44 ألف متر بتكلفة 494 مليون جنيه، واستغرق إنشاؤه 28 شهر ليسهم في رفع الطاقة الاستيعابية للمطار إلى 8 ملايين راكب سنوياً بما يخدم حركة السياحة المتزايدة لشرم الشيخ داخلياً وخارجياً، وروعي في إنشاء المبنى الجديد أن يكون مجهزاً بأحدث صالات الوصول والمغادرة ووسائل التكنولوجية الحديثة وتم ربطه إلكترونيا مع المبنى الأول بالمطار، بالإضافة إلى نظم خدمة الركاب وتأمين الحقائب وتسيير وصول ومغادرة الركاب والأسواق الحرة. وبدأت دراسات إنشاء المبني الجديد مع البنك الدولي في يونيو 2003، وتم توقيع عقود الإنشاء في مارس 2004، وصمم المبنى على شكل قارب له جناحان أحدهما مخصص لصالات الوصول والآخر لصالات السفر، والجزء الأوسط للمبني خصص لأماكن الكافتيريات والمطاعم وصالونات لكبار الزوار وغرفة عمليات لإدارة المبنى، كما سقف بخيمة ضخمة مصنوعة من نسيج مكون من 7 طبقات، يتميز بالمرونة والقوة ومقاوم للحرارة حتي 220 درجة مئوية، ويبلغ عمره الافتراضي 30 عاماً على الأقل.

### ميناء شرم الشيخ البحري

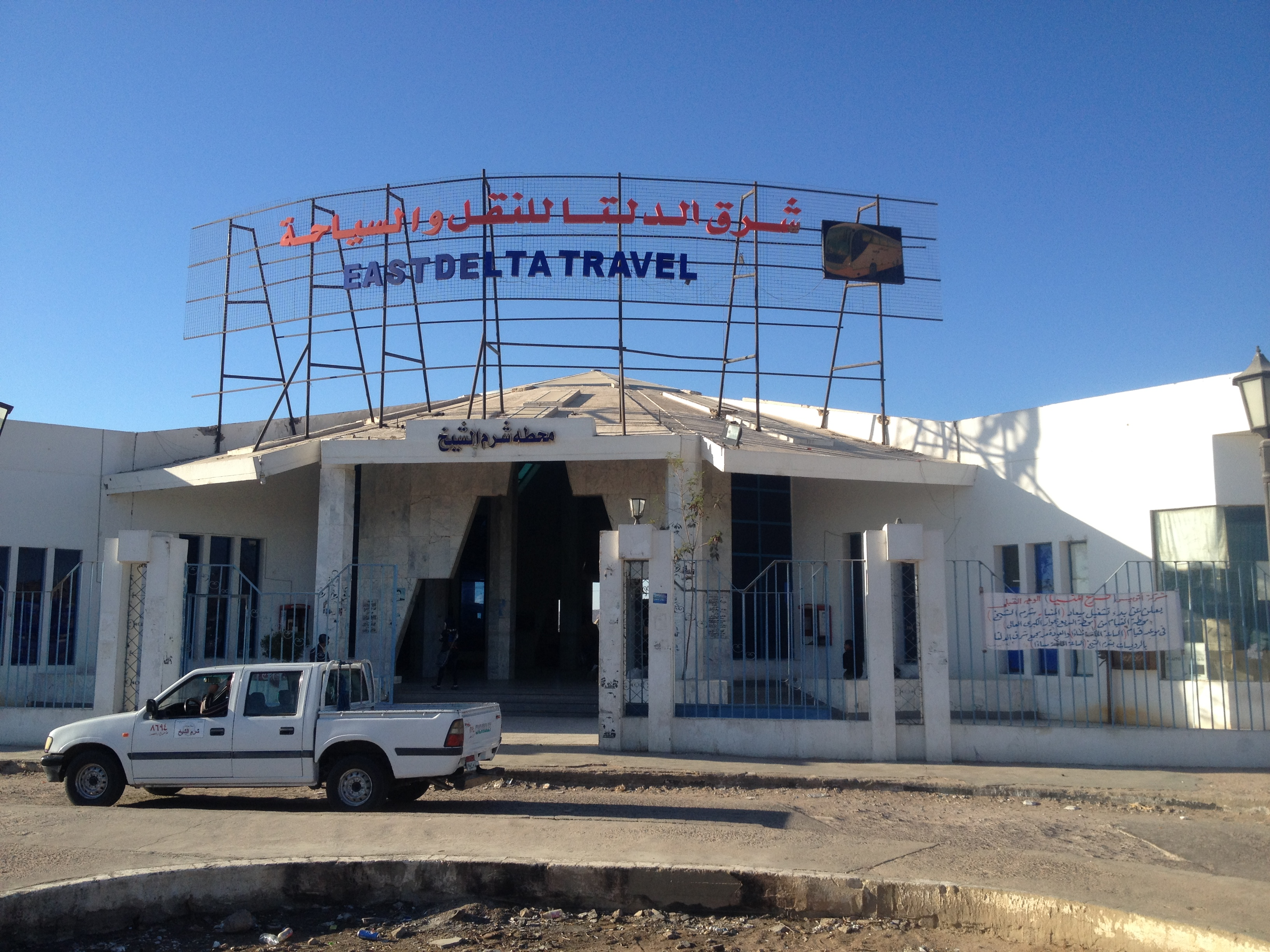
محطة شرم الشيخ البرية.

ميناء شرم الشيخ هو أحد الموانئ المصرية التابعة للهيئة العامة لموانئ البحر الأحمر، ويقع على ساحل البحر الأحمر في أقصى جنوب شبه جزيرة سيناء عند ملتقى خليجي السويس والعقبة عند رأس المثلث الجنوبي الذي تمثله شبه جزيرة سيناء على مسافة 156 ميل بحري من ميناء السويس، 380 كم جنوب مدينة السويس، 490 كم من القاهرة.

### الطرق البرية
يصل مدينة شرم الشيخ بباقي مدن مصر غرباً طريق السويس - شرم الشيخ، وصولاً إلى القاهرة بطول أكثر من 500 كم، عن طريق المرور بنفق الشهيد أحمد حمدي أسفل قناة السويس، وبسبب عدم ازدواج هذا الطريق بدءاً من النفق وحتى شرم الشيخ بطول 360 كم، وقعت العديد من الحوادث المرورية، مما دعا الحكومة المصرية لإطلاق مشروع ازدواج الطريق على عدة مراحل، تتمثل المرحلة الأولى منه في المسافة بين النفق ومدينة رأس سدر بطول نحو 60 كم، وبتكلفة تصل إلى أكثر من 100 مليون جنيه. في حين يربط المدينة شرقاً طريق شرم الشيخ - طابا بطول 240 كم، وهو أيضاً طريق من حارة واحدة، وأطلق مشروع ازدواجه في المسافة بين شرم الشيخ ودهب بطول 80 كم، بتكلفة 50 مليون جنيه.

## اتفاقيات التوأمة
- العقبة، الأردن.[64]
- هيفيز، المجر.[65]
- أسطبونة، إسبانيا. (21 يناير 2018)[66]

## معرض صور

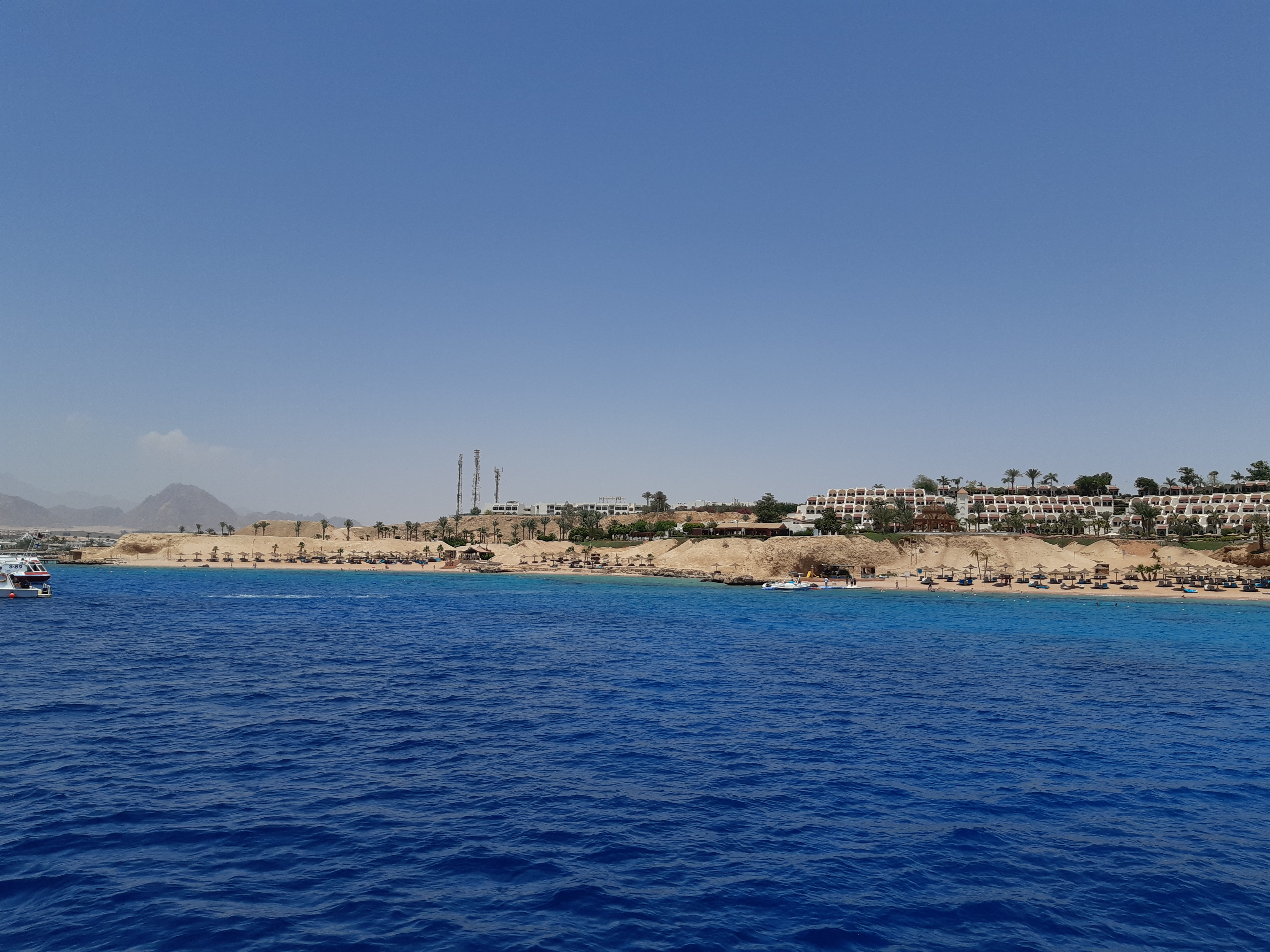
خليج نعمة.
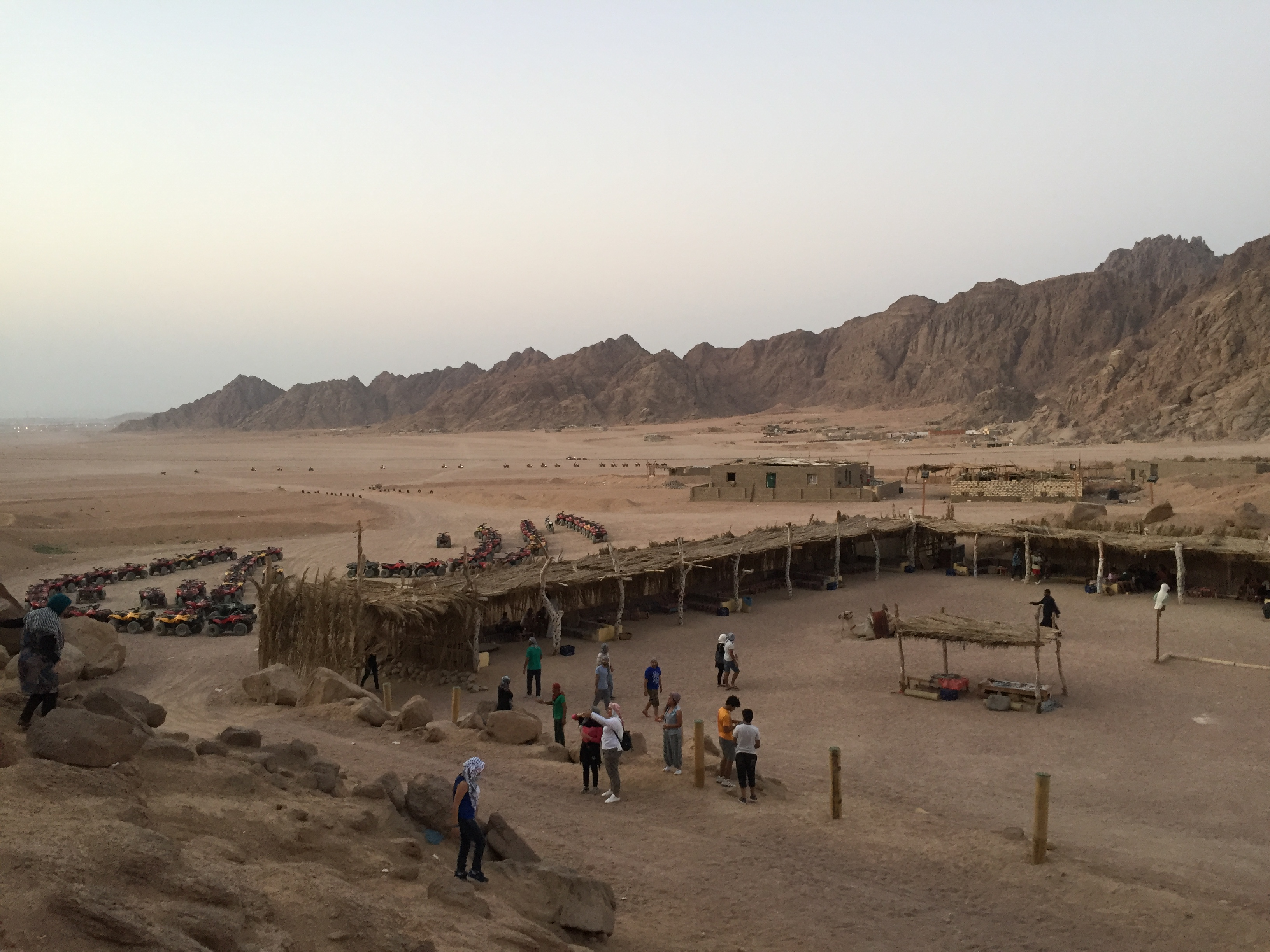
رحلات السفاري
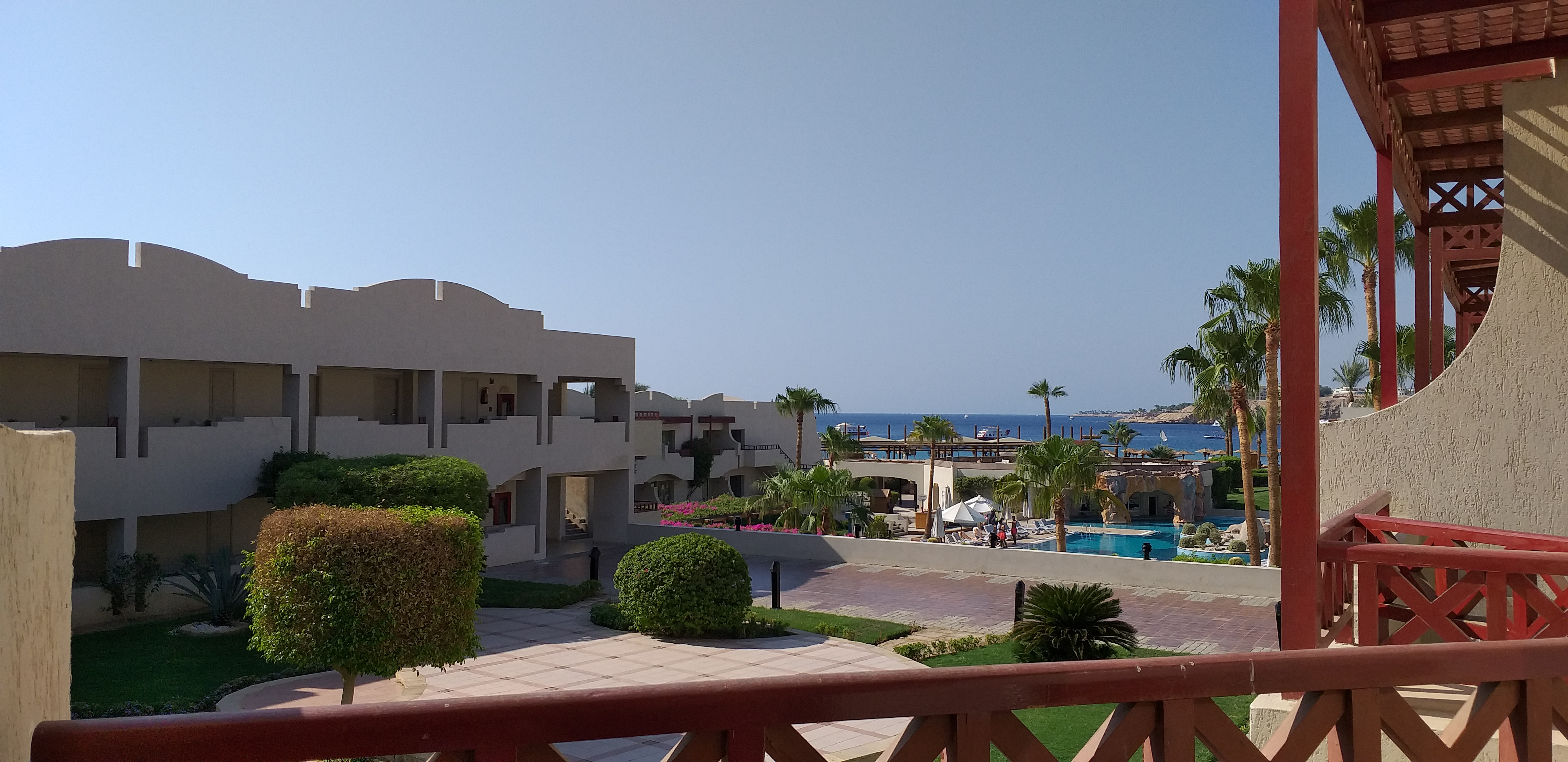
فندق ماريوت
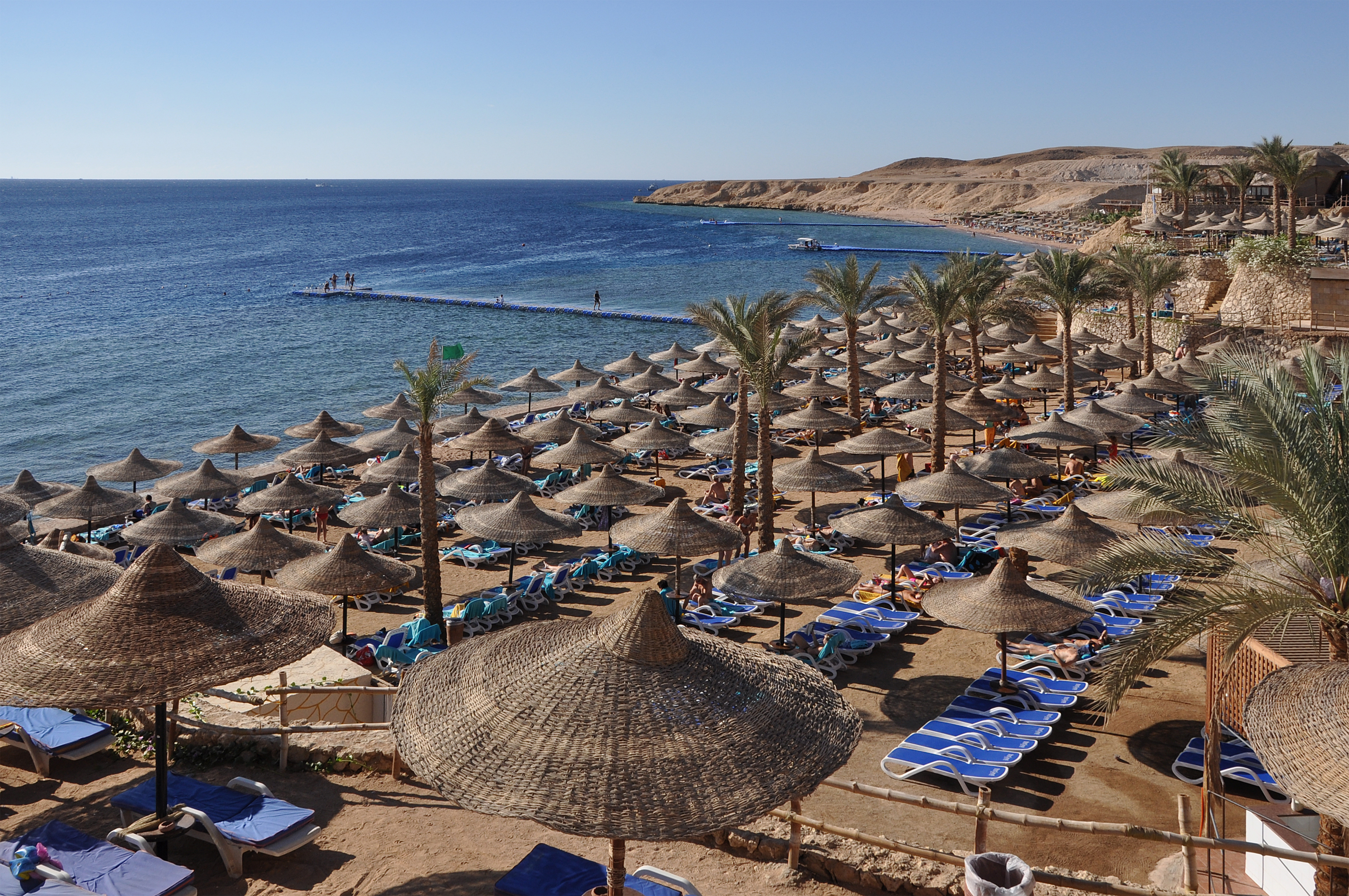
شاطئ شرم الشيخ.
خريطة شرم الشيخ.
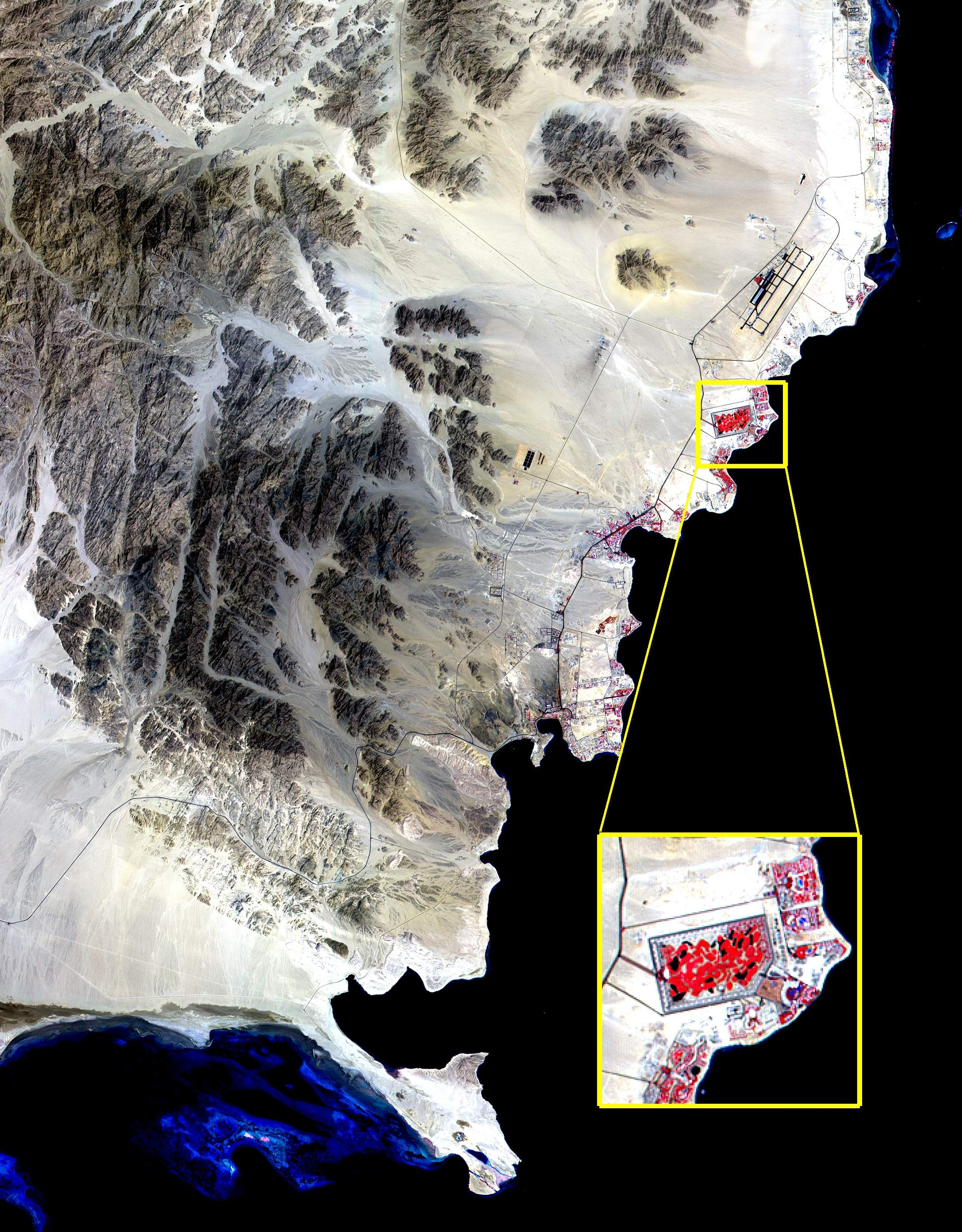
صورة بالقمر الصناعي لشرم الشيخ.
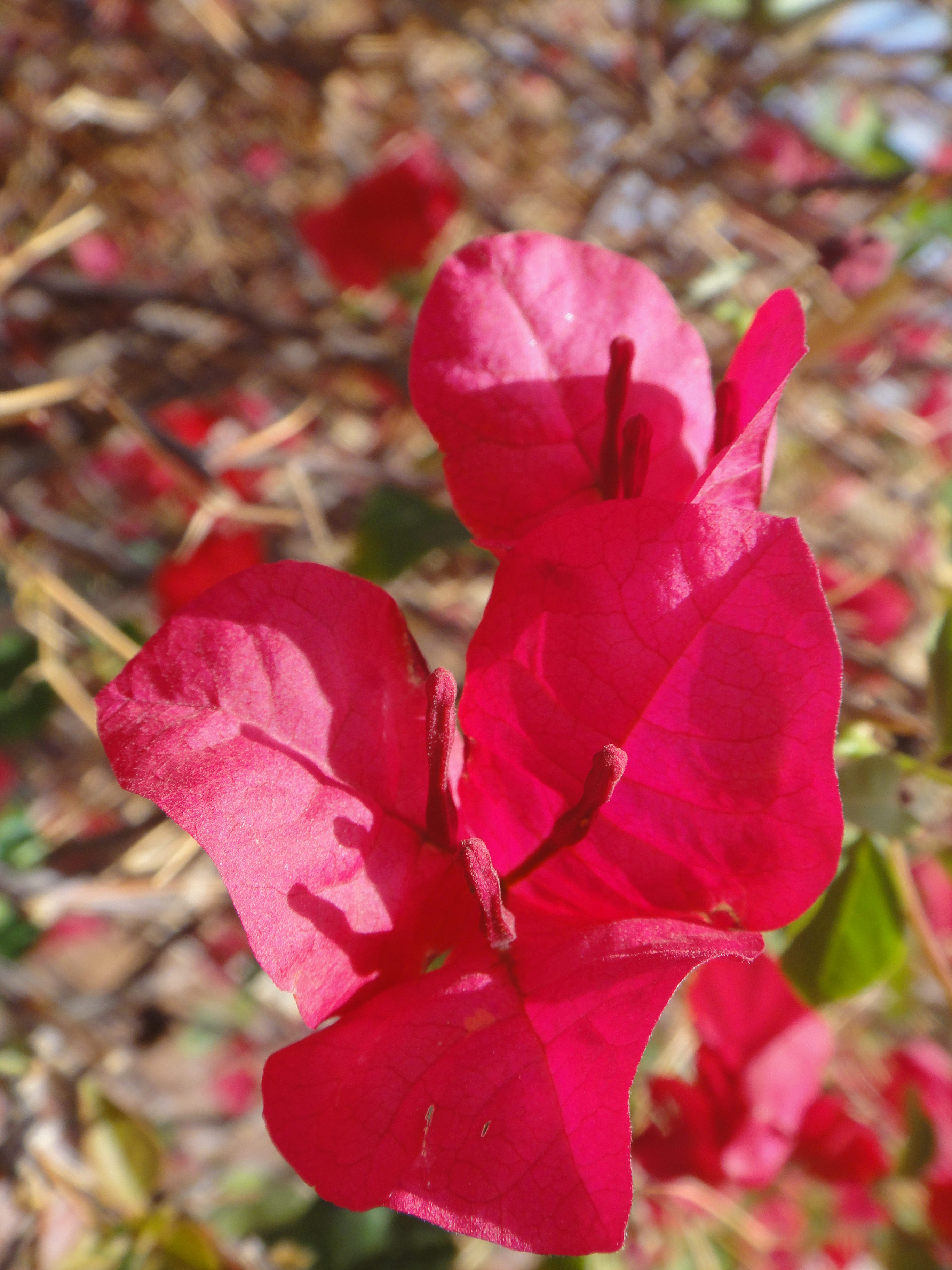
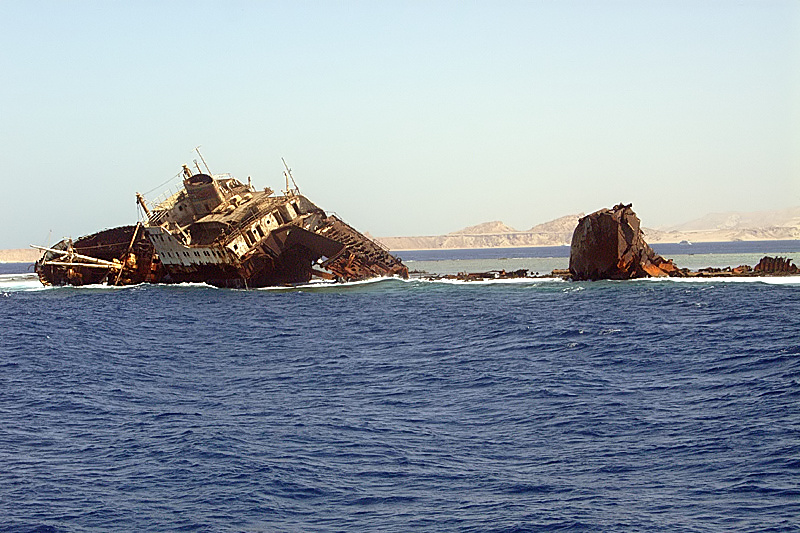
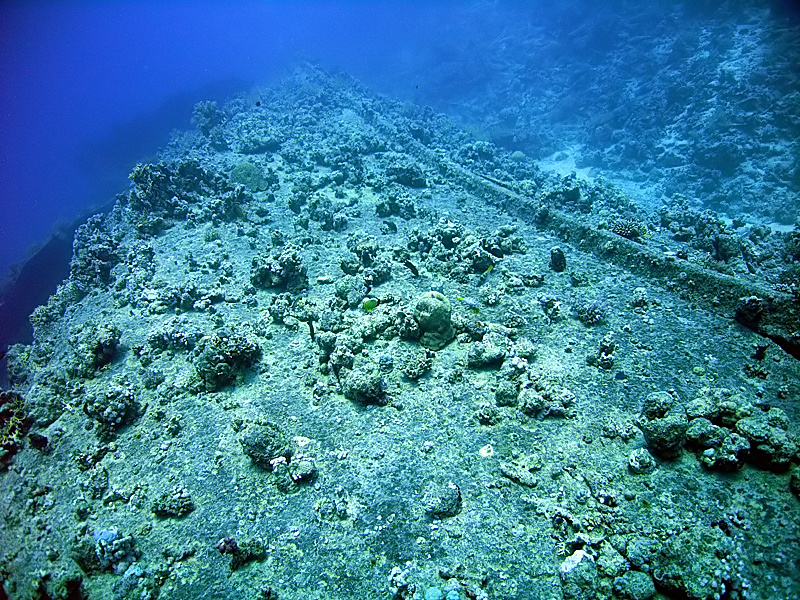
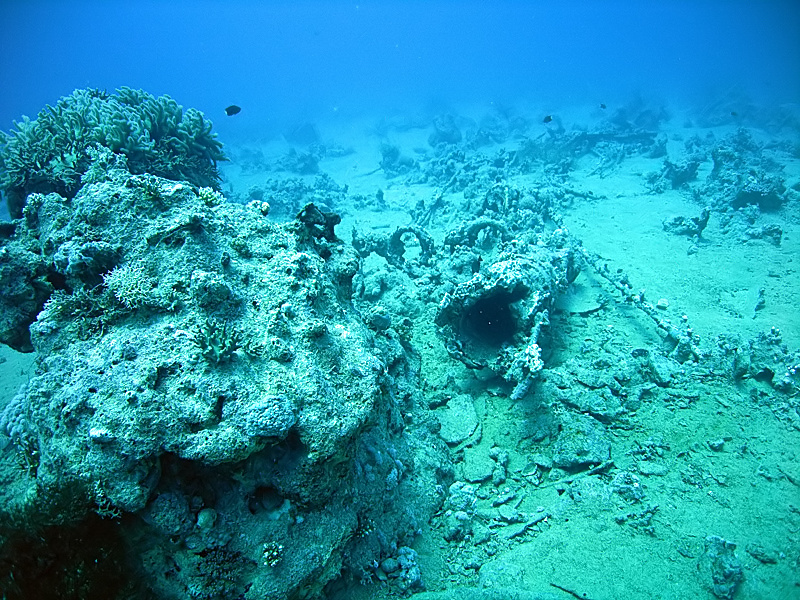
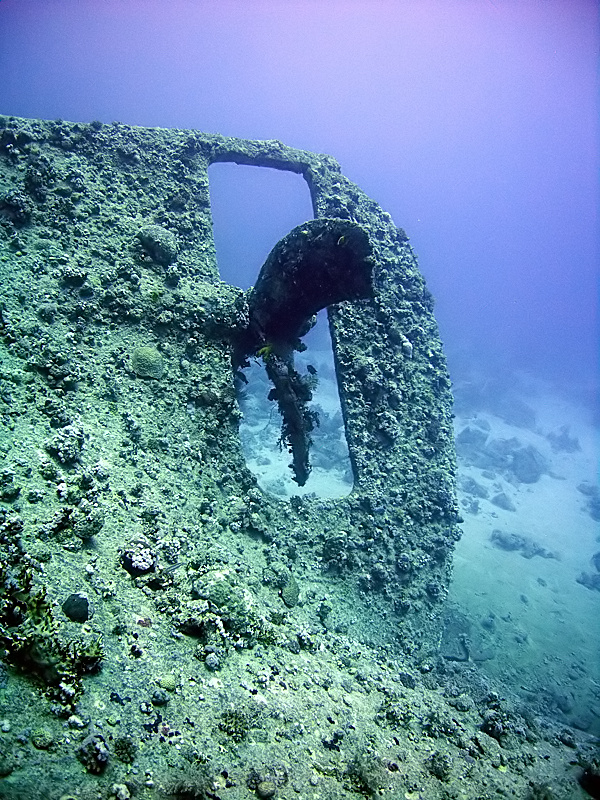
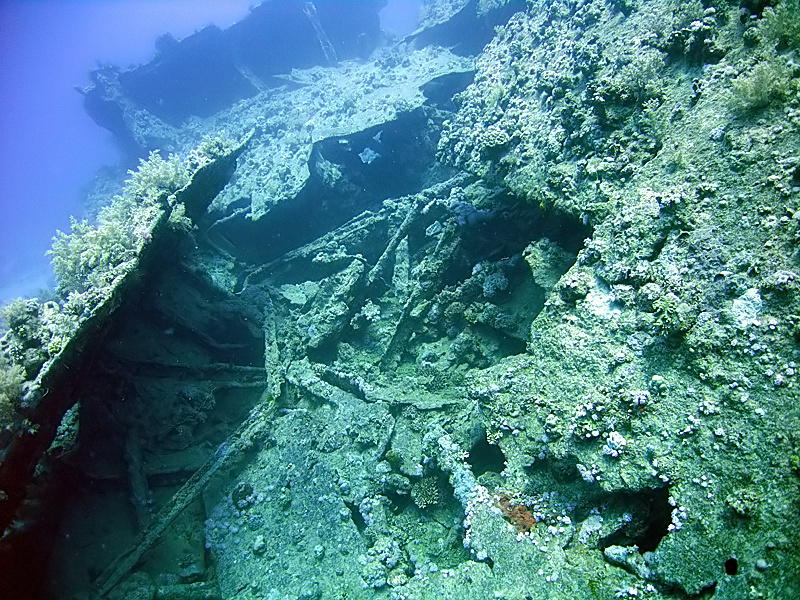
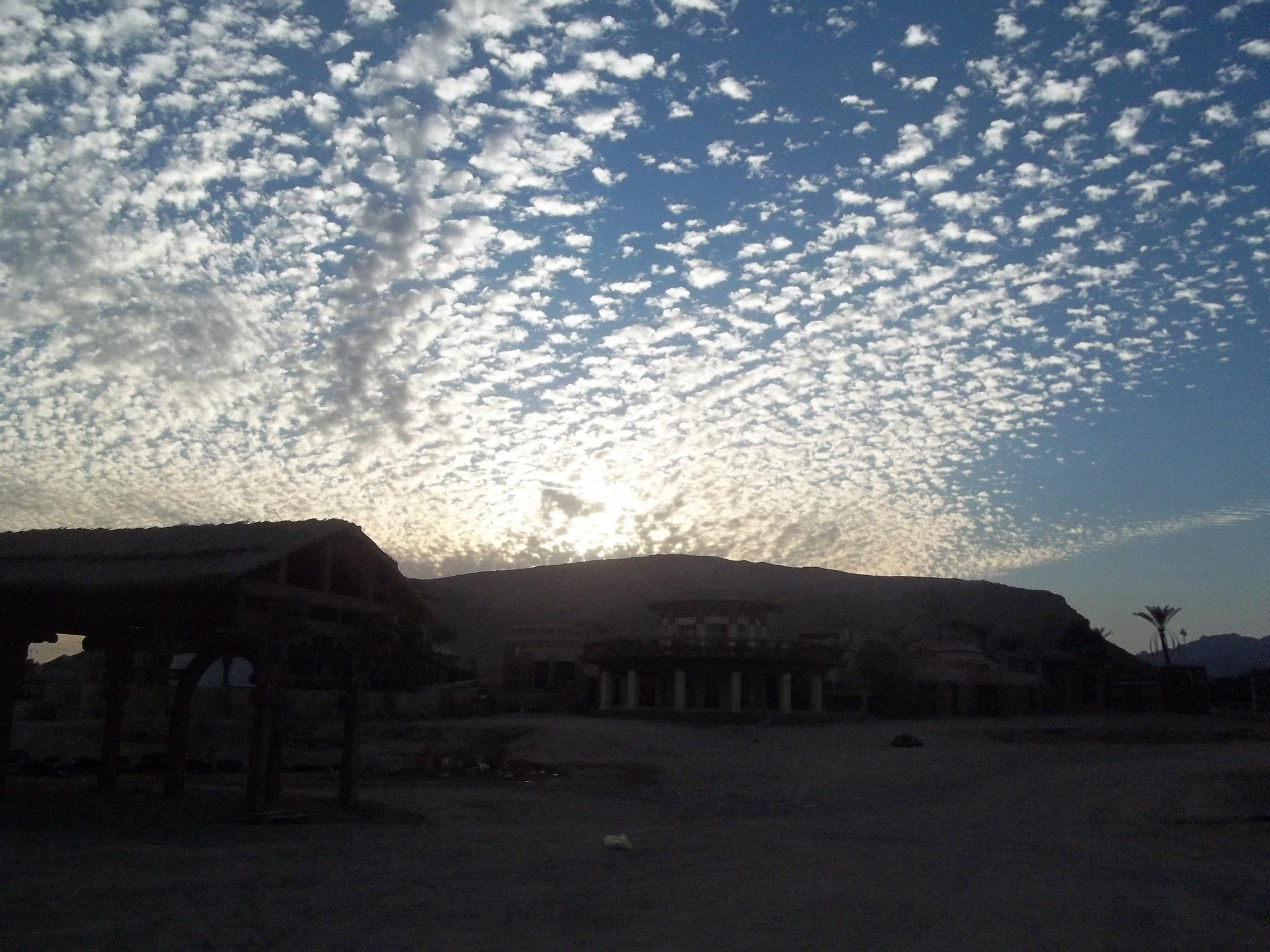
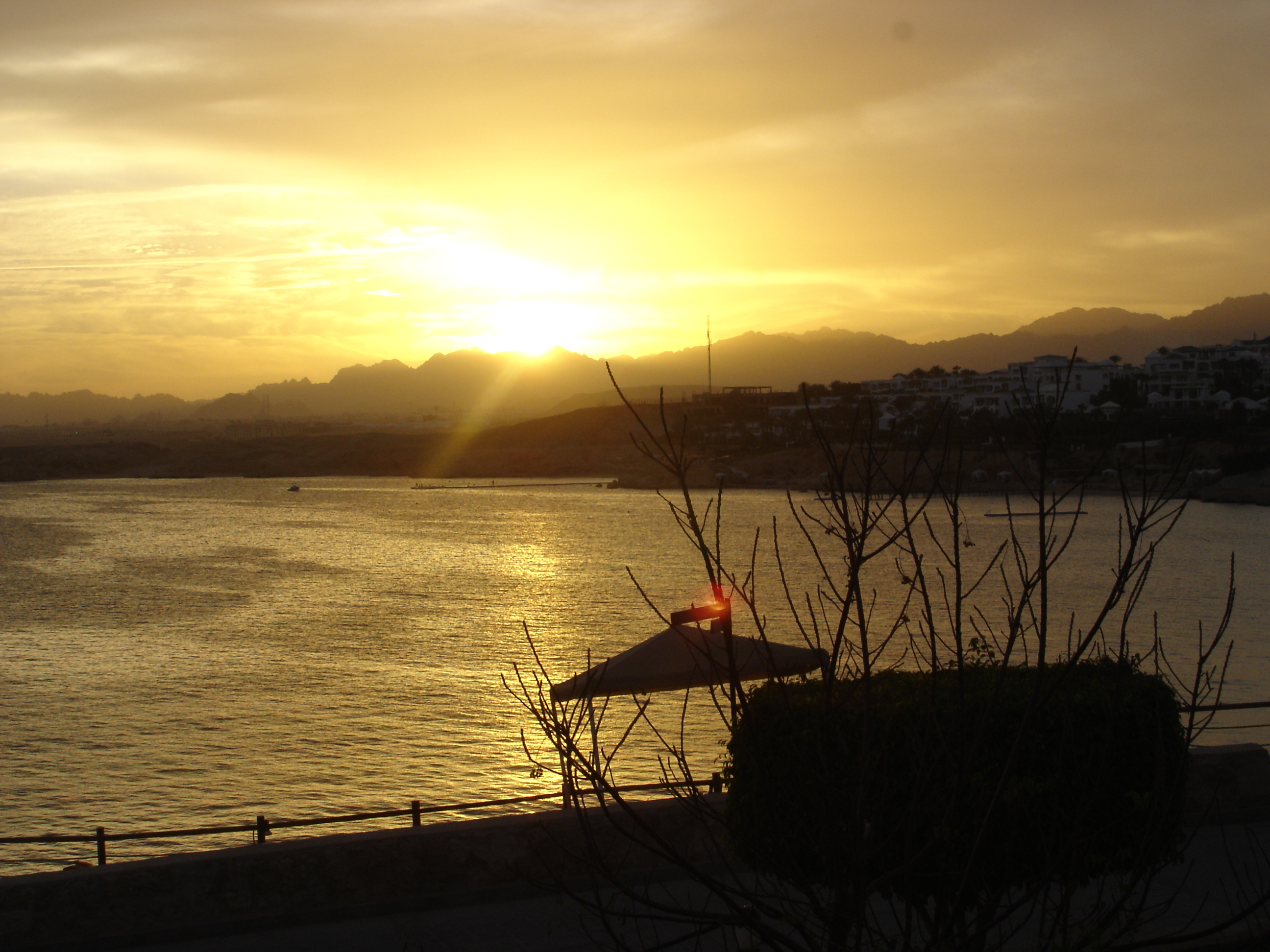
الغروب في شرم الشيخ.
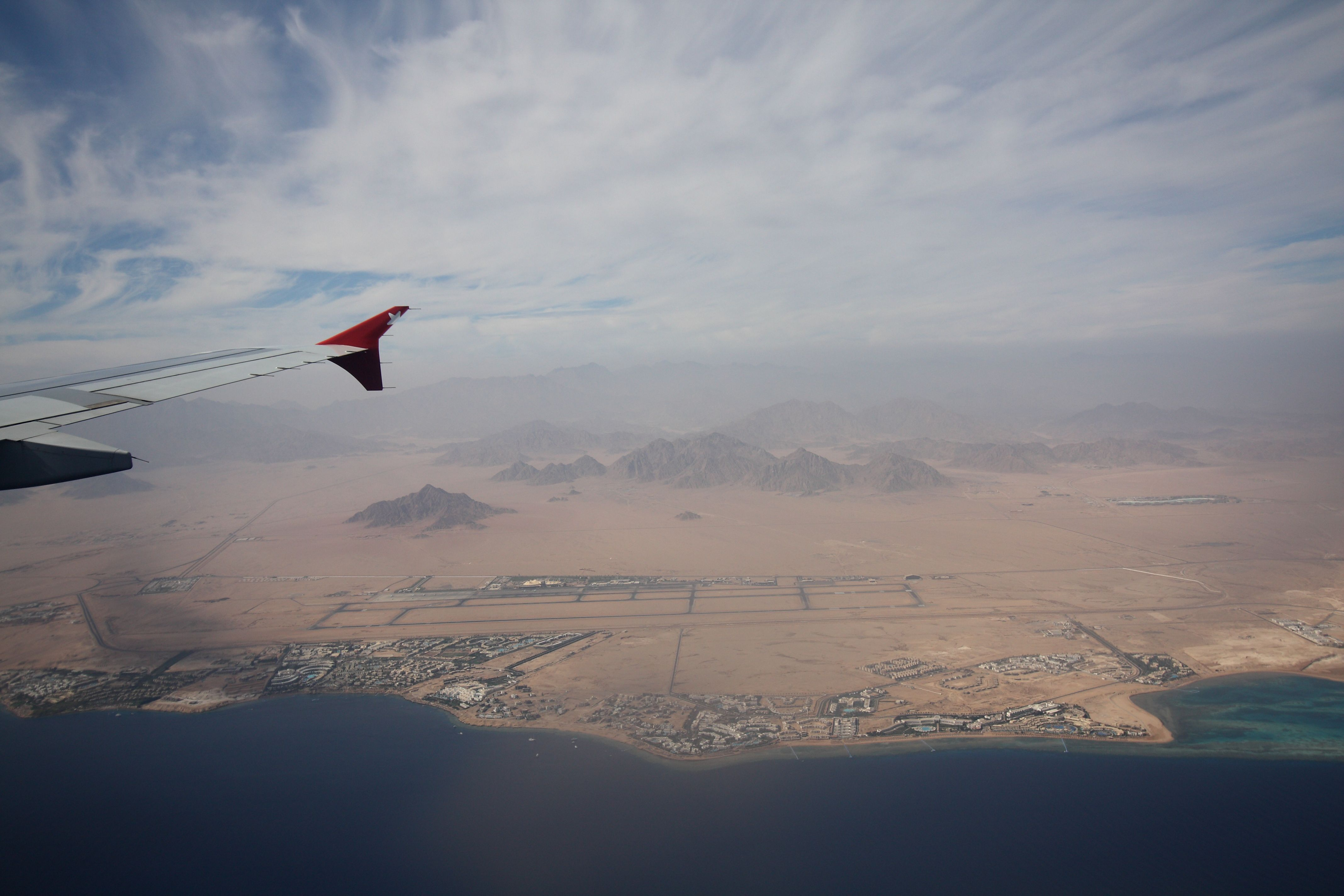
شرم الشيخ من الجو.
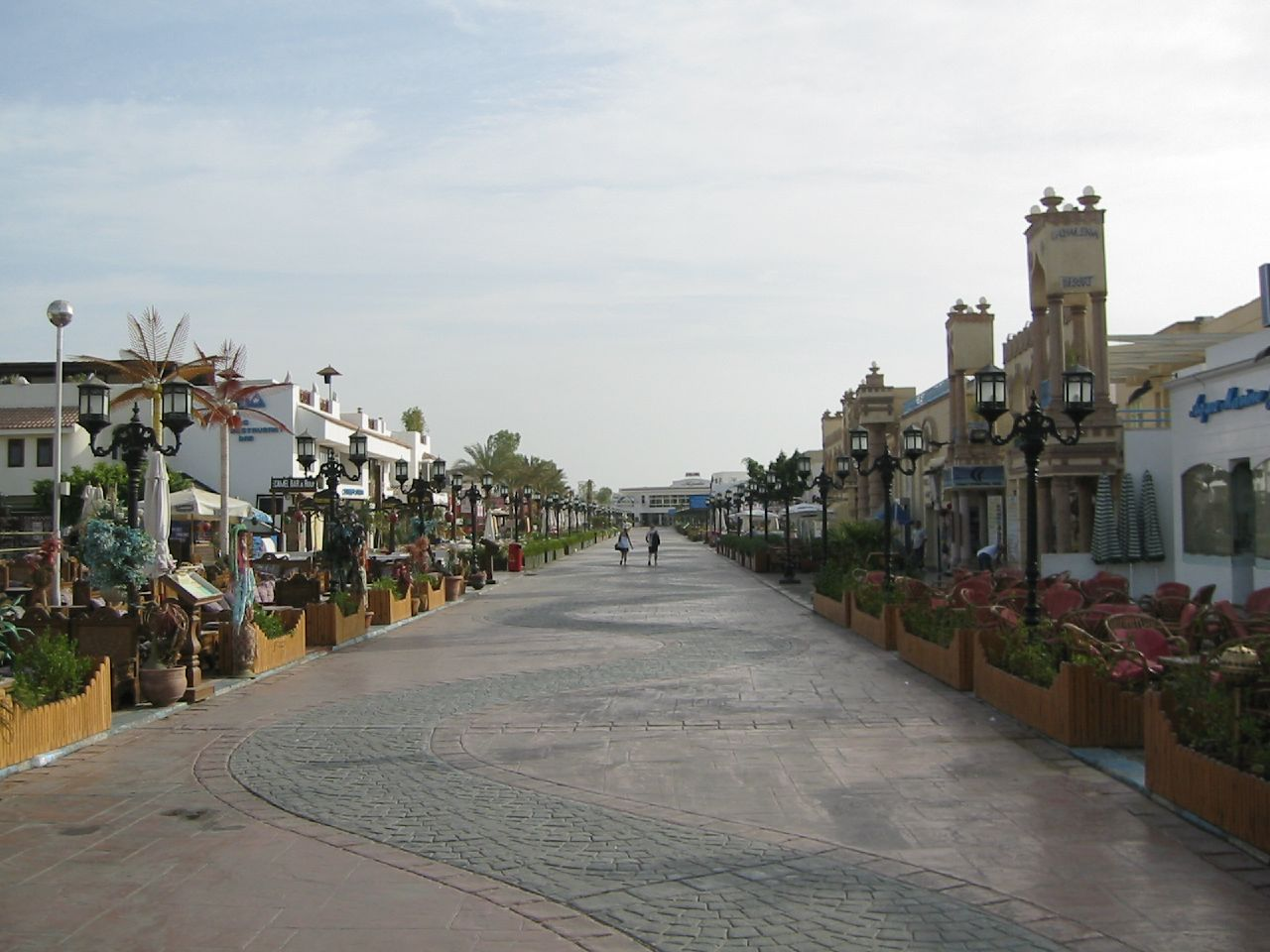
خليج نعمة.
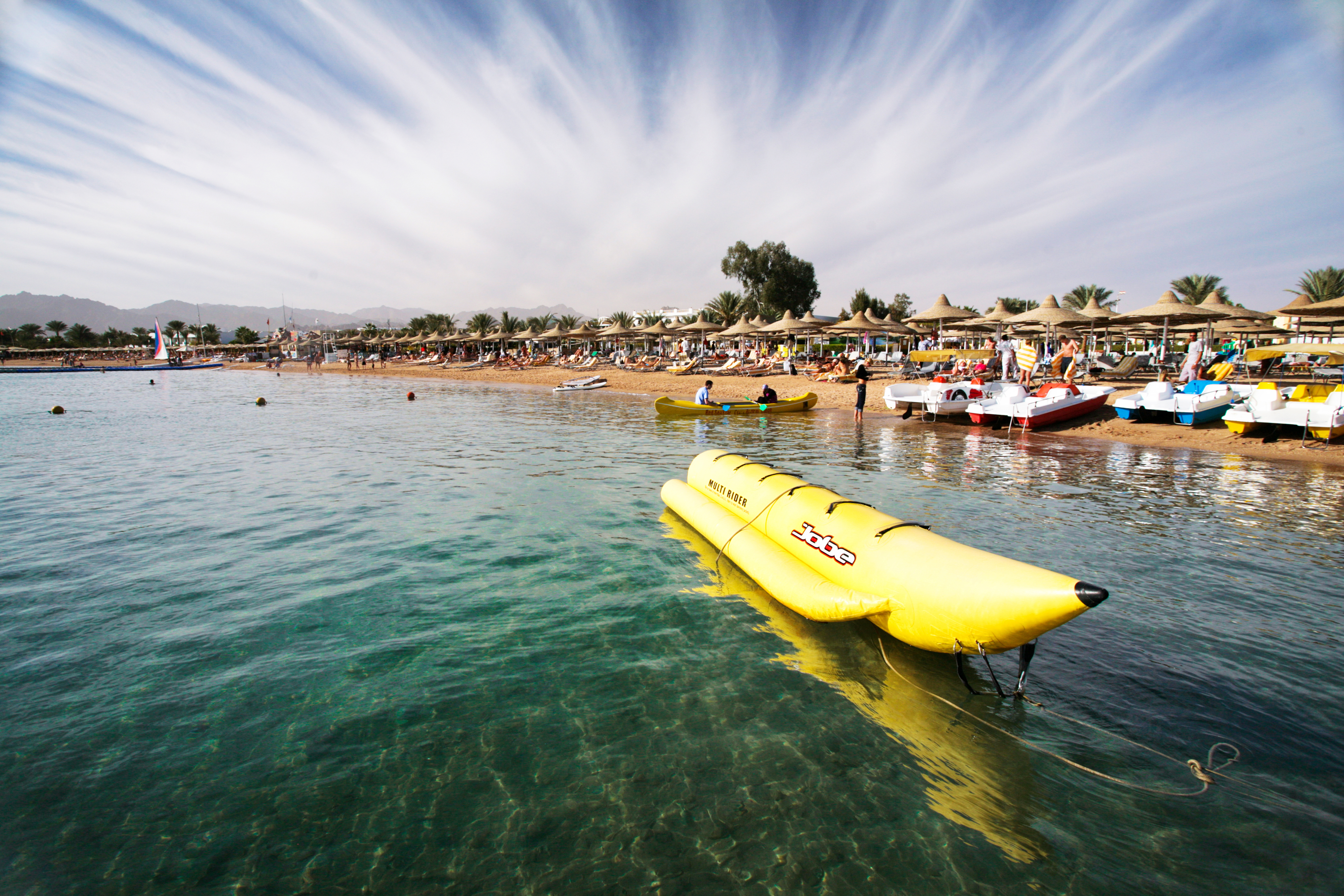
خليج نعمة.
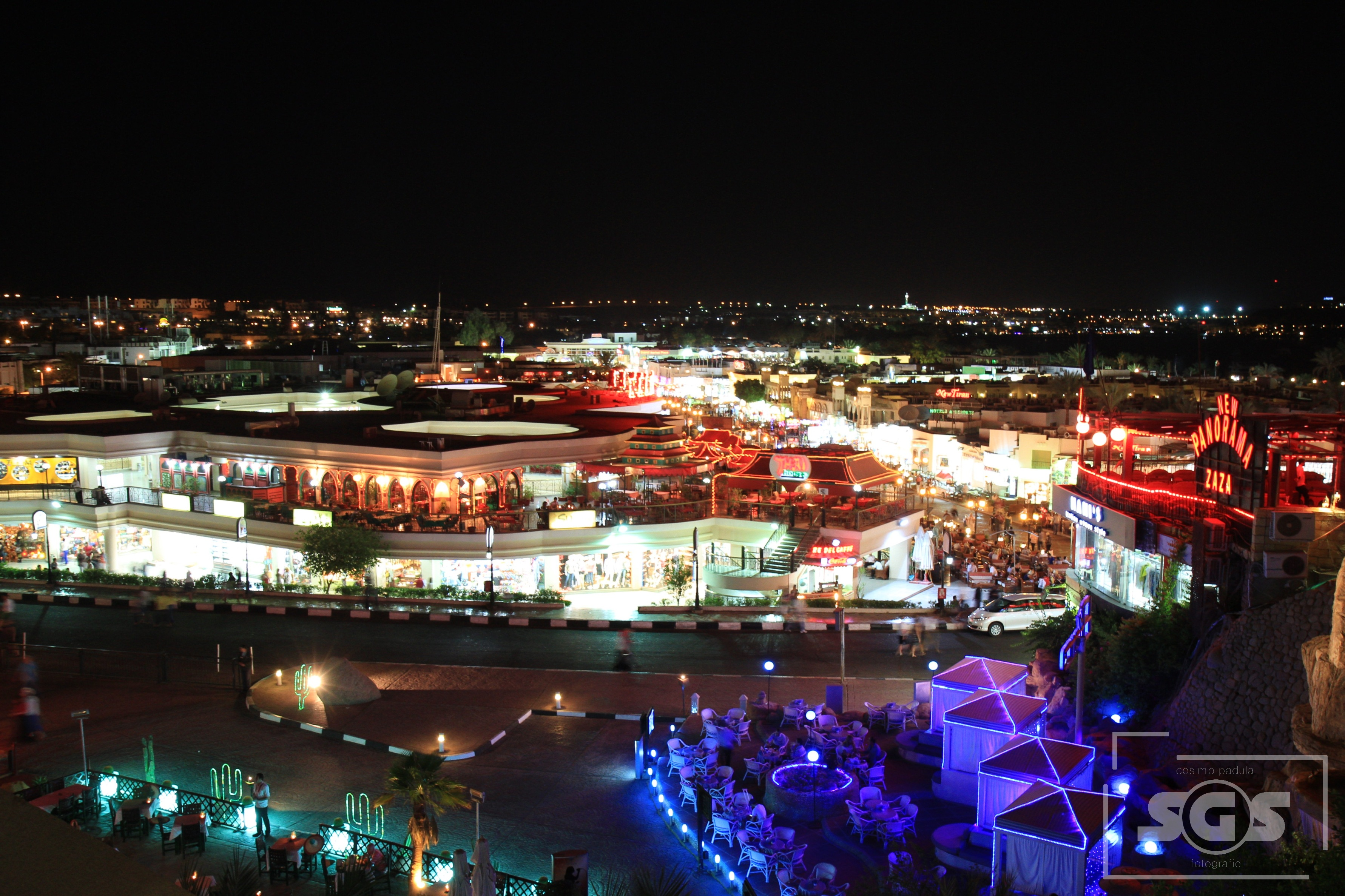
خليج نعمة.
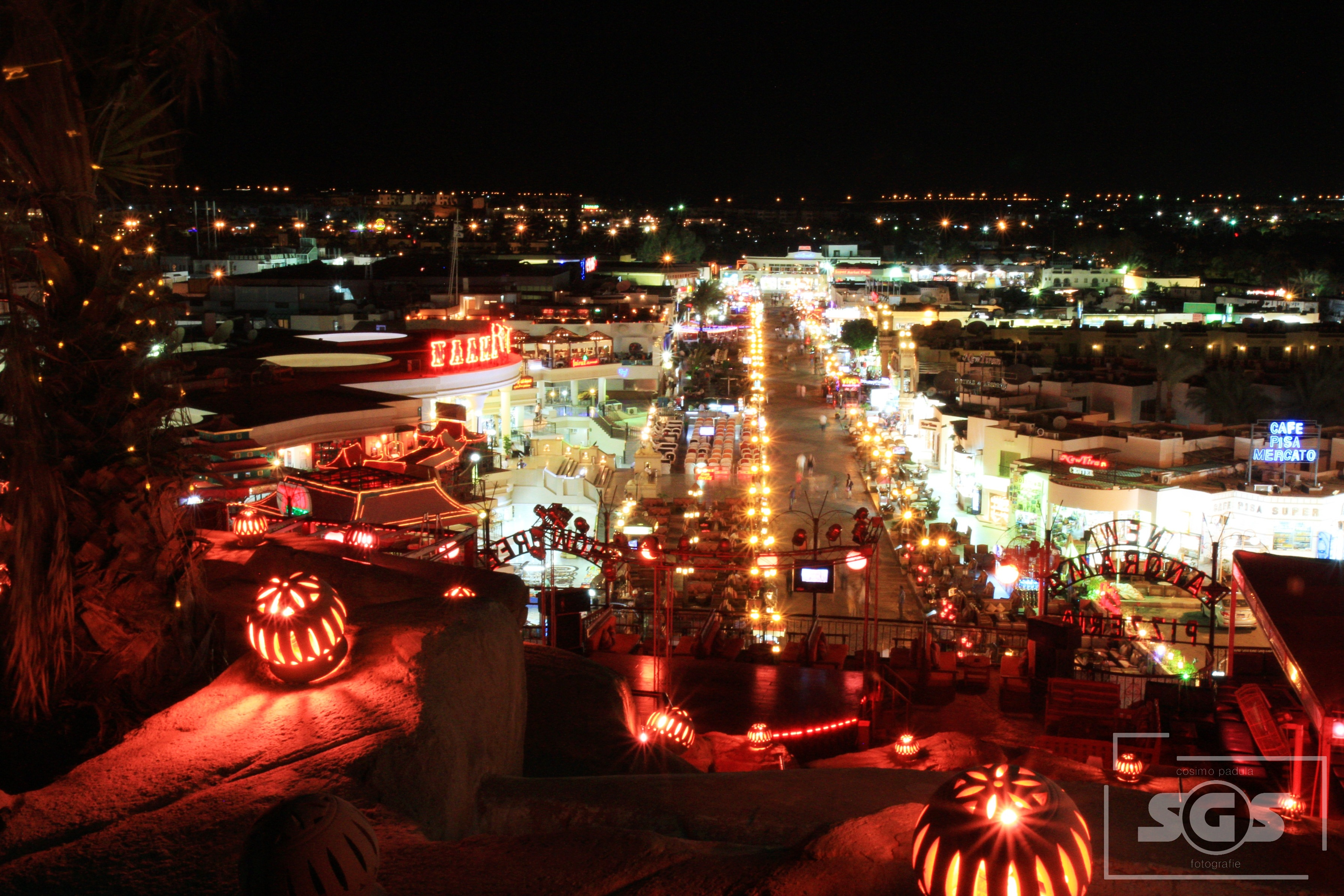
خليج نعمة.
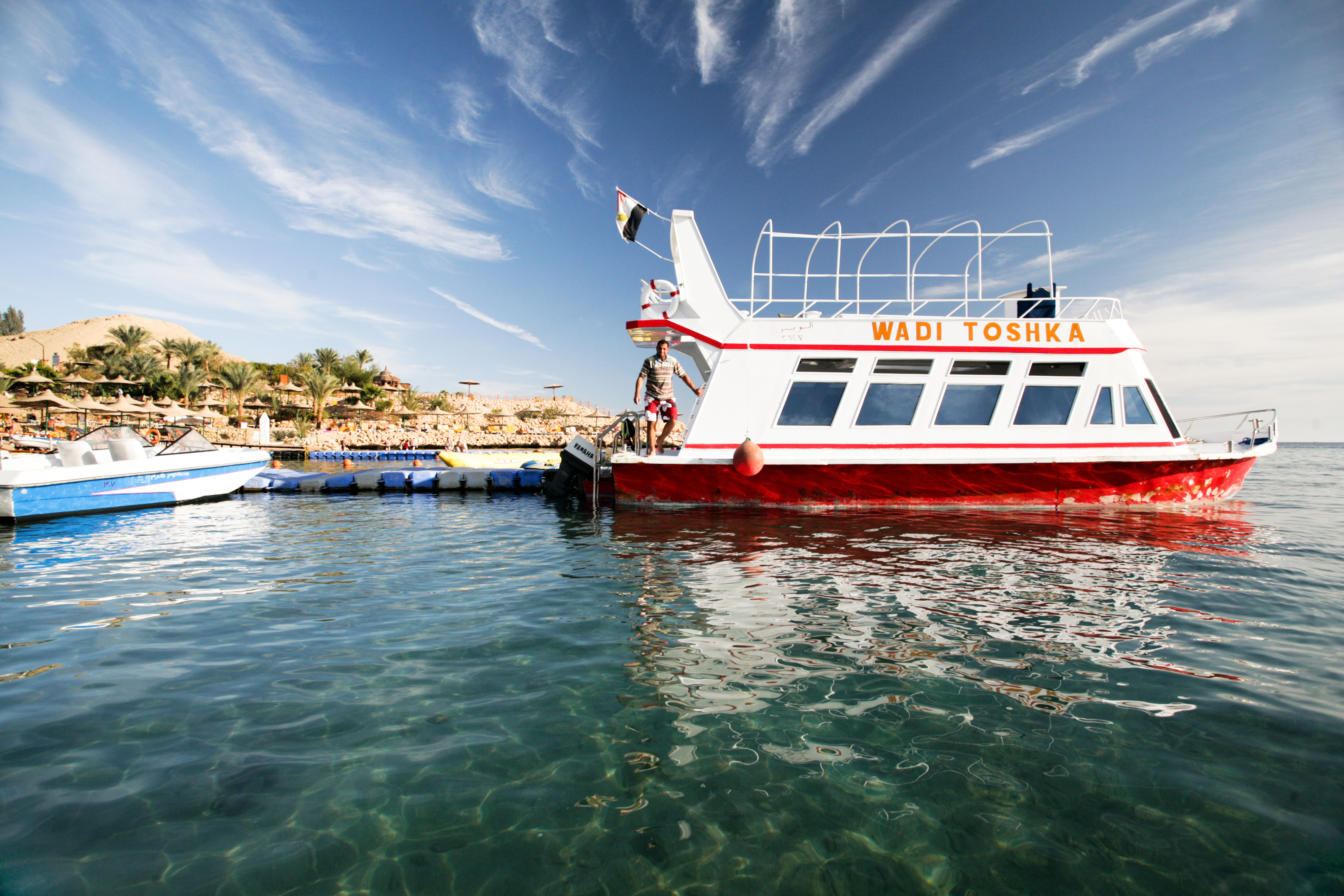
خليج نعمة.
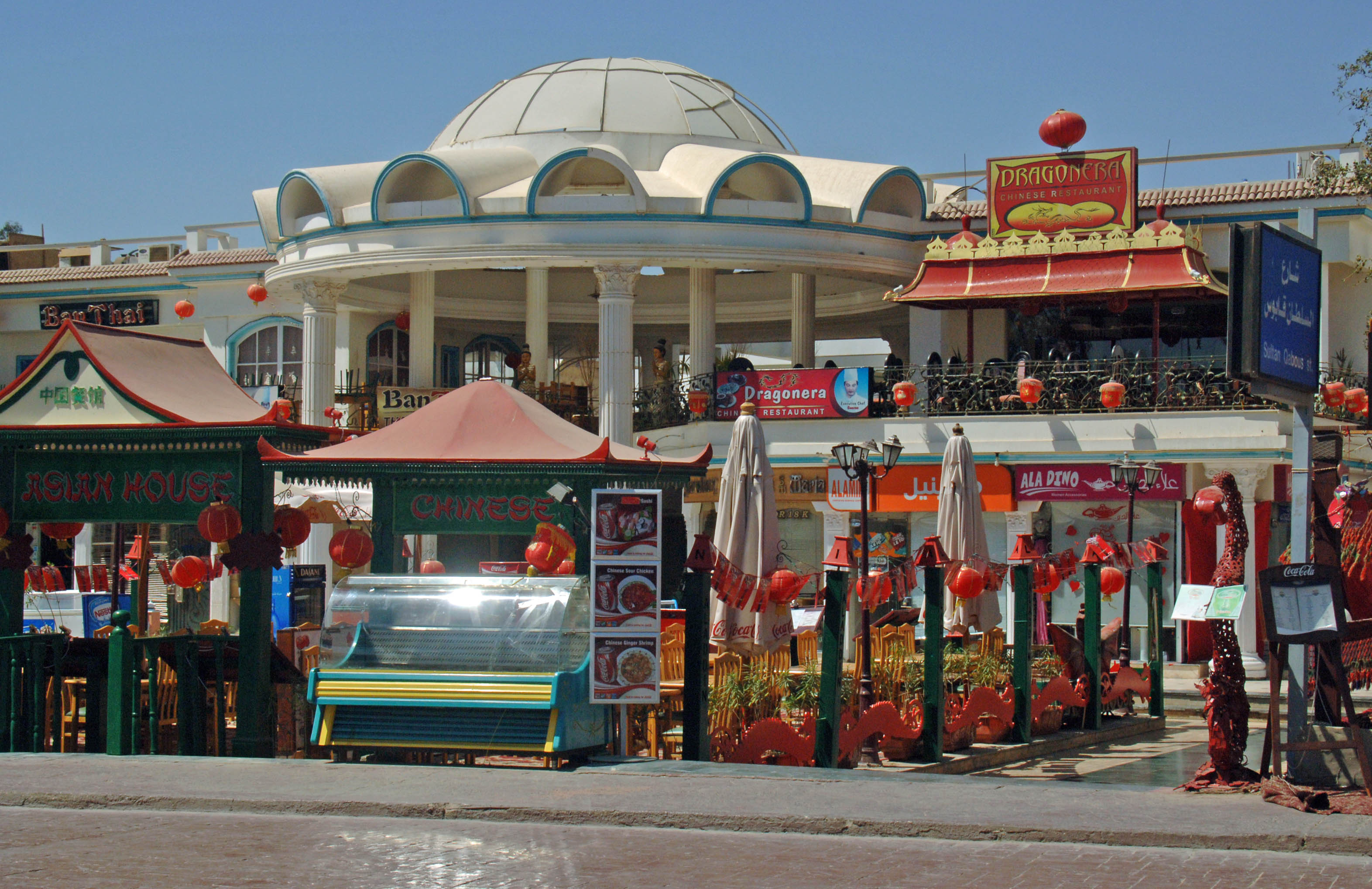
خليج نعمة.
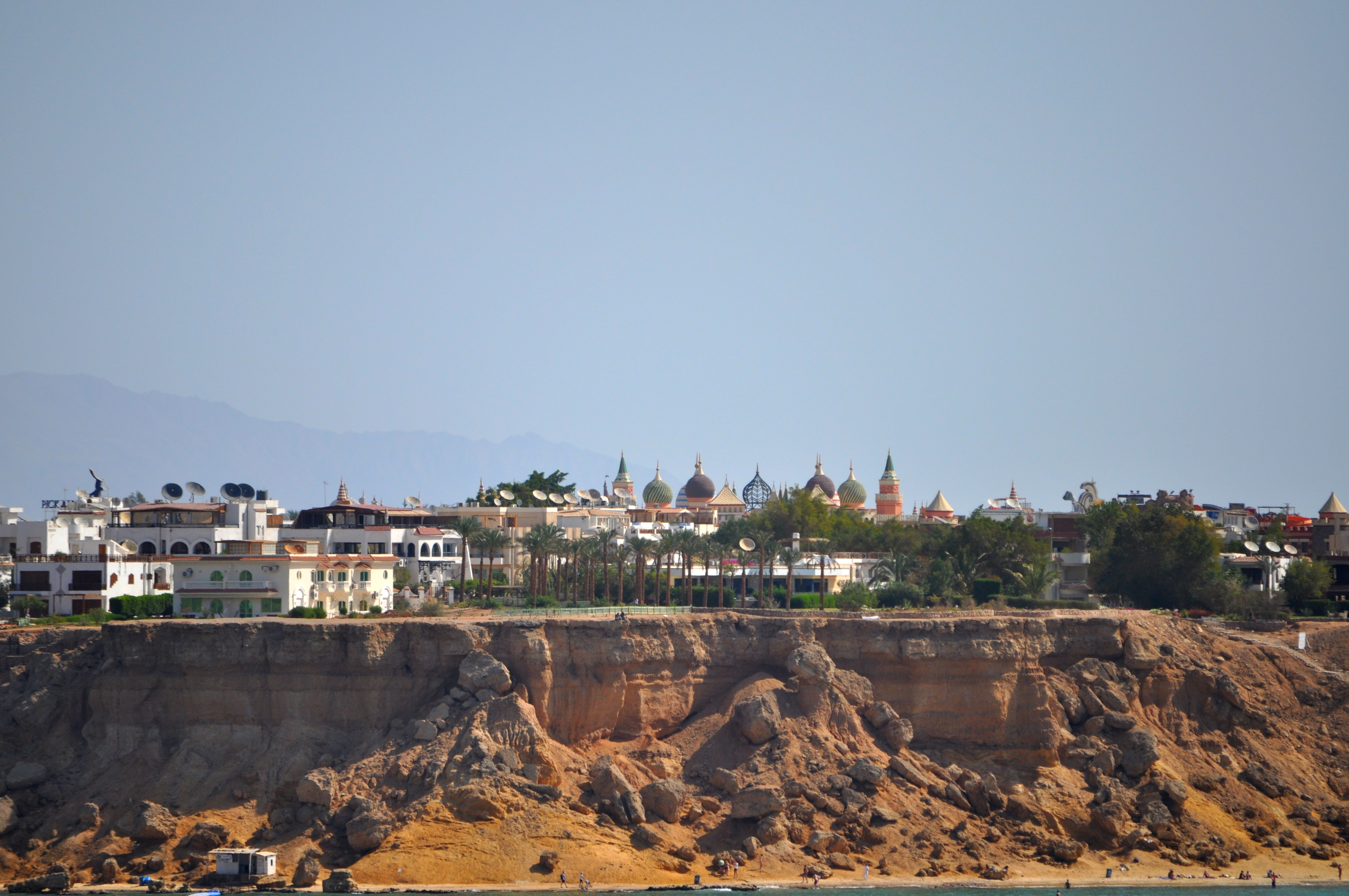
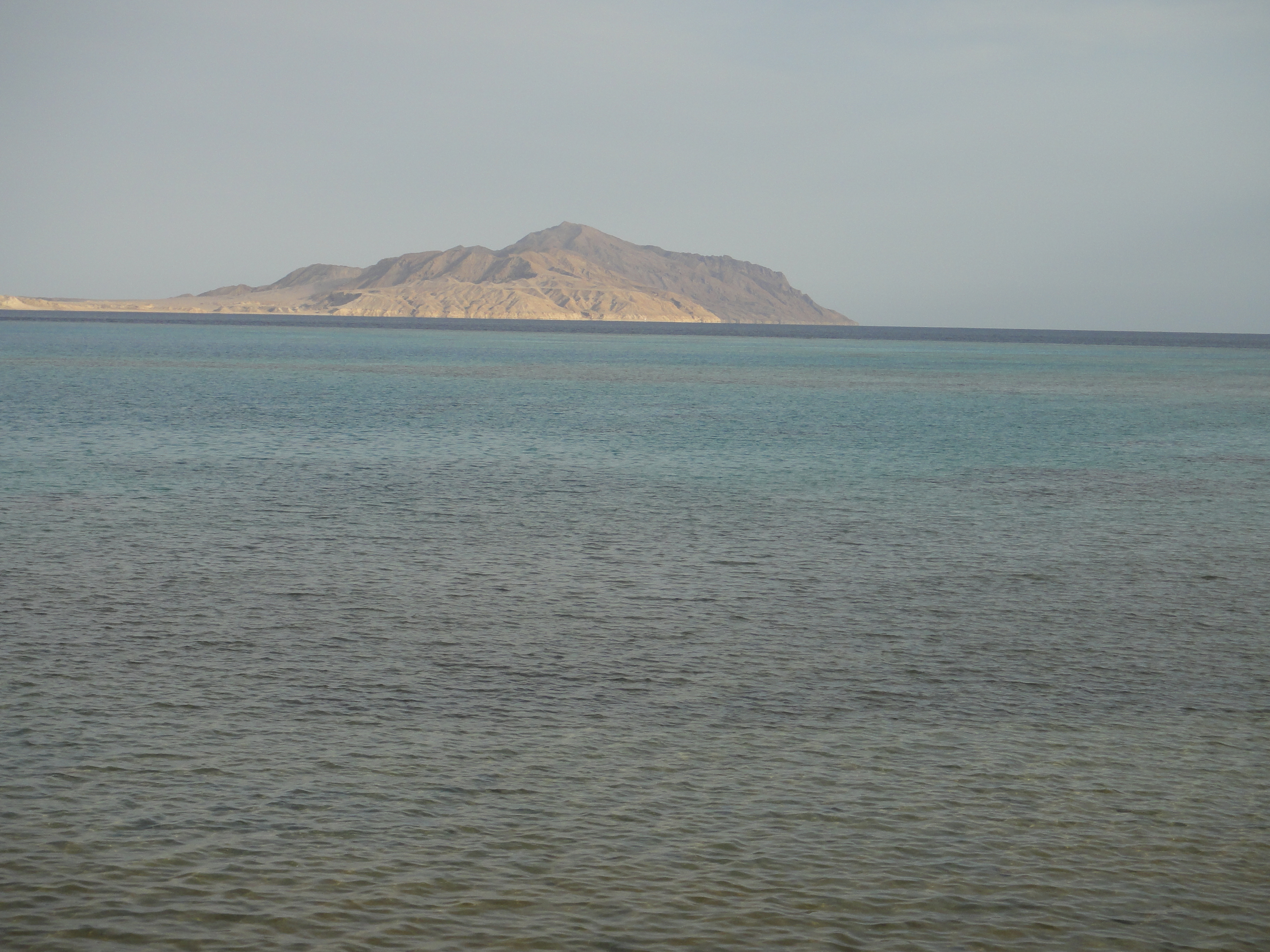
جزيرة تيران.
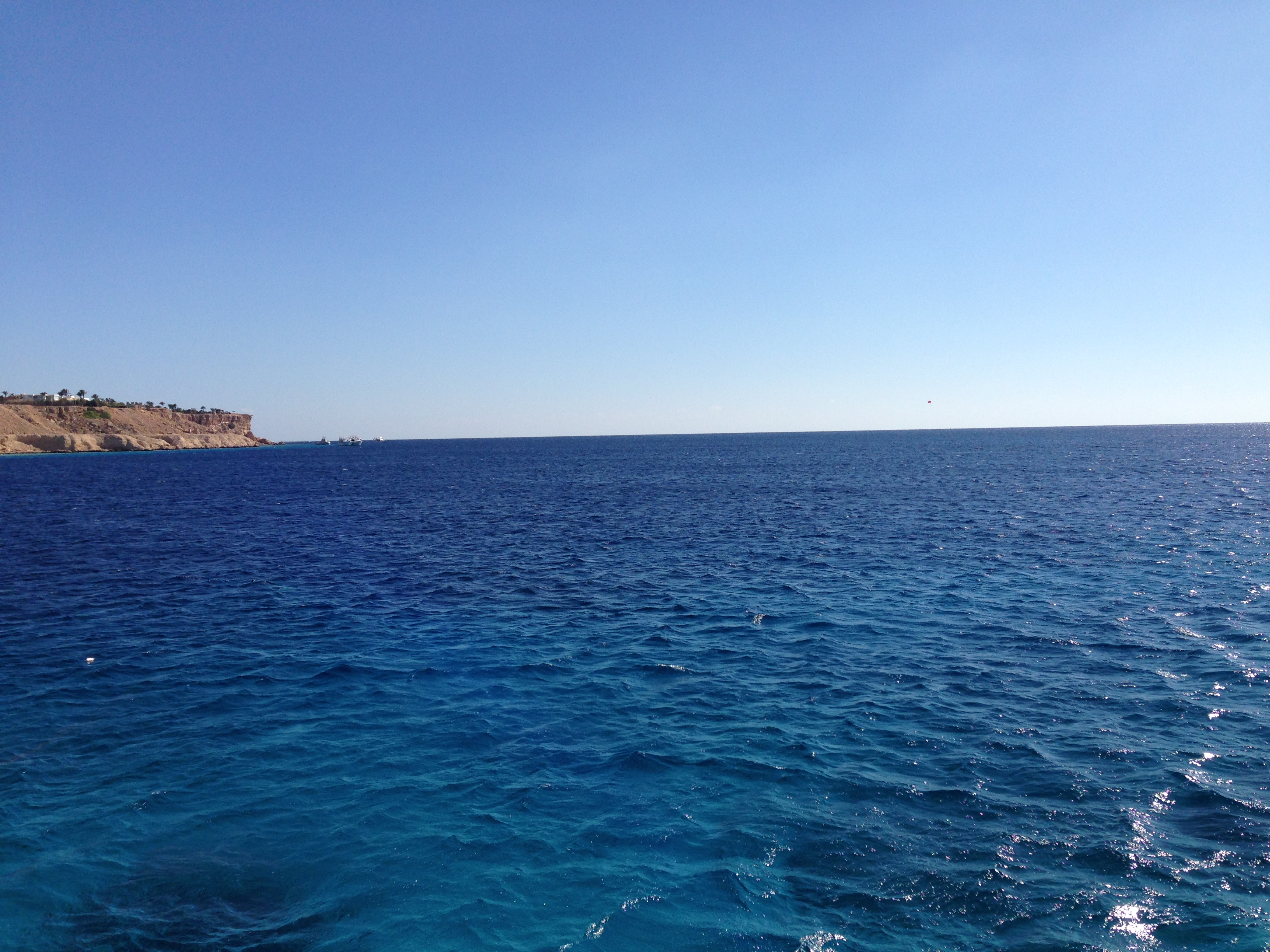
شاطئ شرم الشيخ.
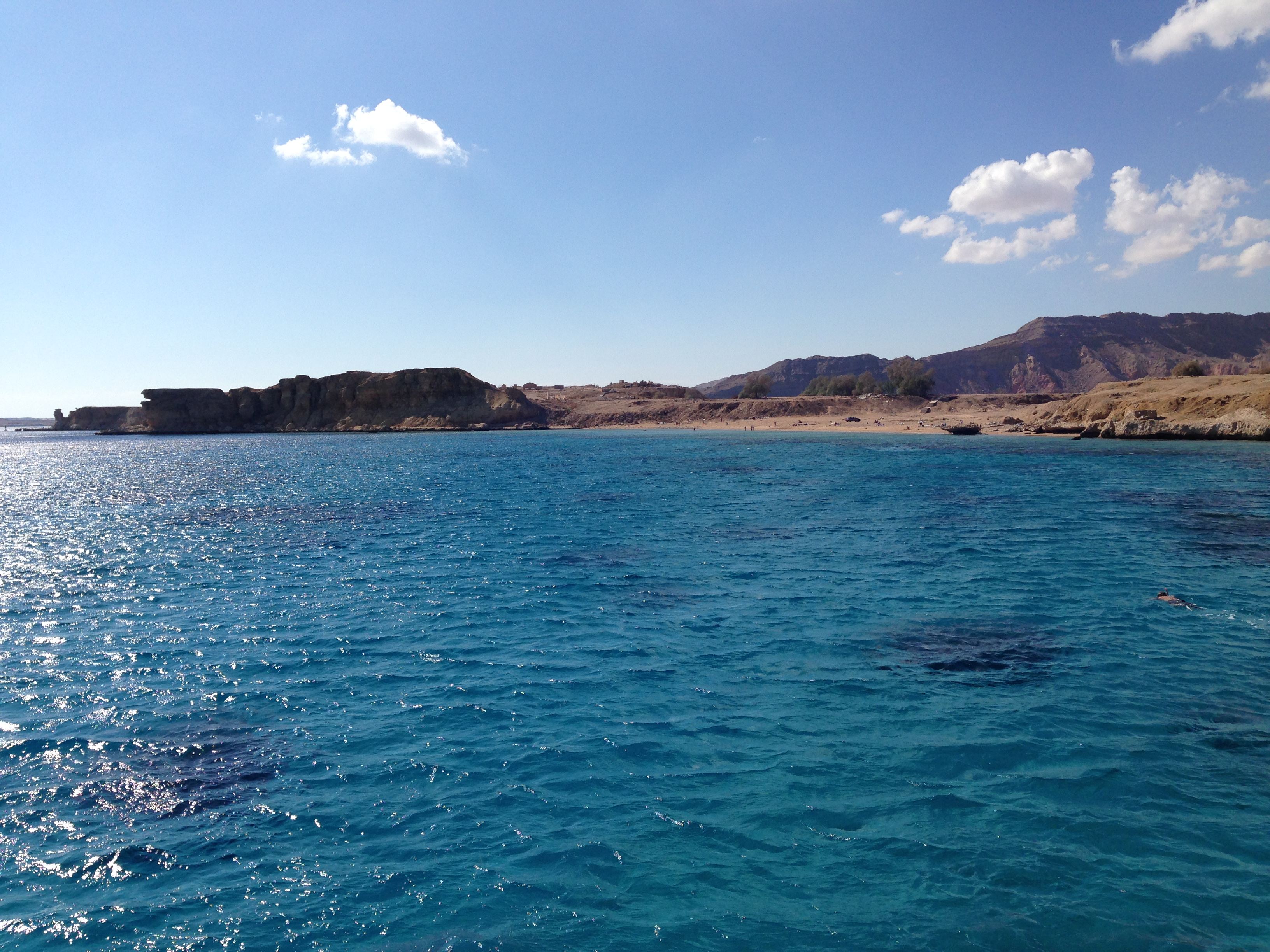
شاطئ شرم الشيخ.
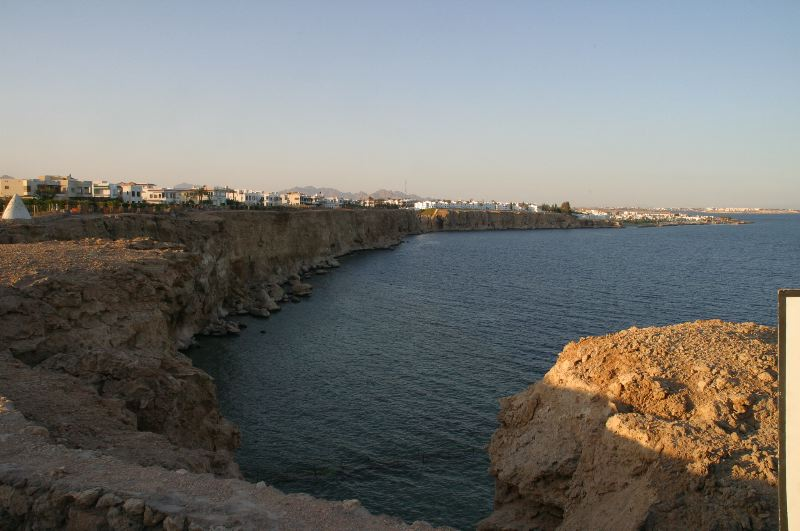
شاطئ شرم الشيخ.
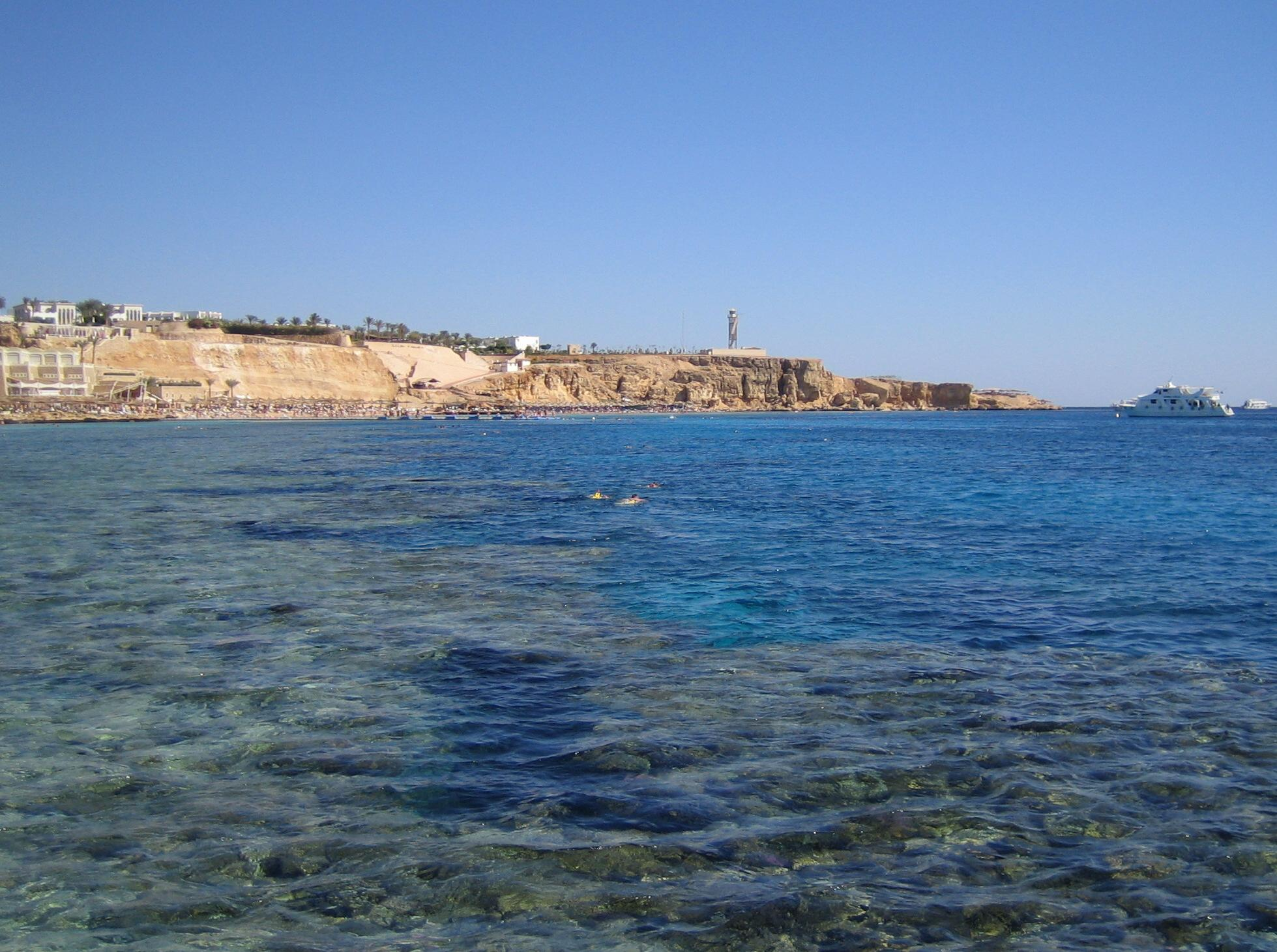
شاطئ شرم الشيخ.
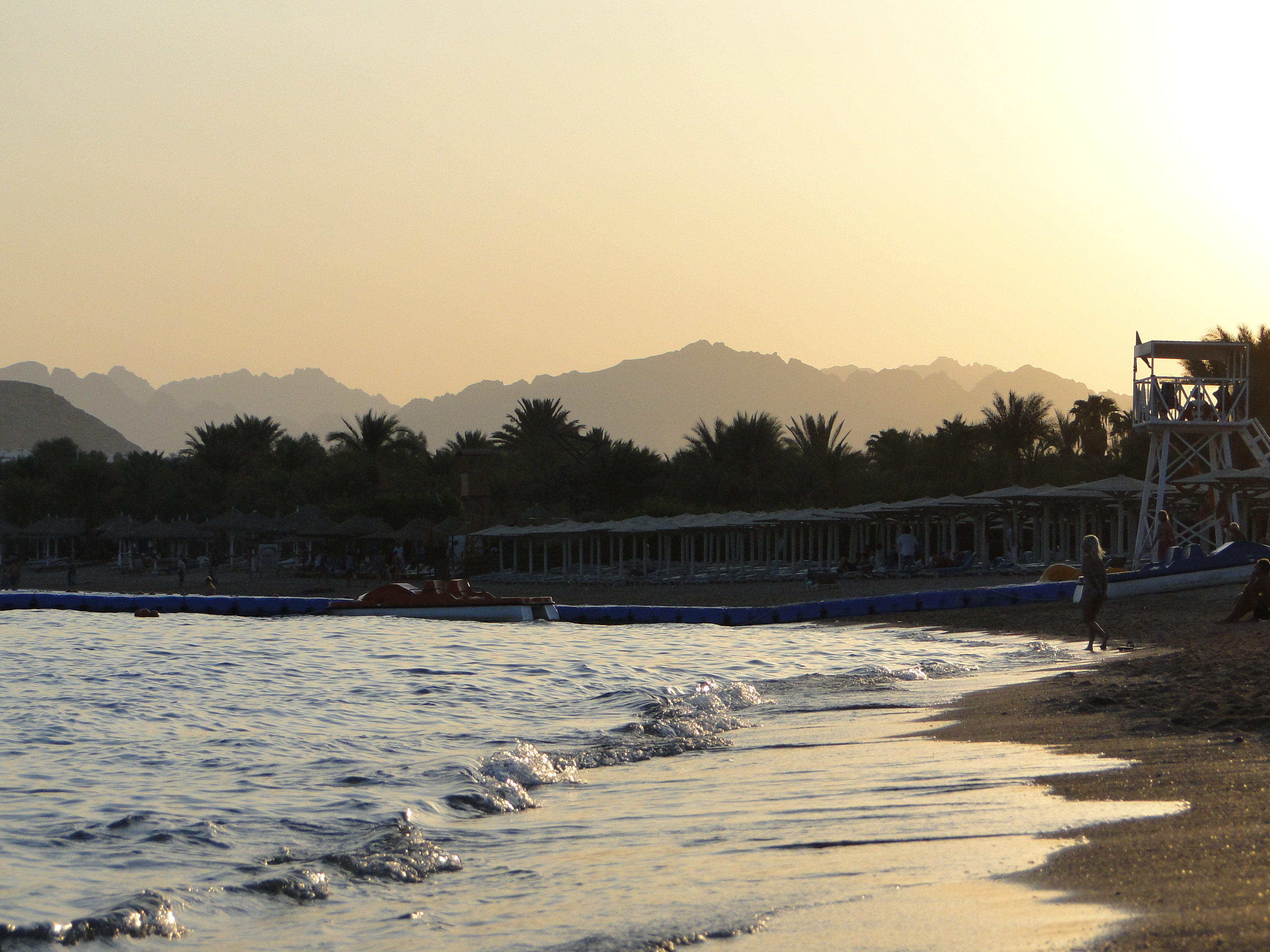
شاطئ شرم الشيخ.
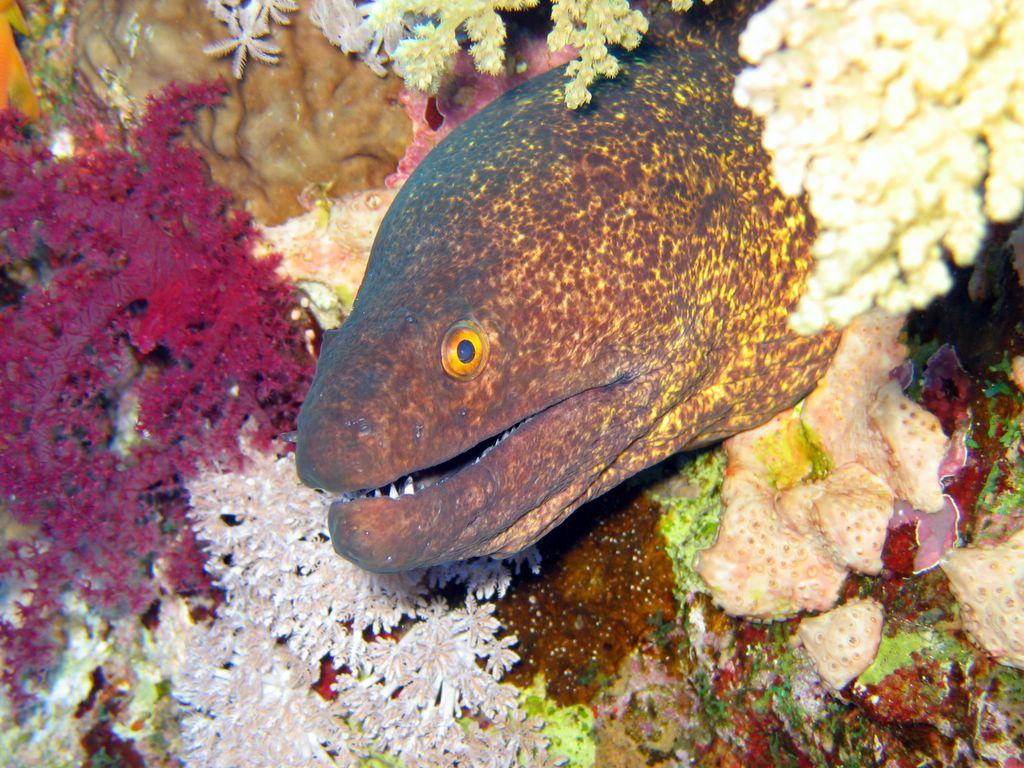
الحياة البحرية في شرم الشيخ.
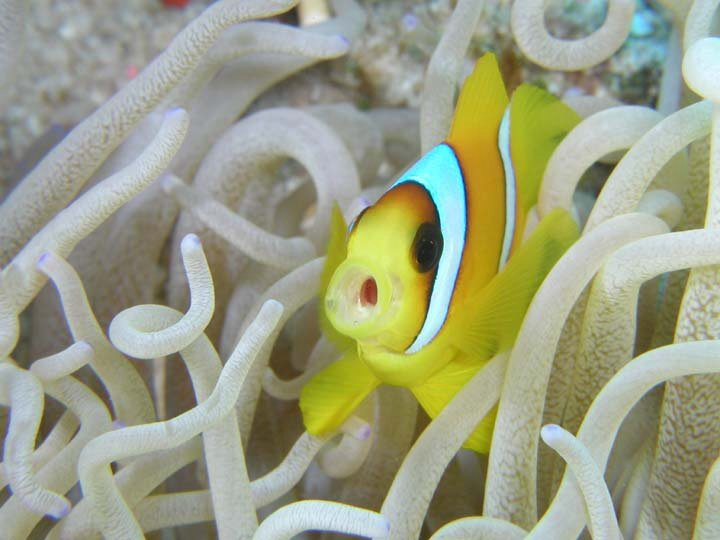
الحياة البحرية في شرم الشيخ.
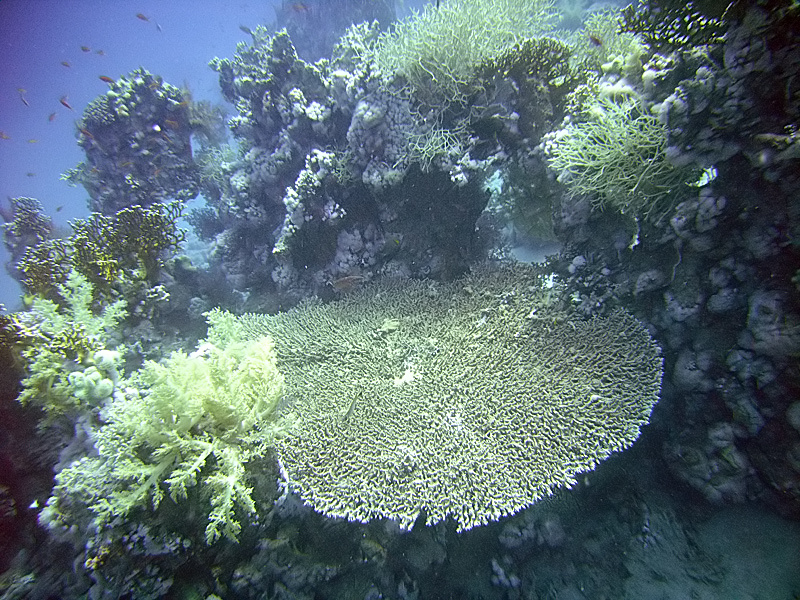
الحياة البحرية في شرم الشيخ.
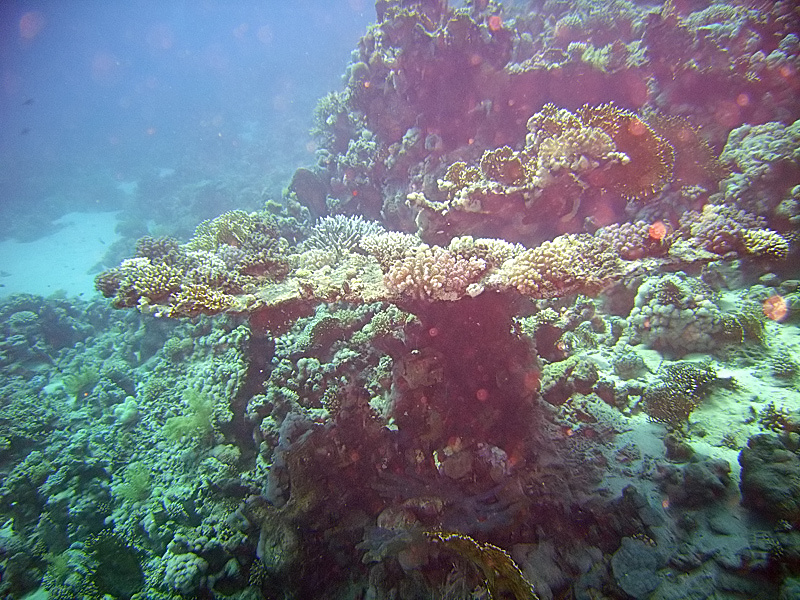
الحياة البحرية في شرم الشيخ.
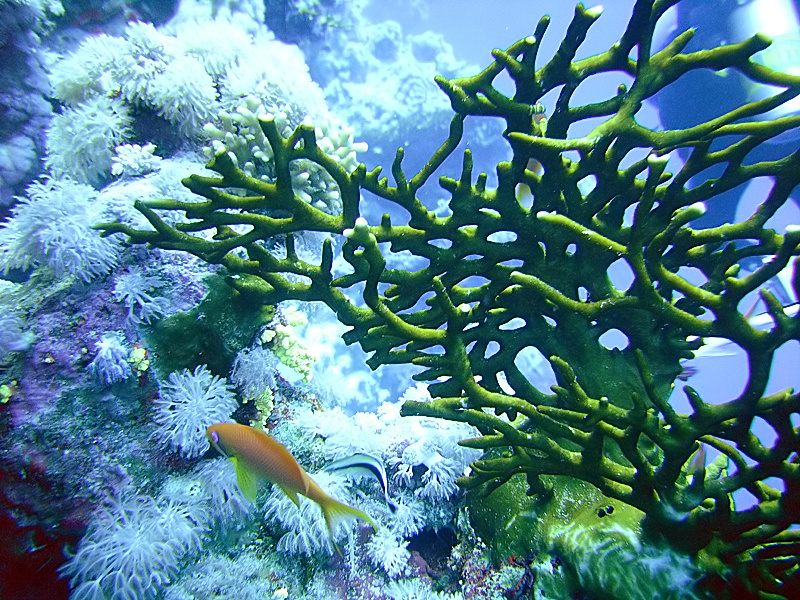
الحياة البحرية في شرم الشيخ.
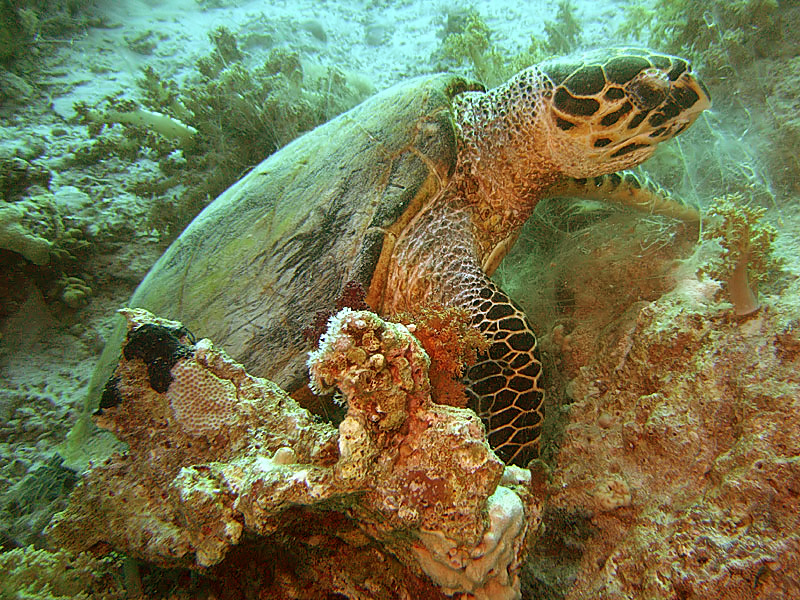
الحياة البحرية في شرم الشيخ.
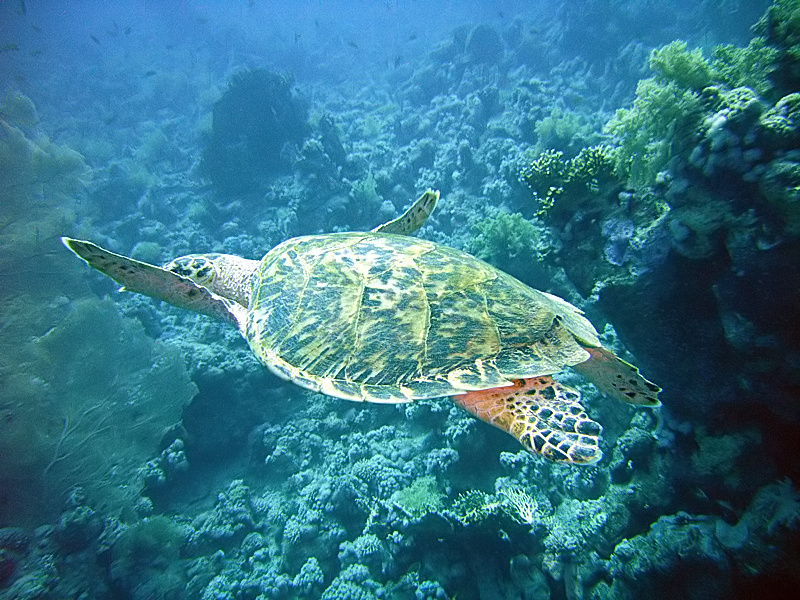
الحياة البحرية في شرم الشيخ.
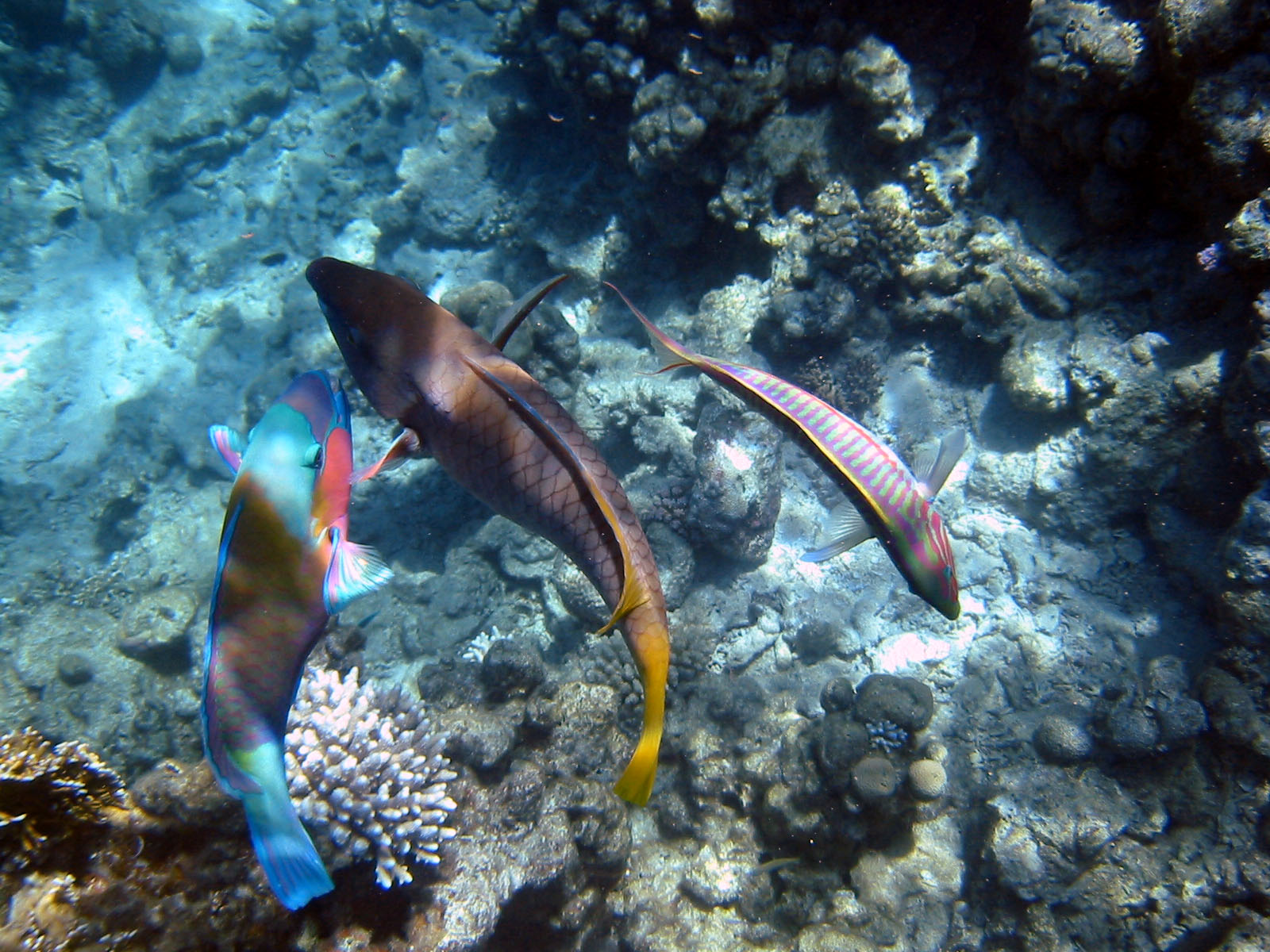
الحياة البحرية في شرم الشيخ.
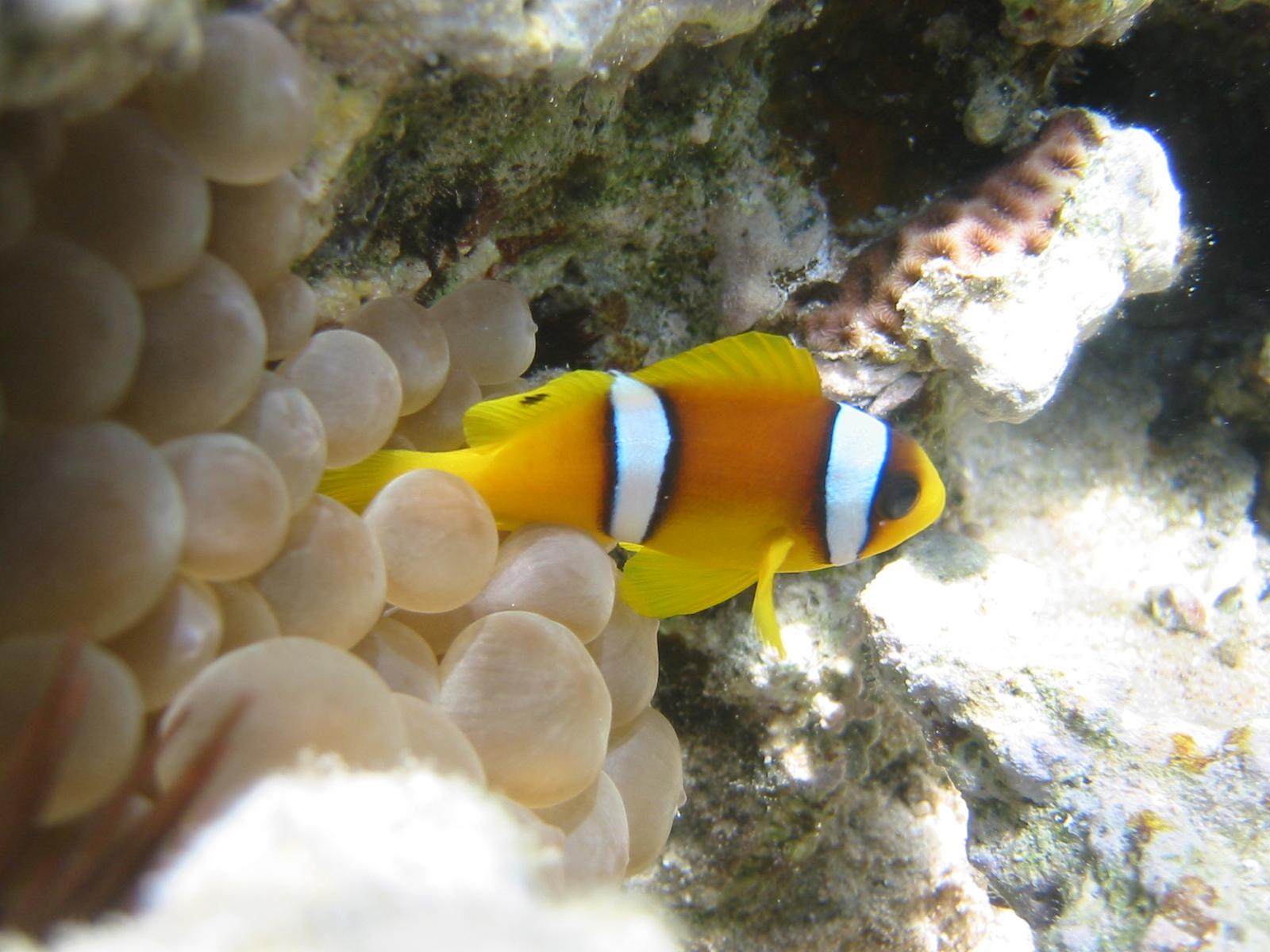
الحياة البحرية في شرم الشيخ.
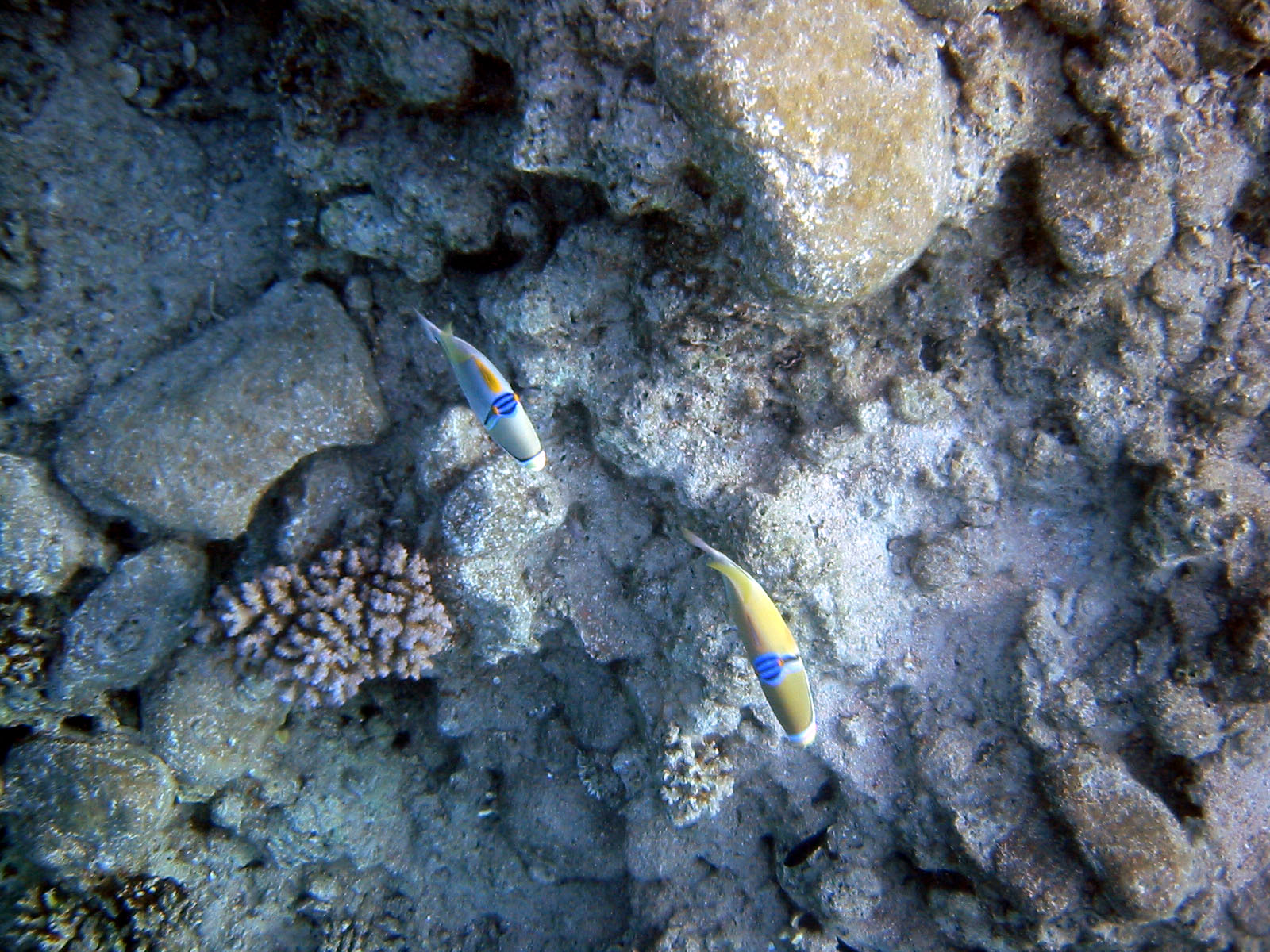
الحياة البحرية في شرم الشيخ.
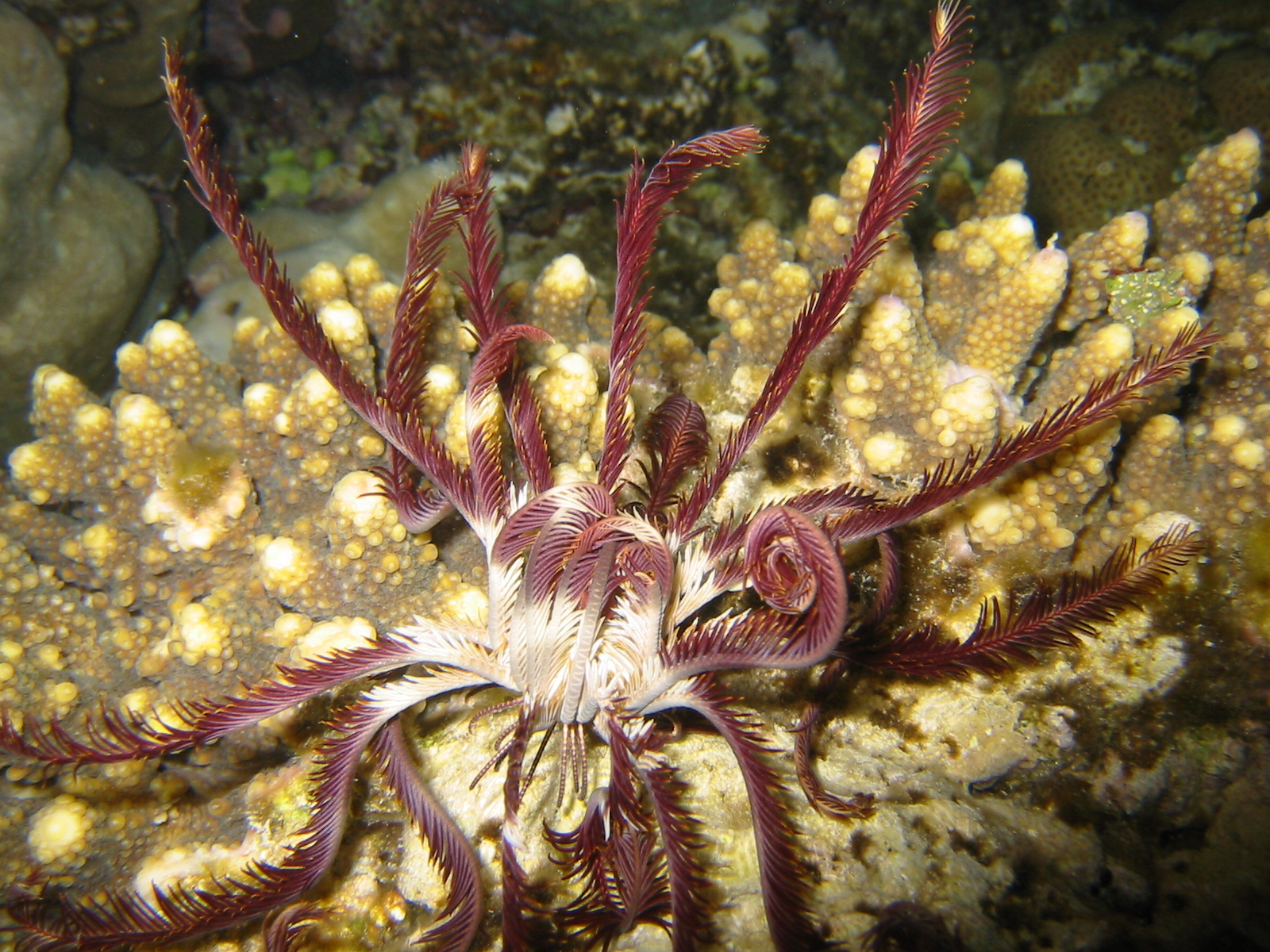
الحياة البحرية في شرم الشيخ.
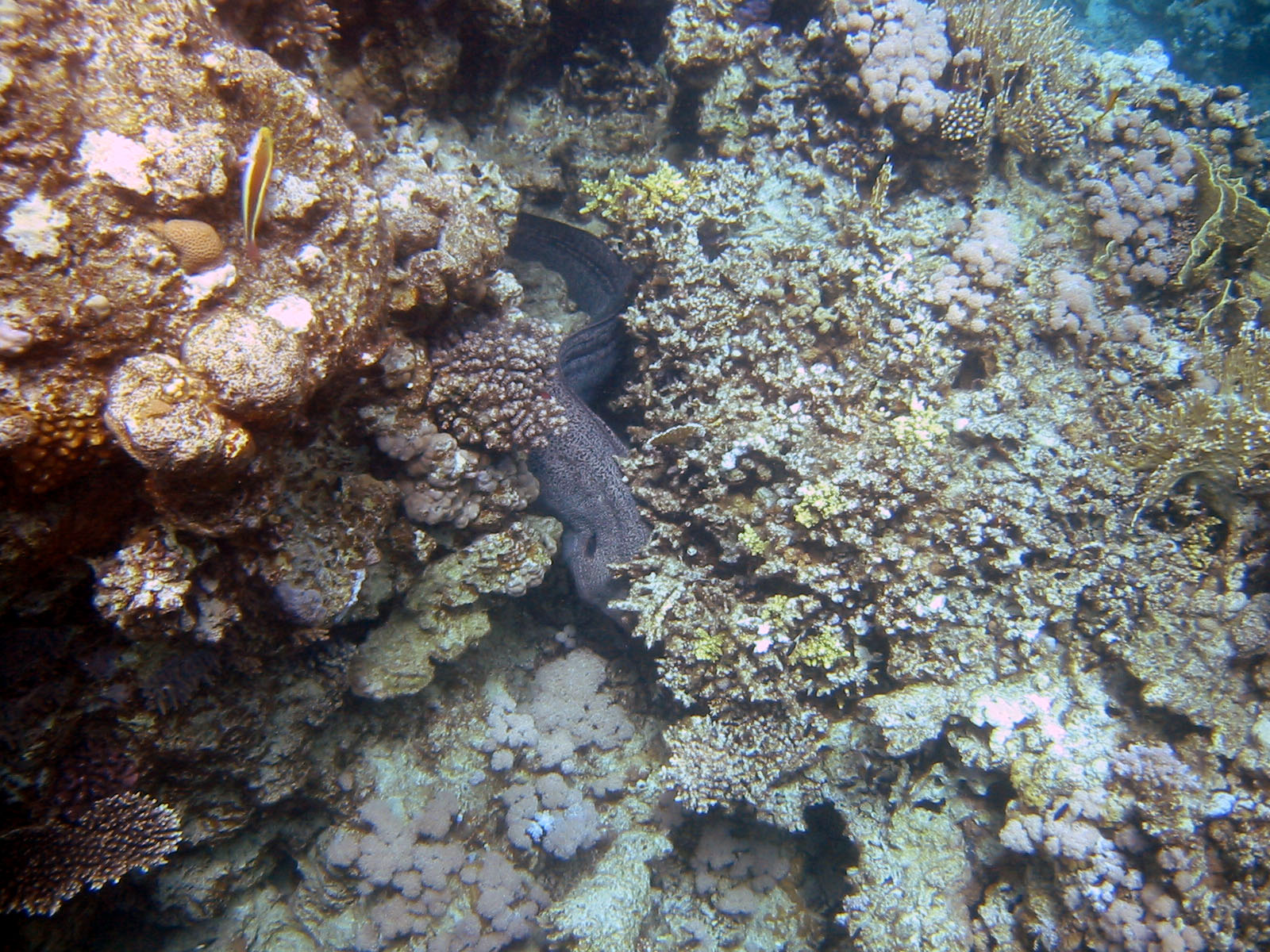
الحياة البحرية في شرم الشيخ.
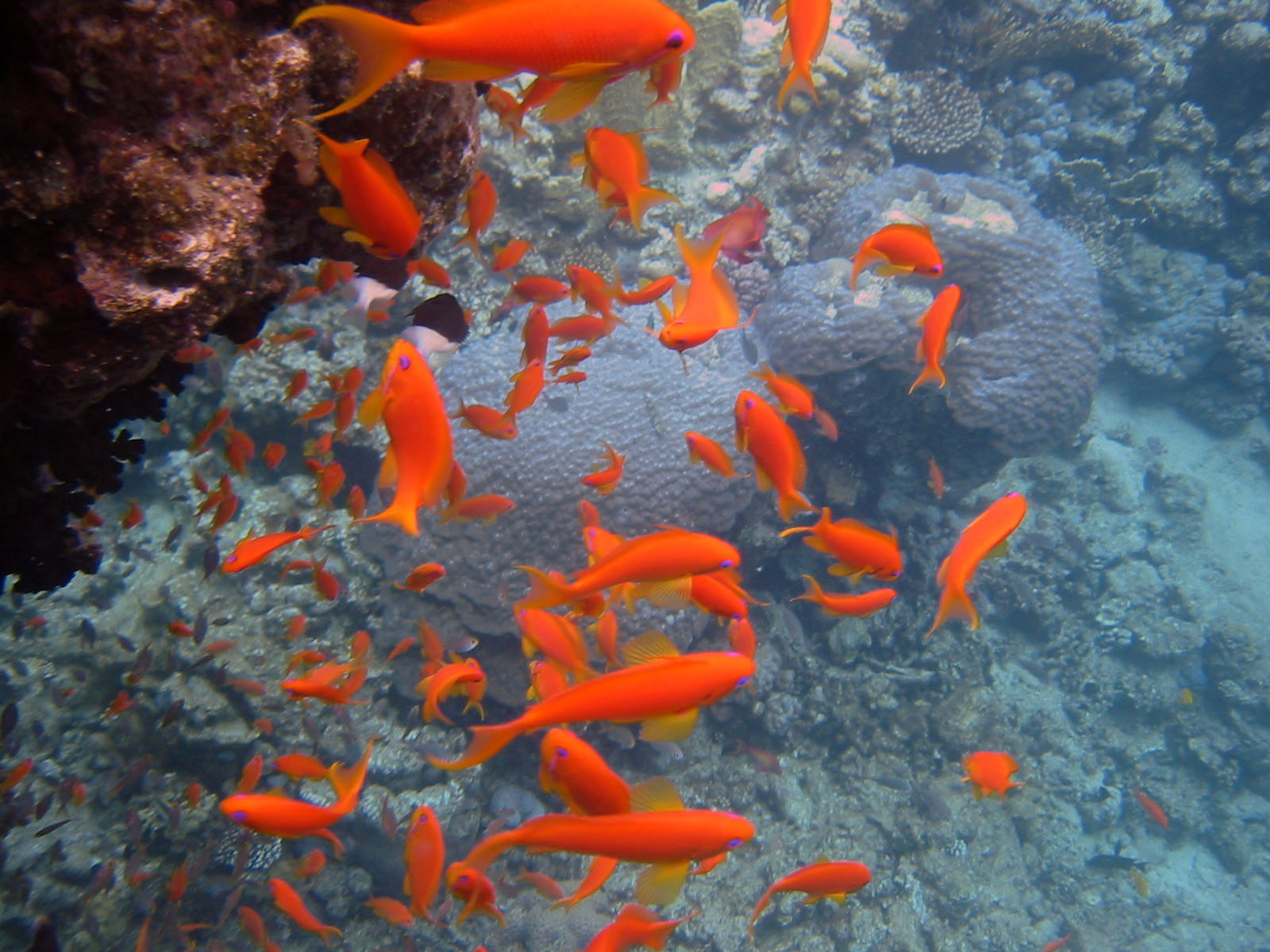
الحياة البحرية في شرم الشيخ.
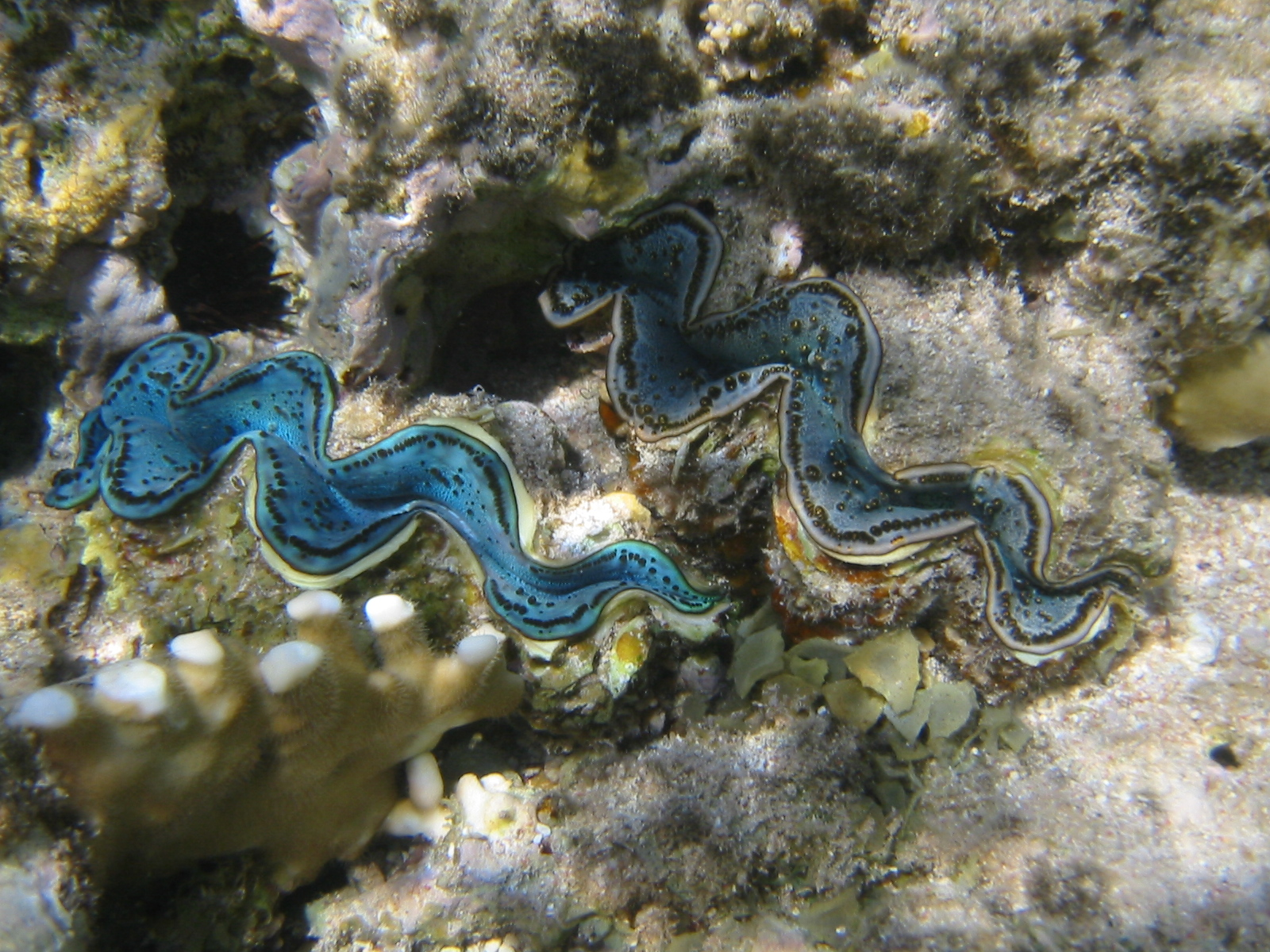
الحياة البحرية في شرم الشيخ.
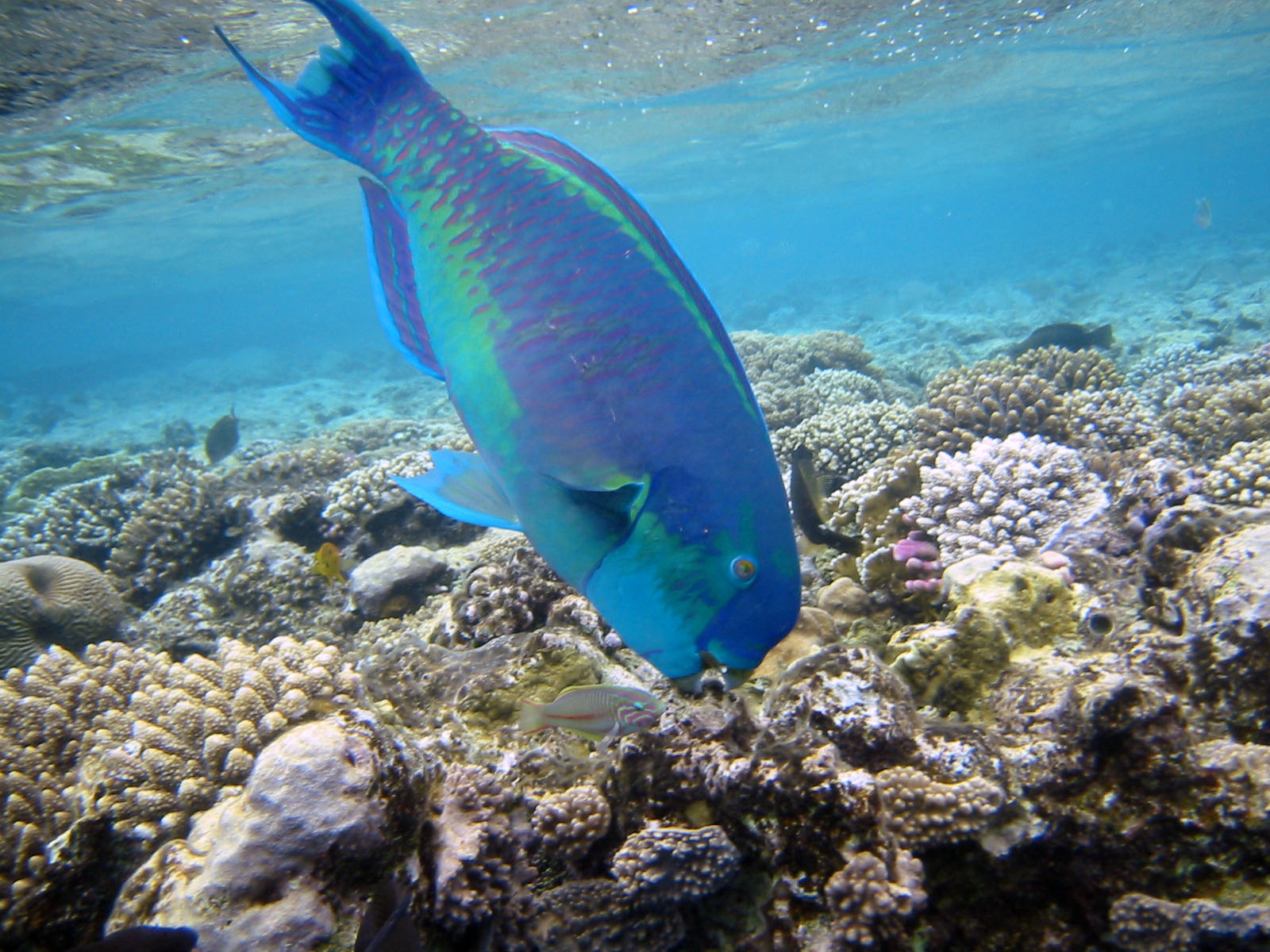
الحياة البحرية في شرم الشيخ.
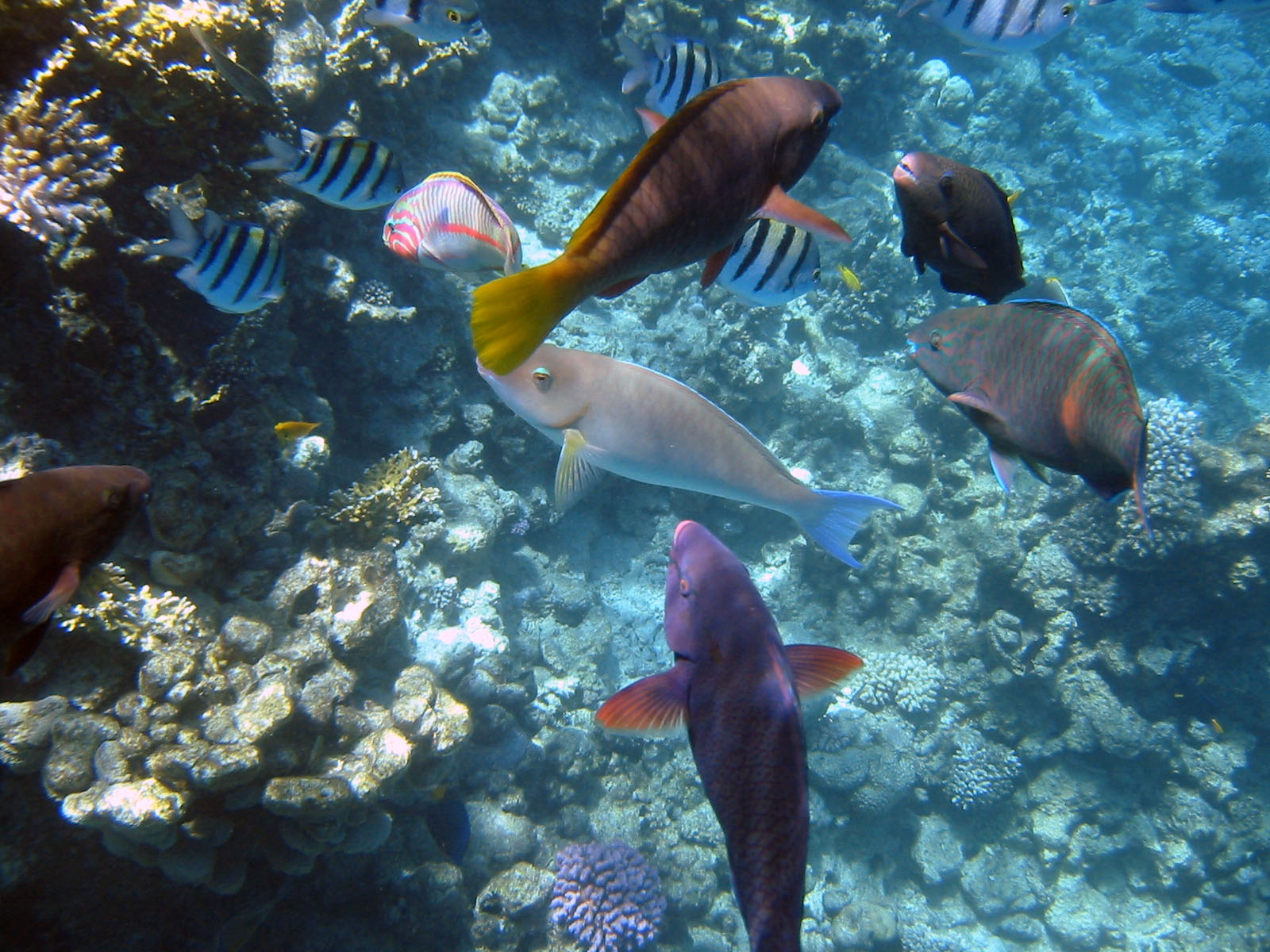
الحياة البحرية في شرم الشيخ.
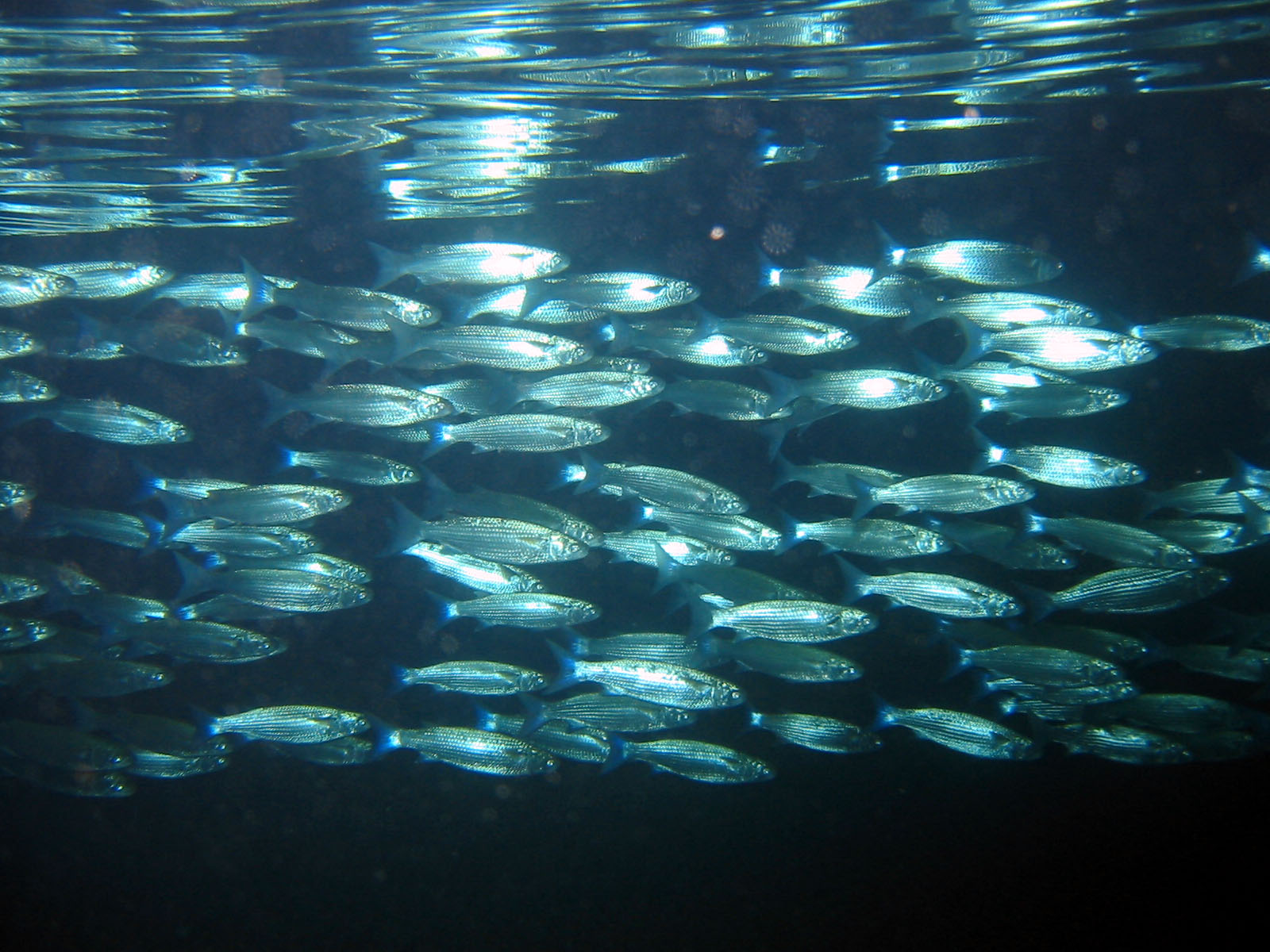
الحياة البحرية في شرم الشيخ.
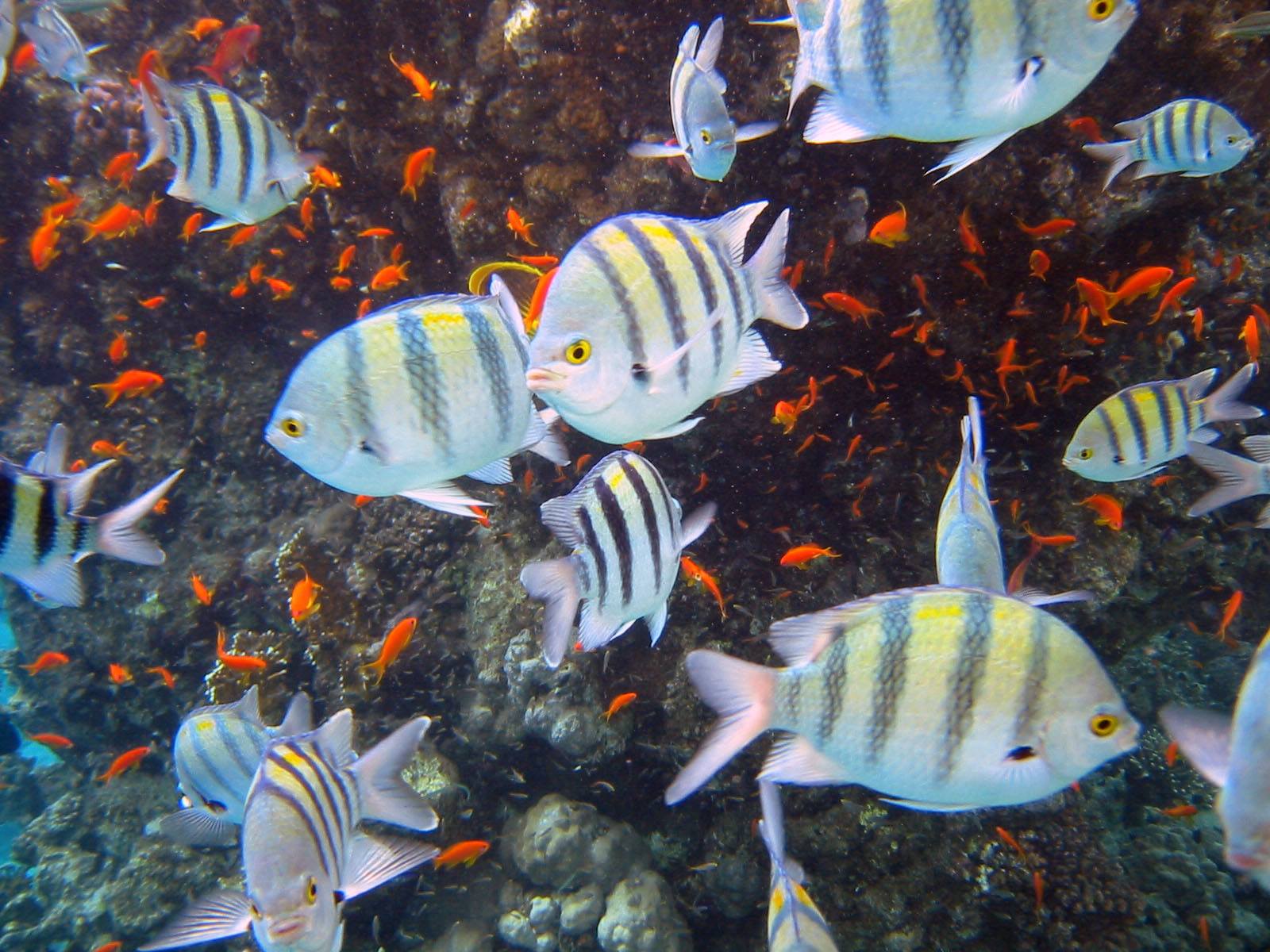
الحياة البحرية في شرم الشيخ.
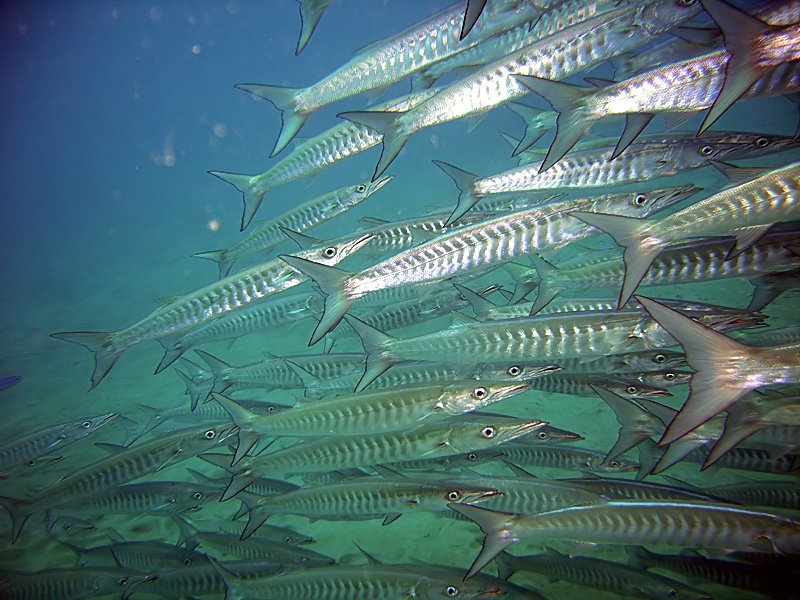
الحياة البحرية في شرم الشيخ.
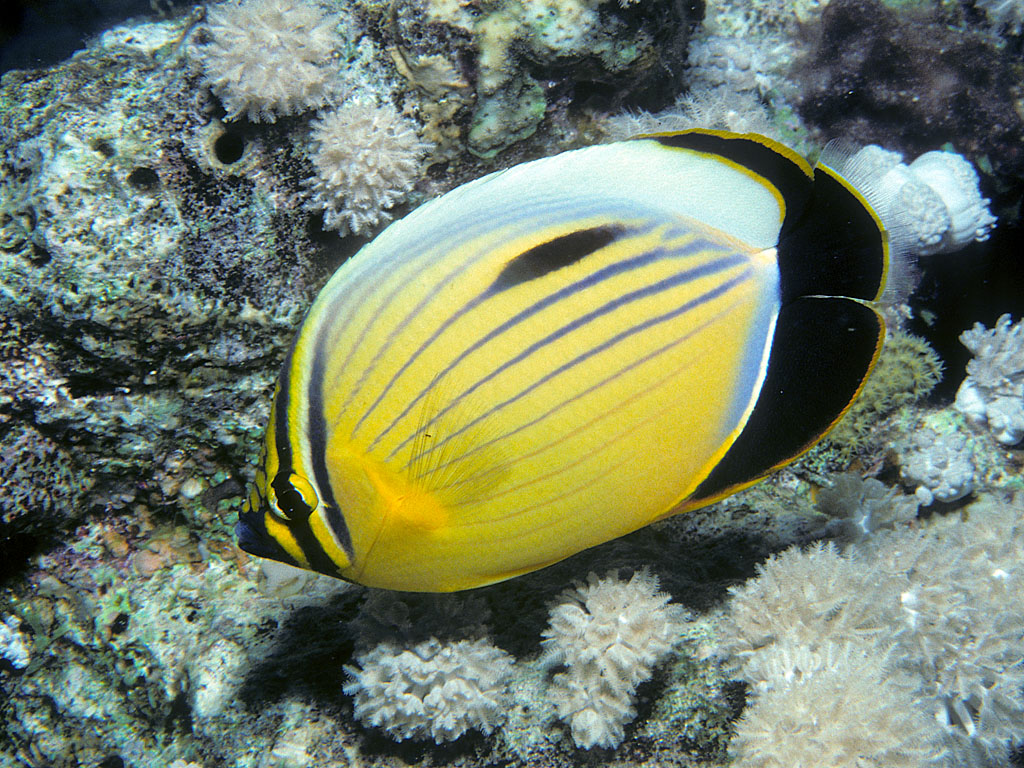
الحياة البحرية في شرم الشيخ.
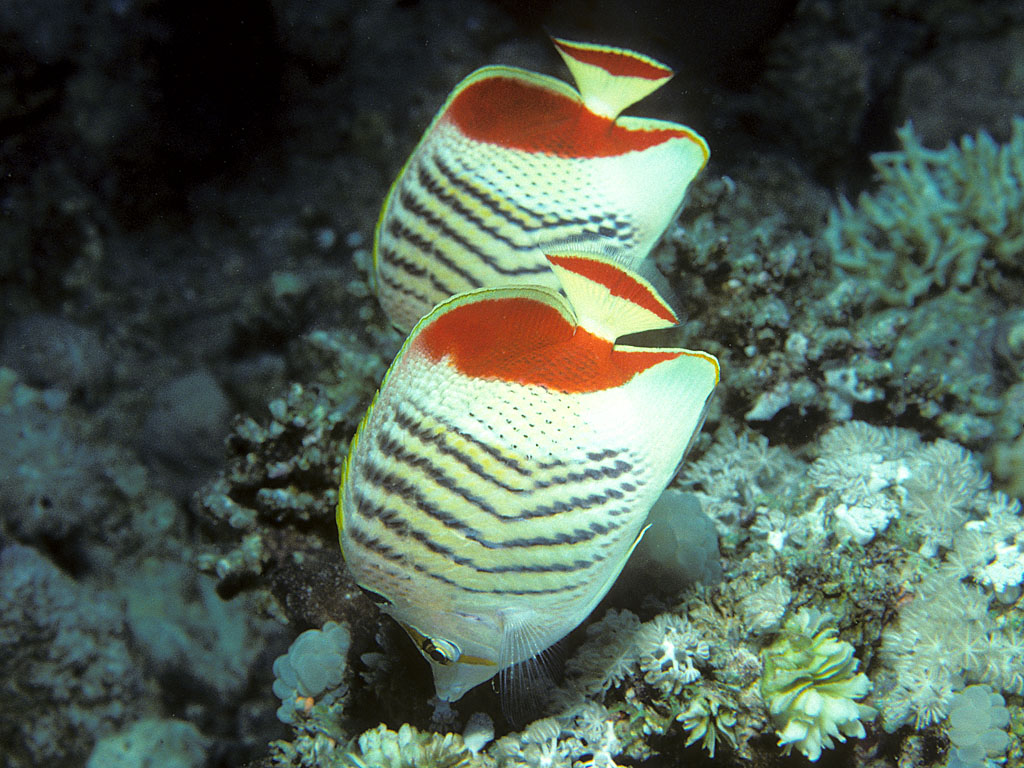
الحياة البحرية في شرم الشيخ.
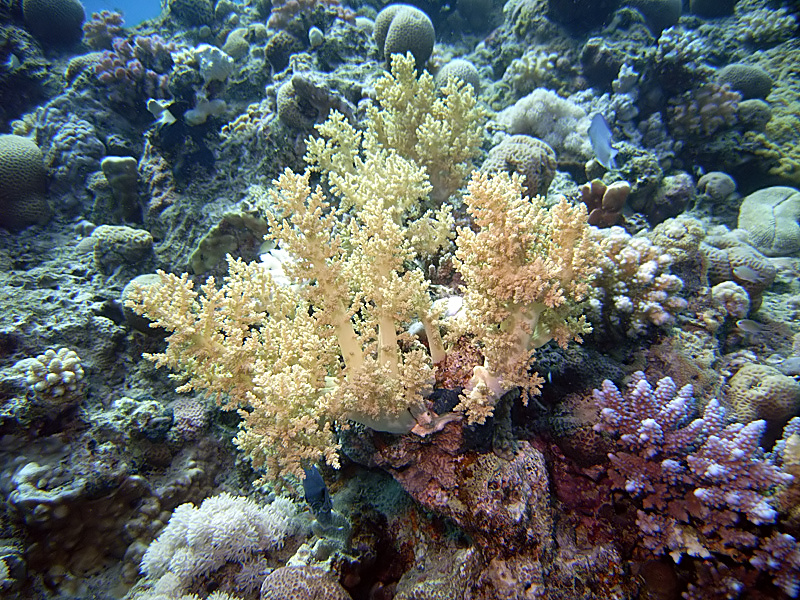
الحياة البحرية في شرم الشيخ.
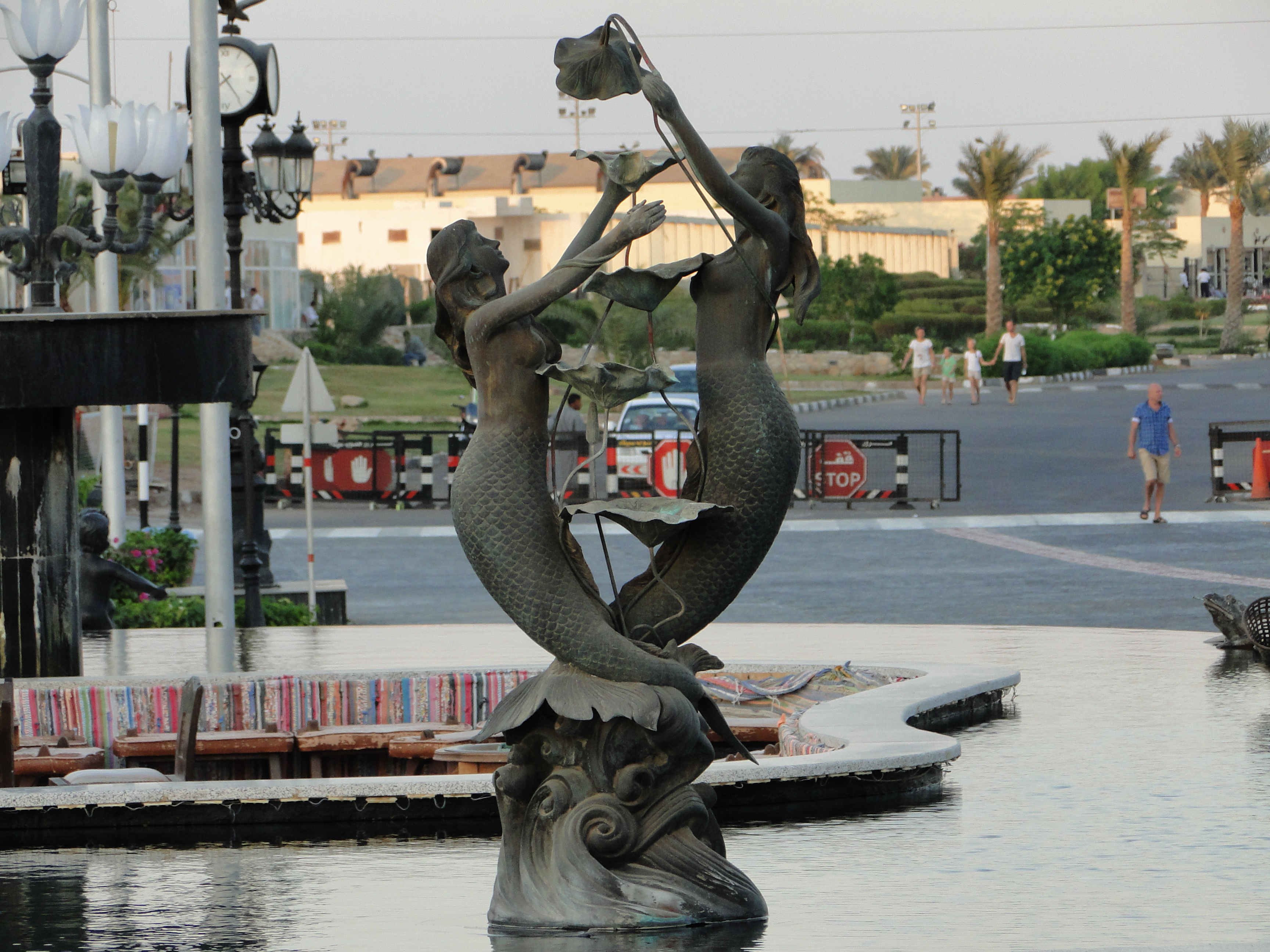
ميدان سوهو.
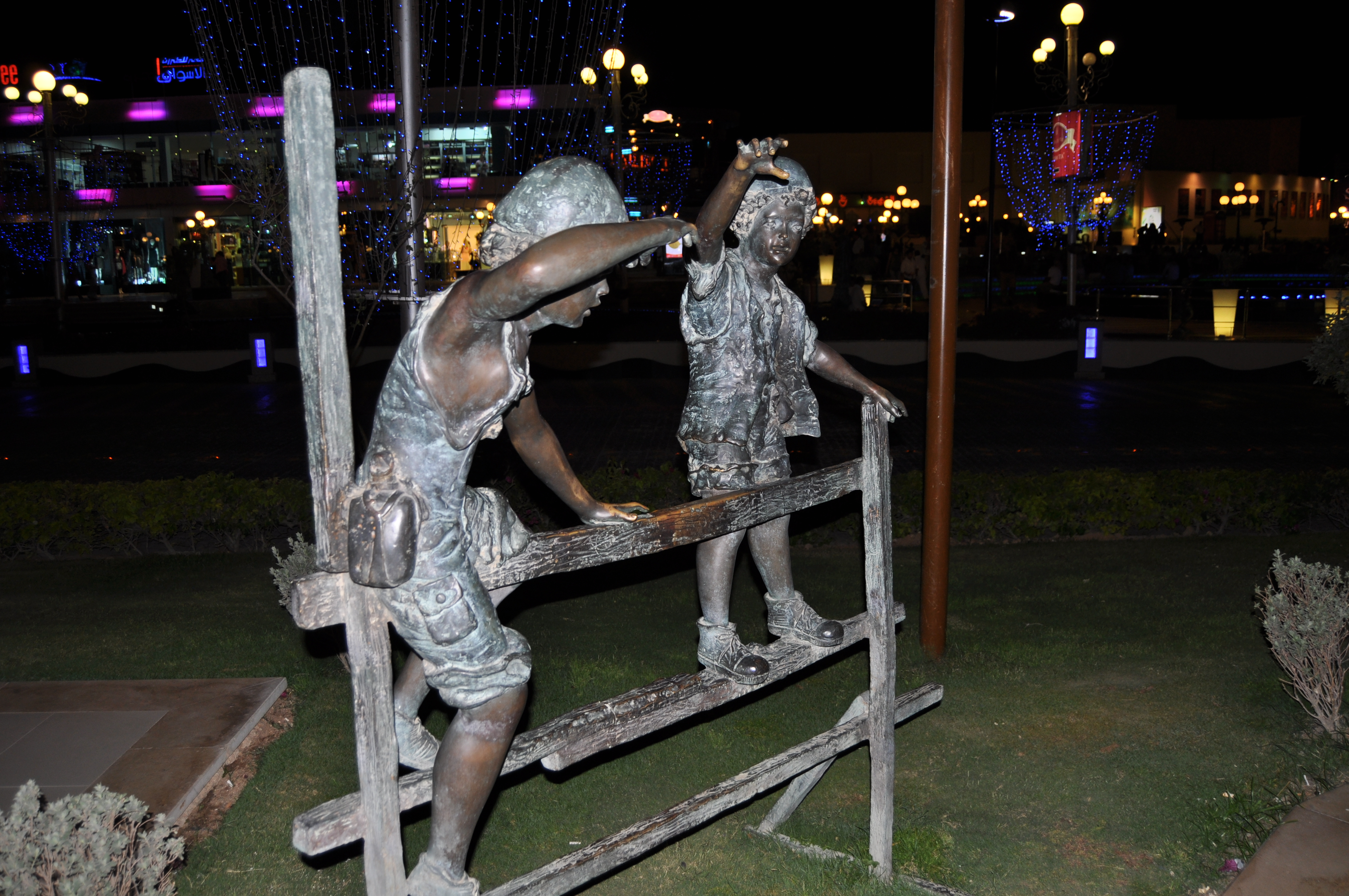
ميدان سوهو.
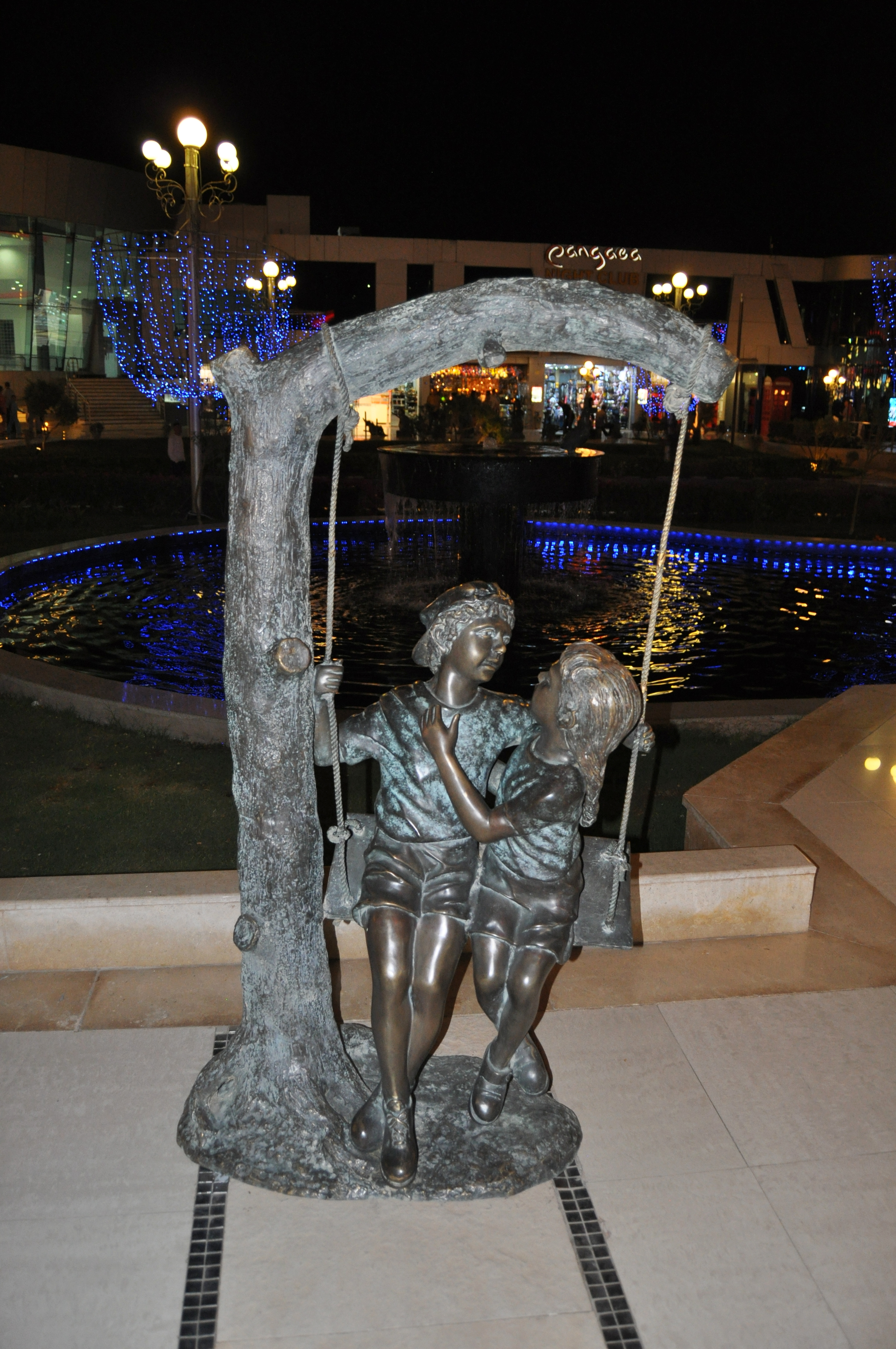
ميدان سوهو.
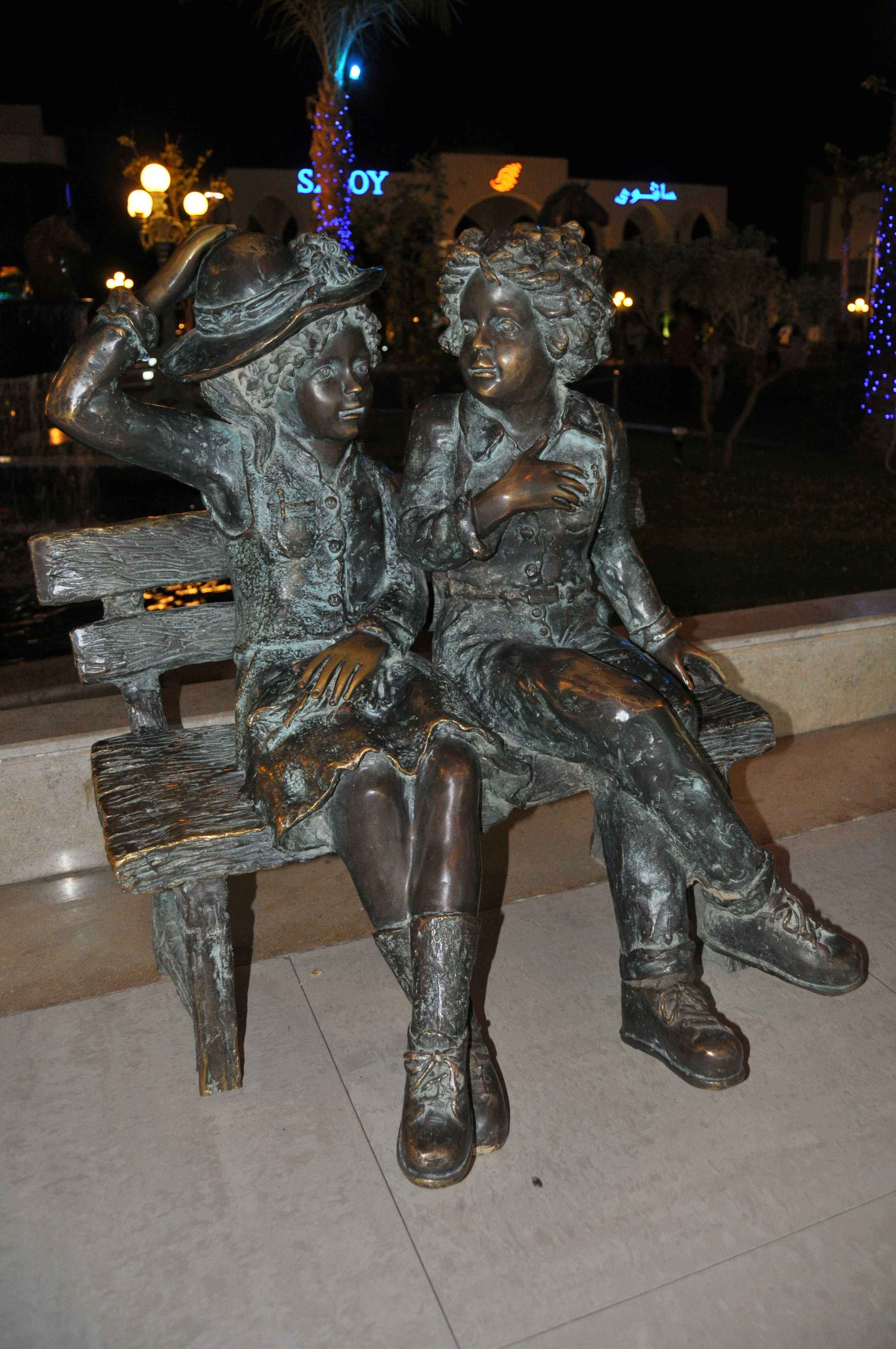
ميدان سوهو.
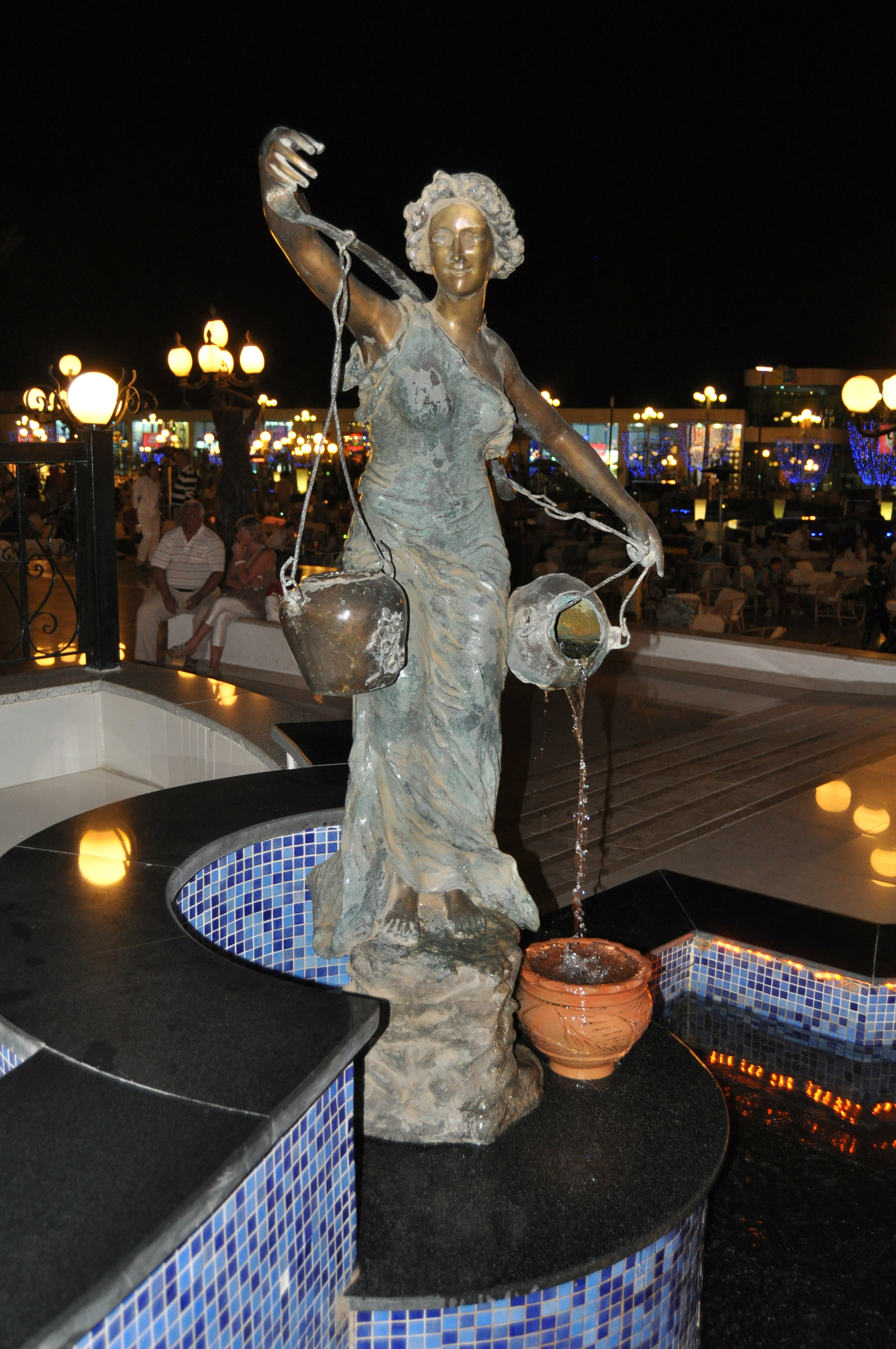
ميدان سوهو.
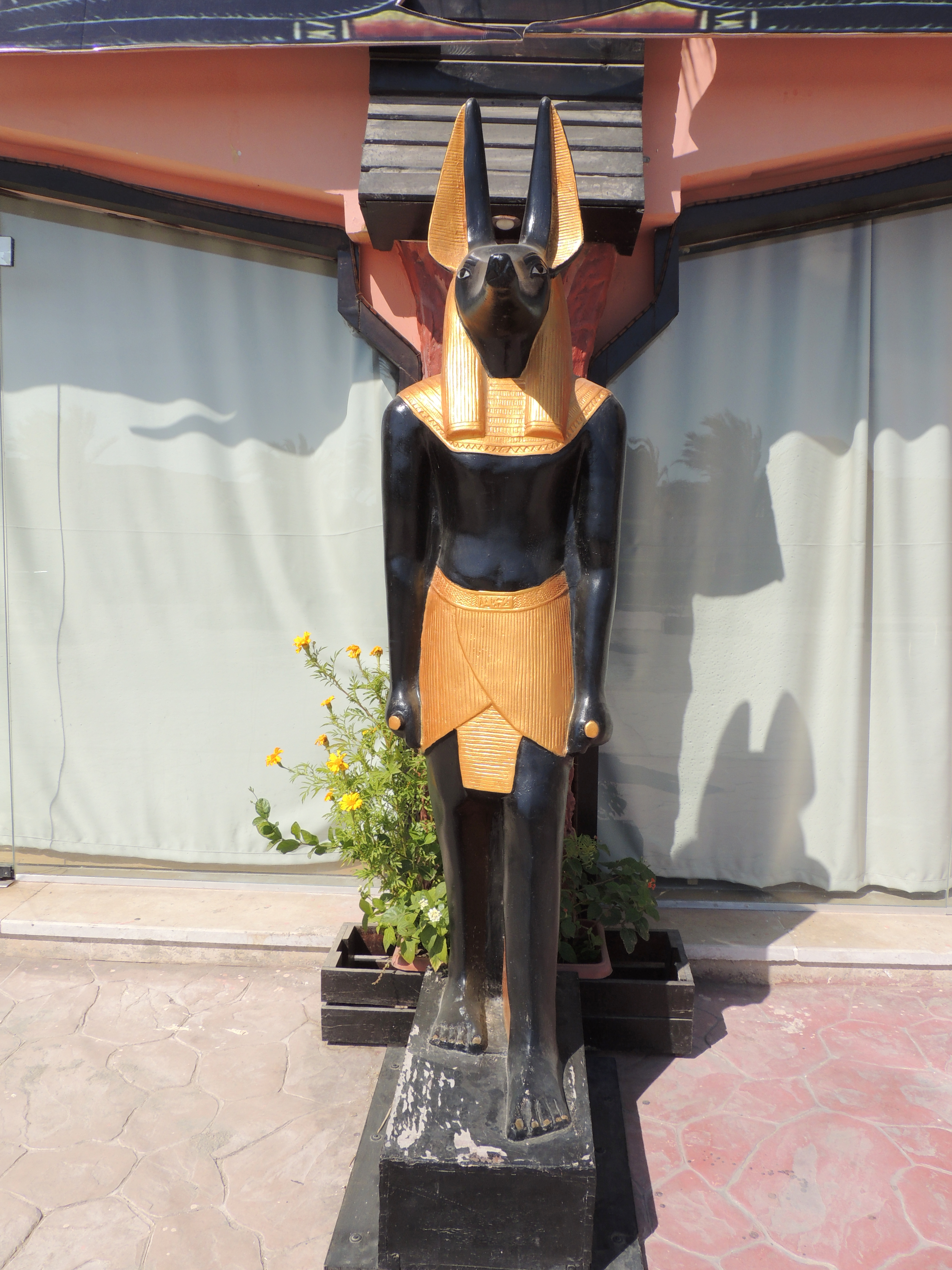
ميدان سوهو.
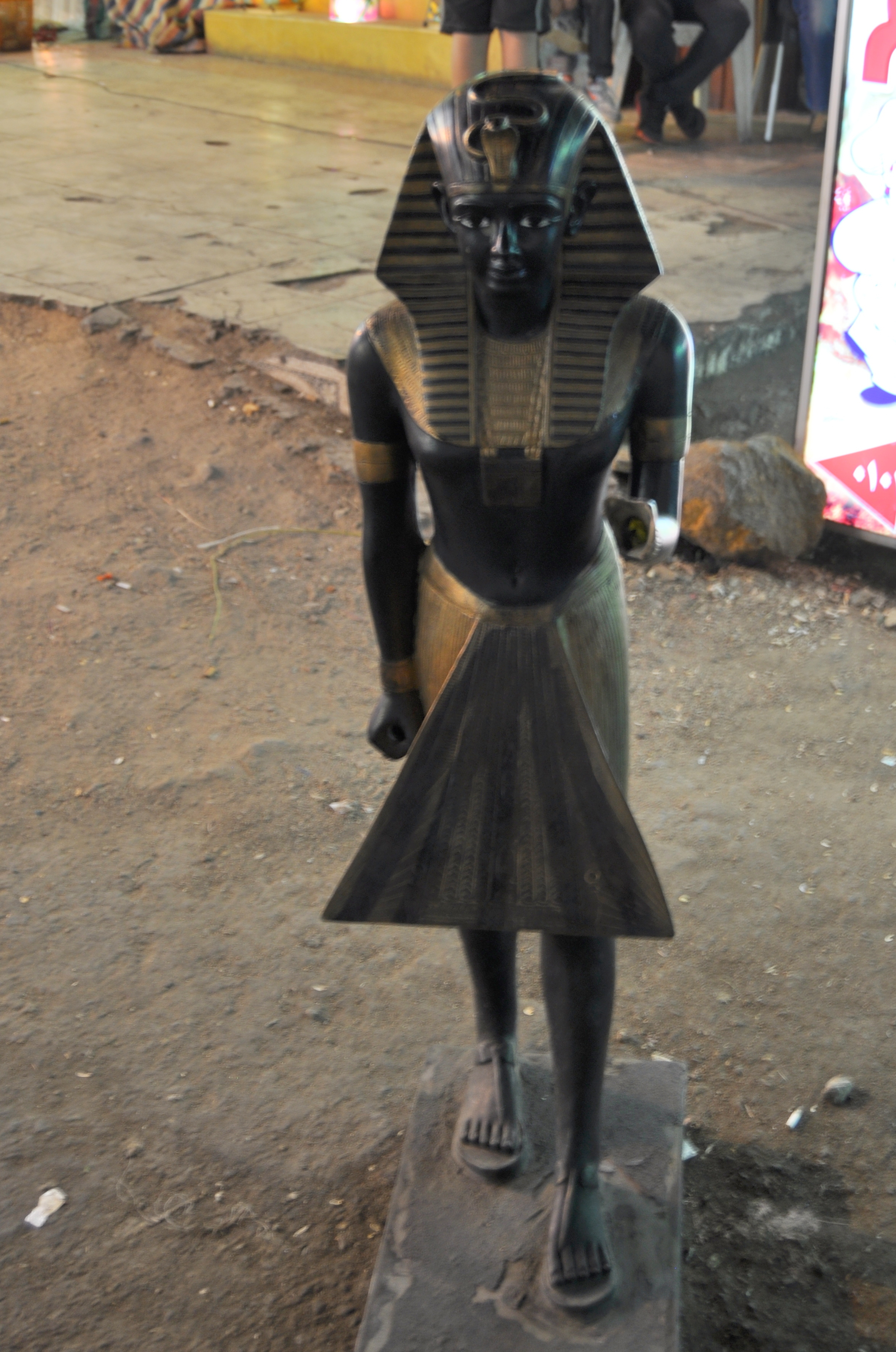
ميدان سوهو.